# Union européenne
« UE » redirige ici. Pour les autres significations, voir UE (homonymie).
Ne doit pas être confondu avec Union de l'Europe occidentale, Conseil de l'Europe ou Europe.
Cette page contient des caractères spéciaux ou non latins. S’ils s’affichent mal (▯, ?, etc.), consultez la page d’aide Unicode.
Institutions
L'Union européenne (UE) est une union politico-économique sui generis de vingt-sept États européens, qui lui délèguent ou transmettent sans limite de temps, par traité, l’exercice de certaines de leurs compétences souveraines, afin qu'elles soient régies par des organes communautaires,. Dotée de la personnalité juridique, l'Union européenne dispose d'une incarnation stable par certaines figures politiques et institutionnelles permanentes : présidents du Conseil, de la Commission, de la Cour de justice et du Parlement européens. Elle s'étend sur un territoire de 4,2 millions de kilomètres carrés, est peuplée de plus de 449 millions d'habitants et est la deuxième puissance économique mondiale par son PIB nominal derrière les États-Unis. L’Union européenne est régie par le traité de Maastricht (TUE) et le traité de Rome (TFUE), dans leur version actuelle, depuis le 1er décembre 2009 et l'entrée en vigueur du traité de Lisbonne. Sa structure institutionnelle est pour moitié supranationale et pour moitié intergouvernementale : le Parlement européen est élu au suffrage universel direct, tandis que le Conseil européen et le Conseil de l'Union européenne (informellement le « Conseil » ou « Conseil des ministres ») sont composés de représentants des États membres. Le président de la Commission européenne est pour sa part élu par le Parlement sur proposition du Conseil européen. Le président du Conseil européen est élu depuis 2009 par l'ensemble des chefs des exécutifs nationaux, devenant de facto une figure supranationale et autonome permanente placée à la tête d'une institution intergouvernementale. La Cour de justice de l'Union européenne est chargée de veiller à l'application du droit de l'Union européenne.

Évolution territoriale de l'Union européenne continentale.

La déclaration du 9 mai 1950 de Robert Schuman, alors ministre français des Affaires étrangères, est considérée comme le texte fondateur de la construction européenne. Sous l’impulsion de personnalités politiques surnommées les « pères de l'Europe », comme Konrad Adenauer, Jean Monnet et Alcide De Gasperi, six États créent en 1951 la Communauté européenne du charbon et de l'acier (CECA). Après l’échec d'une Communauté européenne de défense en 1954, une Communauté économique européenne (CEE) est instaurée en 1957 par le traité de Rome. La coopération économique est approfondie par l’Acte unique européen en 1986. En 1992, le traité de Maastricht prend la suite de l’Acte unique et institue une union politique qui prend le nom d’Union européenne et qui prévoit la création d'une union économique et monétaire dotée d’une monnaie unique, l’euro (€). Instituée en 1999, la zone euro compte vingt États en 2023. De nouvelles réformes institutionnelles sont introduites en 1997 et en 2001. À la suite de l’échec d’un projet de constitution européenne après le refus par référendum des peuples français et néerlandais, les institutions sont à nouveau réformées en 2009 par le traité de Lisbonne pour y intégrer certaines mesures prévues par ce projet de constitution, à l'exclusion de ses éléments les plus fédéraux.
Depuis la formation de la CEE, le nombre d'États membres est passé de 6 à 27, avec un pic à 28 avant le Brexit. Les membres fondateurs de la Communauté économique européenne, en 1957, sont l'Allemagne, la Belgique, la France, l'Italie, le Luxembourg et les Pays-Bas. Ils sont rejoints en 1973 par trois membres de l'Association européenne de libre-échange : le Danemark, l'Irlande et le Royaume-Uni. L'Union s'élargit vers le sud avec d'abord l'adhésion de la Grèce en 1981, puis celle de l'Espagne et du Portugal en 1986. Entre-temps, en 1985, le Groenland a décidé de se retirer en ratifiant le traité sur le Groenland et a désormais le statut de pays et territoire d'outre-mer associé. Avec la fin de la guerre froide, la partie orientale de l'Allemagne rejoint la Communauté économique européenne en 1990. L'Union européenne intègre en 1995 des États neutres : l'Autriche, la Finlande et la Suède. En 2004, dix nouveaux États, en majorité issus du bloc de l'Est, s'ajoutent aux quinze déjà membres : Chypre, l'Estonie, la Hongrie, la Lettonie, la Lituanie, Malte, la Pologne, la Slovaquie, la Slovénie et la Tchéquie. Deux États supplémentaires, la Bulgarie et la Roumanie, complètent en 2007 ce cinquième élargissement. En 2013, la Croatie devient le 28e membre de l'Union. Enfin, en 2020, le Royaume-Uni quitte l'Union à la suite d'un référendum des citoyens britanniques.
En raison de sa « contribution à la promotion de la paix, la réconciliation, la démocratie et les droits de l'Homme en Europe », l'Union européenne a reçu, le 12 octobre 2012, le prix Nobel de la paix.
À la suite de la guerre en Ukraine (février 2022), les perspectives d'élargissement de l'Union vers les pays des Balkans occidentaux, l'Ukraine, la Moldavie et la Géorgie sont relancées. En revanche, les négociations d'adhésion de la Turquie restent gelées.

## Histoire

La Communauté européenne du charbon et de l'acier (CECA) : l'Europe des six.

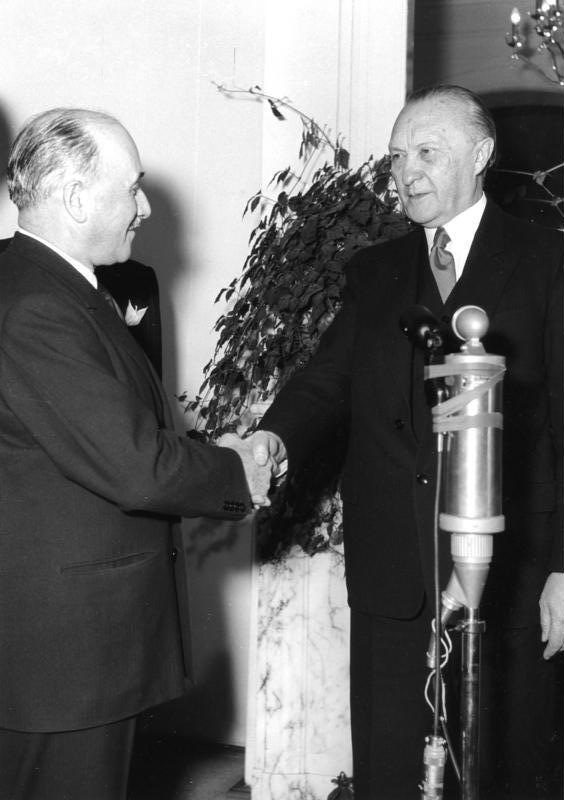
Jean Monnet et Konrad Adenauer en 1953.

### Prémices de l'idée européenne (1945-1951)
Au lendemain de la Seconde Guerre mondiale, l'Europe cherche un moyen de consolider la paix. À la suite du Coup de Prague qui renforce la peur de l'expansion soviétique, la France, les pays du Benelux (Belgique, Pays-Bas et Luxembourg) et le Royaume-Uni signent le 17 mars 1948 le traité de Bruxelles qui prévoit une Union occidentale, instituant une collaboration en matière économique, sociale, culturelle, et de défense collective. Ce traité est concurrencé dès l'année suivante par la création de l'OTAN, véritable alliance militaire qui inclut un plus grand nombre de pays européens, mais également le Canada et les États-Unis.
Dans le même temps, le principe d'une « Europe unie » est posé, en particulier sous l'impulsion de la France et de l'Allemagne de l'Ouest, même si le discours du Britannique Winston Churchill à Zurich le 19 septembre 1946 a été déterminant ainsi que le rôle des pays du Benelux et de l'Italie. L'Europe recherchait alors un modèle d'intégration qui la mettrait à jamais à l'abri d'une nouvelle guerre. L'idée est concrétisée par Robert Schuman, ministre français des Affaires étrangères, dans sa déclaration du 9 mai 1950 appelant à mettre le charbon et l'acier sous une Haute Autorité commune de la France et de l'Allemagne fédérale. Le choix de ces deux secteurs économiques vise à établir une garantie de paix : l'industrie sidérurgique est hautement stratégique, puisque étroitement liée à l'industrie de l'armement et dépendant de ces ressources.

« L'Europe ne se fera pas d'un coup, ni dans une construction d'ensemble. Elle se fera par des réalisations concrètes, créant d'abord une solidarité de fait. »

— Robert Schuman, déclaration du 9 mai 1950.
Dans l'entre-deux-guerres Louise Weiss avait anticipé la création de l'Union en annonçant que la paix ne pourrait se maintenir qu'au moyen d'instances internationales fondées sur des intérêts communs. Son combat pour la paix avait pour origine les ravages provoqués par la Première Guerre mondiale (Mémoires d'une Européenne, Payot, Paris, 1970).
Le traité instituant la Communauté européenne du charbon et de l'acier (CECA) est signé le 18 avril 1951 à Paris : les six pays fondateurs sont les pays du traité de Bruxelles à l'exception du Royaume-Uni. France, Allemagne de l'Ouest, Belgique, Luxembourg, Pays-Bas et Italie s'entendent pour favoriser les échanges de matières premières nécessaires à la sidérurgie pour accélérer la dynamique économique après la guerre, afin de doter l'Europe d'une capacité de production autonome. Ce traité est l'acte fondateur visant au rapprochement entre les vainqueurs et les vaincus européens, au sein d'une Europe qui à terme prendrait son destin en main, indépendamment des influences extérieures alors considérables, et notamment celle des États-Unis via son plan Marshall et en dépit de la tentative de concertation de cette aide américaine au sein de l'OECE.

### Échec de la CED et de l'UEO (1952-1954)
Le 27 mai 1952 est signé à Paris un traité instituant la Communauté européenne de défense (CED) permettant le réarmement de l'Allemagne de l'Ouest dans le cadre d'une armée européenne ; ce réarmement était justifié par le contexte de la guerre froide et la montée de la puissance de l'URSS en Europe de l'Est. Alors que les cinq autres pays de la CECA ont ratifié le traité, le 30 août 1954, le Parlement français rejette la ratification, en raison de l'opposition conjointe des gaullistes et des communistes qui refusent une armée supranationale. L'ancien traité de Bruxelles de 1948 est alors modifié le 23 octobre 1954 à Paris pour créer l'Union de l'Europe occidentale (UEO) qui est, jusqu'au traité d'Amsterdam, la seule organisation uniquement européenne à s'occuper de ce qui deviendra la politique de sécurité et de défense commune.
Quoique renforçant l'ancien traité d'alliance, l'UEO reste une entité symbolique sans pouvoir, ni coopération réelle face à la puissance de l'OTAN surtout lors de la guerre froide et le durcissement du régime soviétique dans sa zone d'occupation à l'est de l'Europe. Son principal rôle reste toutefois lié au développement des forces nucléaires autonomes françaises et britanniques (notamment après l'épisode du canal de Suez et lors des conflits de décolonisation des deux anciennes puissances coloniales), en assurant la neutralité des autres pays européens dans ces conflits et en évitant de laisser la défense de l'Europe occidentale au seul contrôle américain dans l'OTAN,.
En matière de défense européenne, les missions de Petersberg fixent en 1992 un cadre de coopération et d'intervention dans la « gestion des crises » commun à l'UEO, l'OTAN et l'Union européenne (au titre de la politique de sécurité et de défense commune). En février 2003, avec la mise en application du traité de Nice, l'UE intègre les compétences opérationnelles de l'UEO.

### Établissement de la CEE (1957-1986)
Le traité de Rome est signé le 25 mars 1957 : les « six » décident d'approfondir leur coopération. Les domaines économiques, mais aussi politiques et sociaux, sont concernés. Le but est d'aboutir économiquement à un marché commun permettant la libre circulation des personnes, des marchandises et des capitaux. La Communauté économique européenne (CEE) est l'entité internationale, de type supranational, instituée par le traité de Rome. Elle se dote d'une capacité autonome de financement, indépendante du plan Marshall mise en place dans le cadre de l'Organisation européenne de coopération économique (OECE). Ce traité fonde également une troisième communauté européenne d'une durée indéfinie, la Communauté européenne de l'énergie atomique (CEEA), entre les membres des deux autres communautés (la Communauté européenne du charbon et de l'acier originelle, ou CECA, et la nouvelle Communauté économique européenne, ou CEE),.
Le traité de fusion des exécutifs communautaires est signé à Bruxelles en 1965 et fusionne les exécutifs (par la création de la Commission européenne et du Conseil européen) des trois Communautés européennes (CECA, CEE, et Euratom), alors que ces communautés disposent déjà d'institutions communes en matière de justice,.

### Achèvement du marché intérieur (1986-1993)

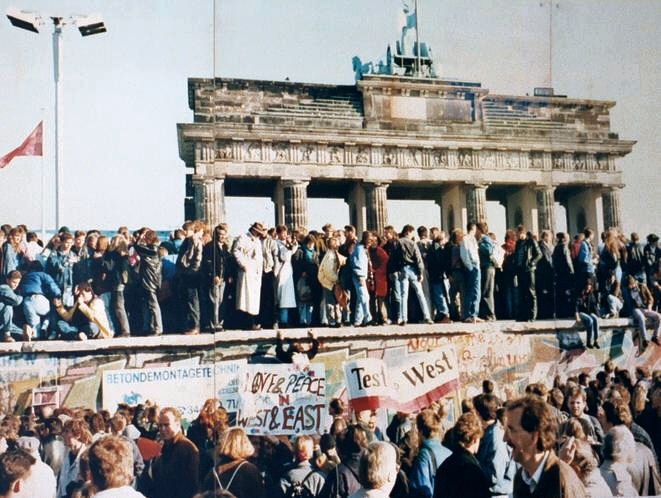
La chute du mur de Berlin conduit à l'intégration de la RDA dans la CEE en 1990.

L'Acte unique européen est signé à Luxembourg le 17 février 1986 par neuf États membres, suivis par le Danemark (à la suite du résultat positif du référendum de 1986), l'Italie et la Grèce le 28 février 1986. Entré en application le 1er juillet 1987, il avait pour but de redynamiser la construction européenne en fixant l'achèvement du marché intérieur en 1993, permettant la libre circulation également des capitaux et des services. Par ce traité, les compétences communautaires sont élargies aux domaines de la recherche, du développement technologique, de l'environnement et de la politique sociale. L'Acte unique consacre aussi l'existence du Conseil européen, réunissant les chefs d'État et de gouvernement. Il décide de renforcer les pouvoirs du Parlement européen au moyen de la « procédure de coopération »,.
Ce traité amorce une démarche commune en matière de politique étrangère ainsi qu'une coopération en matière de sécurité sans qu'il soit porté atteinte ni à l'UEO, ni à l'OTAN. L'UEO trouve un rôle limité dans le règlement des conflits en Europe, notamment après la chute du communisme en ex-URSS et lors des conflits ethniques menant au démantèlement de la fédération yougoslave à la mort de Tito. L'UEO parvient à éviter l'extension des conflits à l'Albanie (via le Kosovo) et participe aux missions de maintien de la paix et de reconstruction dans les Balkans (opération Sharp Guard).

### Établissement de l'Union européenne (1993-2009)

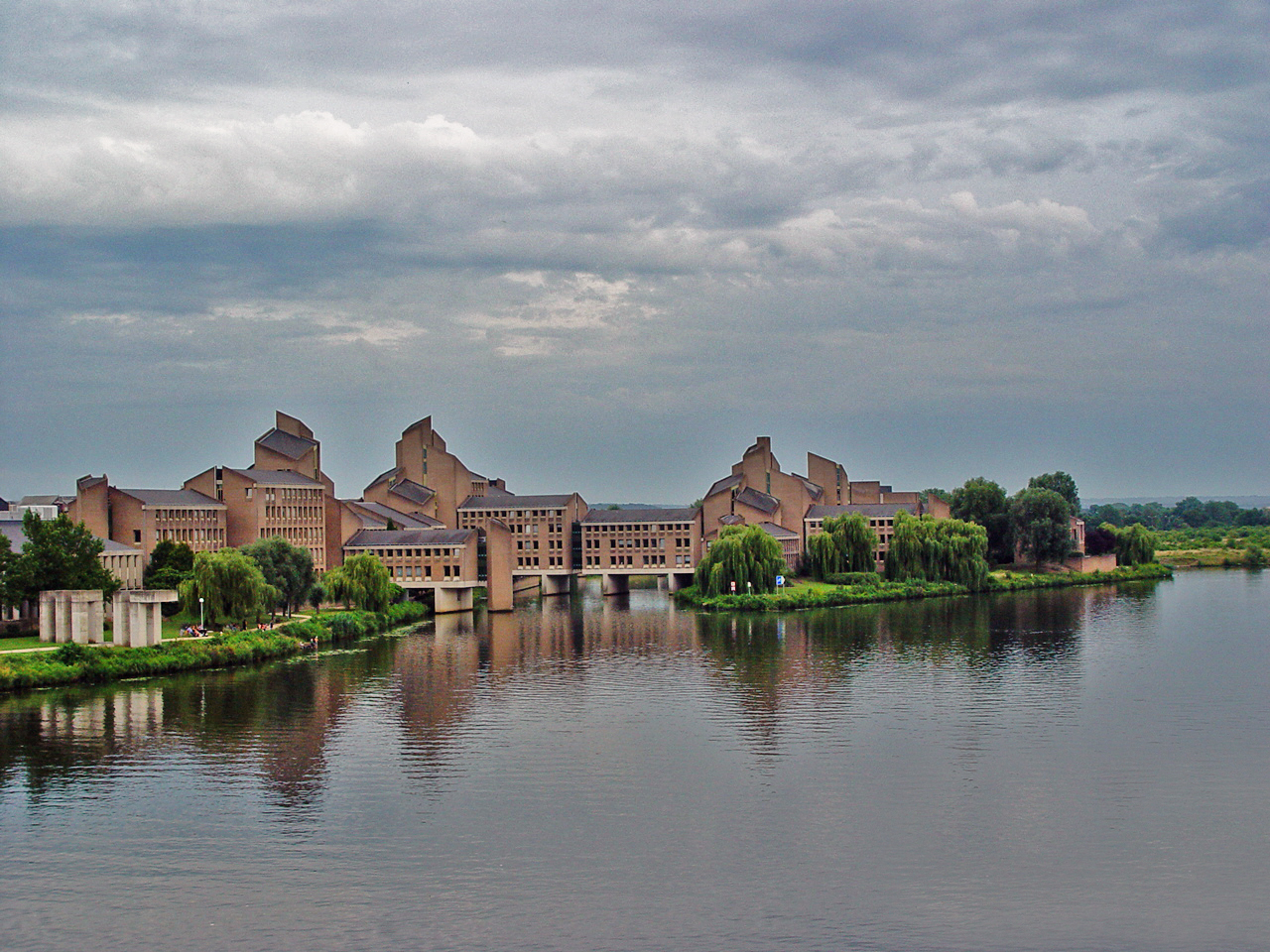
Palais du gouvernement provincial du Limbourg en bord de Meuse à Maastricht, où fut signé le traité.

Le traité de Maastricht est signé le 7 février 1992 et entre en vigueur le 1er novembre 1993. L'Union européenne prend la suite du marché commun et de la Communauté économique européenne (CEE), devenue Communauté européenne (CE) en fusionnant avec la Communauté européenne du charbon et de l'acier (CECA) qui expirait en 2002. Il marque une nouvelle étape dans le « processus d'union sans cesse plus étroite entre les peuples d'Europe ».
Le traité sur l'Union européenne (TUE) de 1992 fonde l'UE sur trois « piliers ». L'image du pilier s'est imposée au printemps 1991 sur le modèle du temple antique (romain ou grec) : le fronton (l'Union) soutenu par trois piliers donnant à l'ensemble sa stabilité et son équilibre Les Communautés européennes reposent alors sur trois piliers :
- 1er pilier : le pilier communautaire (la CE, le CECA et Euratom) ;
- 2e pilier : la politique étrangère et de sécurité commune ;
- 3e pilier : justice et affaires intérieures, renommé 1998 en coopération policière et judiciaire en matière pénale.

Le traité de Maastricht crée également la citoyenneté européenne et permet de circuler et de résider librement dans les pays de la Communauté, le droit de voter et d'être élu dans l'État où l'on réside pour les élections européennes et municipales. Il est aussi décidé de créer « une monnaie unique sous l'égide d'une Banque centrale européenne », le futur euro. Les compétences de la Communauté sont étendues, selon le principe de subsidiarité / suppléance, à de nouveaux domaines : éducation, formation professionnelle, culture, santé publique, protection des consommateurs, réseaux transeuropéens de transport, politique industrielle, services (eau, énergie) et environnement,.
Le traité d'Amsterdam est signé le 2 octobre 1997 et entre en vigueur le 1er mai 1999. Reposant sur les trois piliers de Maastricht, il affirme les principes de liberté, de démocratie et de respect des droits de l'homme et propose la mise en place d'un « espace de liberté, de sécurité et de justice ». Il inclut explicitement le principe du développement durable. Il pose le principe des coopérations renforcées permettant aux pays qui le souhaitent d'avancer plus vite. Il ébauche la réforme des institutions européennes en vue de l'adhésion des pays de l'Europe centrale et orientale (PECO). Il élargit la liste des droits, dont il garantit le respect : droits sociaux, égalité hommes-femmes, services publics, renforce la protection des droits fondamentaux et interdit toute discrimination. Un Haut représentant de la PESC est nommé, assisté par une « unité de planification et d'alerte rapide » (UPAR). Un protocole reprend le principe de subsidiarité du TCE,.
Le traité de Nice est signé le 26 février 2001 et entre en vigueur le 1er février 2003. Ce traité, qui devait réformer les institutions de l'Union en vue de l'adhésion des PECO, n'est que partiellement parvenu à cet objectif. Celui-ci donne au Parlement un rôle co-législateur renforcé. Le droit de recours devant la Cour de Justice des Communautés est étendu. Le traité fournit une base juridique aux partis politiques des pays membres. Afin de faciliter le processus de décision à la majorité qualifiée à 27 au sein du Conseil, le système de pondération des voix est remanié. Le traité de Nice améliore la procédure relative à la mise en œuvre des « coopérations renforcées » : le droit de veto est supprimé, et le domaine étendu à la PESC y compris en matière de défense. Une « déclaration sur l'avenir de l'Union » a été annexée au traité,.
Le traité avait quelques failles : la charte des droits fondamentaux a été adoptée au cours de ce sommet de Nice, mais aucune valeur juridique contraignante ne lui est reconnue bien qu'elle ait été adoptée par toutes les instances de l'Union. De plus, le traité fixe les principes et les méthodes d'évolution du système institutionnel au fur et à mesure que l'Europe s'élargit. Il définit une nouvelle répartition des voix attribuées à chaque État au Conseil, ainsi qu'une redéfinition de la majorité qualifiée. Cependant, le système de décision prévu par ce traité est complexe et privilégie les pays à démographie médiane, comme l'Espagne et la Pologne, par rapport aux autres États membres. Le risque de paralysie, qui constitue la motivation principale à réviser les traités, n'est pas résolu. En 2002, entre la signature du traité de Nice et son entrée en vigueur, une Convention sur l'avenir de l'Europe se forme pour réfléchir au développement futur de l'Union.
À la suite des travaux de la Convention sur l'avenir de l'Europe, dont il reprend l'essentiel, le Conseil européen du 18 juin 2004 adopte un projet de « Constitution européenne ». La Convention propose de pallier le risque de paralysie en redéfinissant la majorité qualifiée comme suit : « la majorité qualifiée requise est constituée des deux tiers des États membres, représentant au moins les trois cinquièmes de la population de l'Union » (art. 24-2). De plus, le nouveau traité proposé intègre et rend juridiquement opérante la Charte des droits fondamentaux dans la Partie II. Signé à Rome le 29 octobre 2004, il était appelé à remplacer les traités fondateurs.
Mais ce traité, qui corrigeait les failles du traité de Nice et instaurait un traité constitutionnel pour l'UE, n'a pas été ratifié par référendum par la France et les Pays-Bas au premier semestre 2005. Un traité simplifié, reprenant en particulier la partie institutionnelle du projet, apparaît en 2007 sous la présidence de la chancelière allemande, Angela Merkel.

### Entrée en vigueur du traité de Lisbonne (2009-2015)

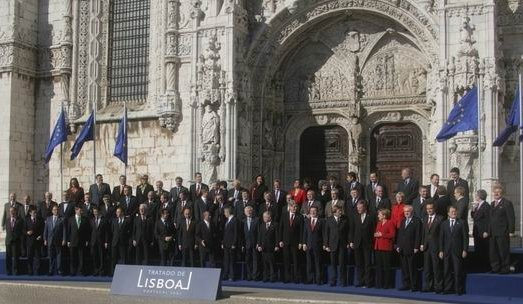
Les chefs d'État et de gouvernement réunis à Lisbonne le 13 décembre 2007.

Le 23 juin 2007 à Lisbonne, le Conseil européen mandate une conférence inter-gouvernementale afin d'adopter ce traité avant 2009. Ce traité de Lisbonne a été surnommé « traité modificatif » en France, d'après le nom d'un autre projet de traité que le président français Nicolas Sarkozy avait proposé à ce même Conseil européen mais qui n'a pas été retenu. Le traité de Lisbonne préserve notamment les fondamentaux du projet esquissé par la Convention sur l'avenir de l'Europe :
- l'Union reçoit la personnalité juridique ;
- la Charte des droits fondamentaux acquiert force contraignante[Note 9] ;
- la création d'une présidence stable du Conseil européen (et non plus tournante) ;
- la décision sur la base de la double majorité (avec la possibilité de demander la pondération de Nice[34] jusqu'en 2017 et avec un filet de sécurité de type compromis de Ioannina renforcé[35]) ;
- la création de la fonction de Haut représentant de l'Union pour les affaires étrangères et la politique de sécurité ;
- une certaine extension du vote à la majorité qualifiée (sauf dérogation pour les Britanniques sur certains aspects de la justice et des affaires intérieures).

Ce nouveau traité fait l'objet d'une ratification par les parlements de 26 États européens et par référendum en Irlande. Le peuple irlandais rejette ce traité le 12 juin 2008, par 53,4 % des suffrages, et gèle son application initialement prévue au 1er janvier 2009. Lors d'un second référendum le 2 octobre 2009, les Irlandais acceptent le traité à 67,1 %. Ce dernier entre en vigueur le 1er décembre 2009, permettant d'appliquer la réadaptation institutionnelle qui était visée depuis les conclusions de la Convention sur l'avenir de l'Europe.
La deuxième décennie du XXIe siècle s'ouvre sur une triple crise au sein de l'espace communautaire : une crise économique, une crise politique, une crise institutionnelle. Celle-ci prend sa source dans la crise économique mondiale et la crise des dettes souveraines qui affectent particulièrement les États européens, conduisant les plus fragiles à des réductions budgétaires très importantes. Au niveau européen, cette période de grande instabilité conduit les 28 à revoir leurs capacités de réaction et à chercher des solutions communes, quitte à confier une partie de leurs compétences exclusives au profit de Bruxelles. Le pacte budgétaire européen, officiellement appelé « traité sur la stabilité, la coordination et la gouvernance » (TSCG), est un mécanisme sur lequel se sont accordés 25 des 28 États membres de l'Union européenne sur la convergence de leurs politiques économiques et monétaires, notamment la zone euro. Le texte du traité, signé le 2 mars 2012 par les chefs d'État et de gouvernement, est entré en vigueur le 1er janvier 2013.
Parallèlement, un système de coordination des politiques budgétaires appelé semestre européen a été mis en place. Avec pour base juridique, le six-pack, un ensemble législatif le rendant contraignant pour l'ensemble des États membres, le semestre européen a pour objectif principal de tendre vers une Union économique et monétaire (UEM) plus approfondie et plus intégrée, capable de mieux résister aux chocs économiques internationaux, développer une économie prospère à long terme (objectifs repris dans la stratégie Europe 2020) et maitriser au mieux les finances publiques de l'ensemble des États membres. Le six-pack prévoit entre autres un système de décisions et de sanctions financières graduelles applicables par les instances européennes aux États membres,,.
Le 12 octobre 2012, le prix Nobel de la paix est attribué à l'Union européenne pour « sa contribution à la promotion de la paix, la réconciliation, la démocratie et les droits de l'Homme en Europe », éléments qui sont ancrés dans les principes même de la construction européenne.

### Crises mondiales et sortie du Royaume-Uni (depuis 2015)

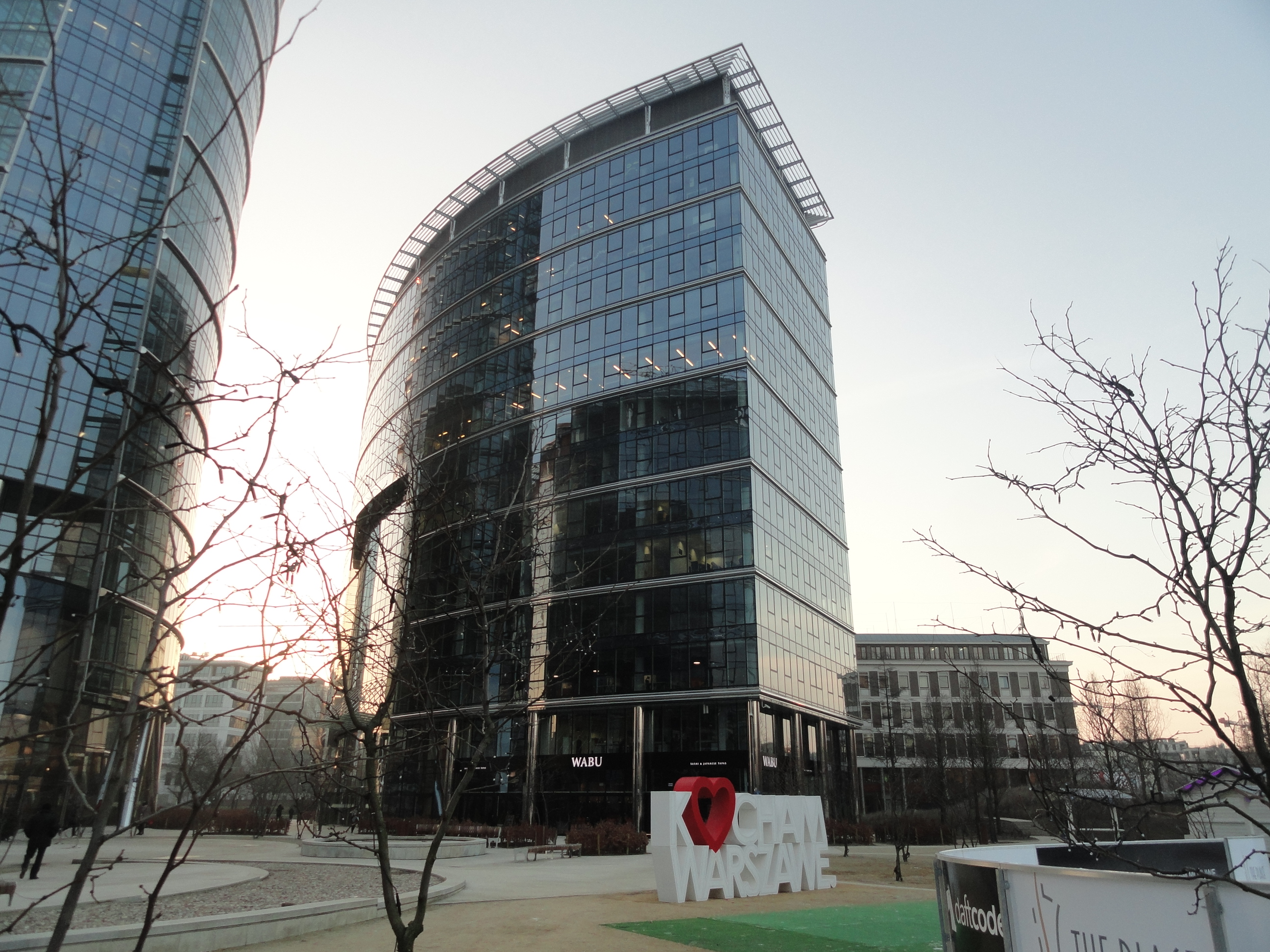
Nouveau siège de l'agence Frontex à Varsovie.

À travers l'afflux de migrants et réfugiés politiques et économiques en provenance d'Afrique et d'Asie qui augmente de manière très significative depuis 2014, l'Union européenne traverse une nouvelle crise mettant à mal son unité politique et sociale. Plus d'un million de personnes entrent de manière non officielle dans l'Espace Schengen en 2015 et la politique de répartition de ces personnes parmi les pays membres, décidée au niveau communautaire, est rejetée par une partie de l'opinion publique et des gouvernements. L'Allemagne choisit d'en accueillir une grande partie mais en raison des flux physiques de personnes se déplaçant des pays d'Europe du Sud vers ceux du nord et des problèmes engendrés, certaines des frontières intérieures et extérieures de l'Espace sont fermées.
Le 23 juin 2016, une majorité de la population du Royaume-Uni décide par référendum de sortir de l'Union européenne, un nouveau gouvernement est formé en ce sens et la majorité des gouvernements européens pressent celui-ci d'activer la procédure de sortie dans les meilleurs délais sans certitudes concernant les conséquences qui en découleront pour le Royaume-Uni ou l'Union européenne. Cette démarche s'inscrit dans la succession de crises que traverse l'Europe et qui mène à un retour de politiques nationales davantage conservatrices ; deux référendums relatifs à l'UE sont également rejetés en 2016 aux Pays-Bas et en Hongrie. À la suite de la décision du Royaume-Uni de sortir de l'Union, le 28 juin 2016, la Haute représentante de l'Union pour les Affaires étrangères et la Politique de sécurité, Federica Mogherini, se déclare en faveur d'une « réflexion en profondeur » sur l'UE, dont elle souhaite réaffirmer le rôle. Elle présente dans ce contexte incertain la nouvelle stratégie globale de l'Union sur la politique étrangère et de défense commune. Le 29 mars 2017, le Royaume-Uni devient le premier État membre à activer l'article 50 du TUE lançant officiellement la procédure de retrait du pays de l'Union européenne qui se traduit par des négociations prévues sur une durée de deux ans afin de défaire les différents liens.
Après de longs mois de négociations, le Parlement européen et la chambre des communes finissent par se mettre d'accord. Cette dernière ratifie l'accord le 9 janvier 2020 et le parlement ratifie l'accord le 29 janvier suivant. La sortie de l'Union européenne étant effective à minuit le 31 janvier 2020. Le Royaume-Uni ne fait alors plus partie de l'Union européenne. Cependant, une période de transition s'ouvre durant laquelle les traités d'échanges sont négociés.
Le 21 novembre 2018, la Commission européenne justifie l'ouverture d'une procédure de sanction visant l'Italie par le non-respect des critères européens en matière de réduction de la dette publique, le pays ayant une dette publique de plus de 130 % de son PIB alors que les règles européennes en vigueur prévoient le plafond de 60 % du PIB. Le 18 décembre 2018, un accord est trouvé entre les deux parties, le gouvernement italien de Giuseppe Conte acceptant de revoir son budget à la baisse pour 2019, conformément aux demandes de la Commission européenne.
L'Union européenne réaffirme également la défense des valeurs qui constituent sa base idéologique ; ainsi, le 17 mai 2017, le Parlement européen adopte une résolution en vue du lancement d'une procédure d'infraction à l'encontre de la Hongrie en raison d'une détérioration de l'État de droit, de la démocratie et des droits fondamentaux dans le pays. Le 24 juin 2019, c'est la Pologne qui est condamnée par la Cour de justice de l'UE sur la base de l'article 19 du TUE.
En dépit de la multiplication des crises qu'elle doit gérer, l'Union européenne reste un pôle attractif pour ses voisins,. Certains États, comme l'Islande, envisagent de relancer leur processus d'adhésion ou d'intensifier leurs efforts dans ce sens, comme c'est le cas pour les États des Balkans ; tandis que d'autres entités politiques – dont l'Écosse et la Catalogne – souhaitent rester dans l'Union européenne tout en accédant à l'indépendance ou à une plus grande autonomie politique.

### Tableau synoptique
| Signature Entrée en vigueur Nom du traité | 1948 Traité de Bruxelles                                      | 1951 1952 Traité CECA                             | 1954 1955 Accords de Paris                            | 1957 1958 Traité de Rome (TCEE) Traité Euratom        | 1965 1967 Traité de fusion                            | 1975 1976 institution officieuse    | 1986 1987 Acte unique européen | 1992 1993 Traité de Maastricht (TUE et TCE) | 1992 1993 Traité de Maastricht (TUE et TCE) | 1997 1999 Traité d'Amsterdam (TUE et TCE) | 2001 2003 Traité de Nice (TUE et TCE) | 2007 2009 Traité de Lisbonne (TUE et TFUE) | 2007 2009 Traité de Lisbonne (TUE et TFUE) |  |  |  |  |  |  |  |  |
|                                           |                                                               |                                                   |                                                       |                                                       |                                                       |                                     |                                |                                             |                                             |                                           |                                       |                                            |                                            |  |  |  |  |  |  |  |  |
| Les trois piliers de l'Union européenne   |                                                               |                                                   |                                                       |                                                       |                                                       |                                     |                                |                                             |                                             |                                           |                                       |                                            |                                            |  |  |  |  |  |  |  |  |
| Communautés européennes                   |                                                               |                                                   |                                                       |                                                       |                                                       |                                     |                                |                                             |                                             |                                           |                                       |                                            |                                            |  |  |  |  |  |  |  |  |
|                                           | Communauté européenne de l'énergie atomique (Euratom)         |                                                   |                                                       |                                                       |                                                       |                                     |                                |                                             |                                             |                                           |                                       |                                            |                                            |  |  |  |  |  |  |  |  |
|                                           |                                                               |                                                   | Communauté européenne du charbon et de l'acier (CECA) | Communauté européenne du charbon et de l'acier (CECA) | Communauté européenne du charbon et de l'acier (CECA) | Dissoute en 2002                    | Dissoute en 2002               | Dissoute en 2002                            |                                             | Union européenne (UE)                     | Union européenne (UE)                 |                                            |                                            |  |  |  |  |  |  |  |  |
|                                           |                                                               |                                                   | Communauté économique européenne (CEE)                | Communauté économique européenne (CEE)                | Communauté économique européenne (CEE)                |                                     |                                | Communauté européenne (CE)                  | Communauté européenne (CE)                  | Union européenne (UE)                     | Union européenne (UE)                 |                                            |                                            |  |  |  |  |  |  |  |  |
|                                           |                                                               | TREVI                                             | TREVI                                                 | Justice et affaires intérieures (JAI)                 |                                                       |                                     |                                | Communauté européenne (CE)                  | Communauté européenne (CE)                  | Union européenne (UE)                     | Union européenne (UE)                 |                                            |                                            |  |  |  |  |  |  |  |  |
|                                           | Coopération policière et judiciaire en matière pénale (CPJMP) | TREVI                                             | TREVI                                                 | Justice et affaires intérieures (JAI)                 |                                                       |                                     |                                |                                             |                                             | Union européenne (UE)                     | Union européenne (UE)                 |                                            |                                            |  |  |  |  |  |  |  |  |
|                                           | Coopération politique européenne (CPE)                        | Politique étrangère et de sécurité commune (PESC) | Politique étrangère et de sécurité commune (PESC)     | Politique étrangère et de sécurité commune (PESC)     | Politique étrangère et de sécurité commune (PESC)     |                                     |                                |                                             |                                             | Union européenne (UE)                     | Union européenne (UE)                 |                                            |                                            |  |  |  |  |  |  |  |  |
| Union occidentale (UO)                    | Union occidentale (UO)                                        | Union de l'Europe occidentale (UEO)               | Union de l'Europe occidentale (UEO)                   | Union de l'Europe occidentale (UEO)                   | Union de l'Europe occidentale (UEO)                   | Union de l'Europe occidentale (UEO) |                                |                                             |                                             |                                           | Union européenne (UE)                 |                                            |                                            |  |  |  |  |  |  |  |  |
| Union occidentale (UO)                    | Union occidentale (UO)                                        | Union de l'Europe occidentale (UEO)               | Union de l'Europe occidentale (UEO)                   | Union de l'Europe occidentale (UEO)                   | Union de l'Europe occidentale (UEO)                   | Union de l'Europe occidentale (UEO) | Dissoute en 2011               |                                             |                                             |                                           |                                       |                                            |                                            |  |  |  |  |  |  |  |  |
|                                           |                                                               |                                                   |                                                       |                                                       |                                                       |                                     |                                |                                             |                                             |                                           |                                       |                                            |                                            |  |  |  |  |  |  |  |  |

## Géographie

Carte topographique de l'Union européenne.

L'Union européenne se subdivise en deux grands ensembles : le territoire continental situé en Europe et, en raison de son passé colonial, des territoires extra-européens répartis sur l'ensemble du globe (à l'exception de l'Asie) : les « Régions ultrapériphériques » (RUP). Cependant, certains territoires spéciaux des États membres disposent d'un statut dérogatoire qui les exclut de l'Union européenne : les « pays et territoires d'outre-mer » (voir France métropolitaine#Définitions).
L'espace continental est un milieu fortement anthropisé. Les principaux reliefs sont, du sud-ouest au sud-est, la Meseta, les Pyrénées, les Alpes — où se trouve le mont Blanc, plus haut sommet de l'Union avec ses 4 806 m — et les Carpates. Plus au nord se trouve la chaîne des Alpes scandinaves. Le reste du territoire se compose d'anciens massifs érodés (Armorique, Apennins, Alpes dinariques, etc.) et d'un ensemble de plaines qui constituent les subdivisions de la grande plaine européenne s'étendant plus à l'est, hors de l'Union, jusqu'à la chaîne de l'Oural. Parmi les autres plaines de tailles inférieures se trouvent la plaine du Pô et la plaine de Pannonie. Celles-ci sont traversées par de nombreux fleuves dont six dépassent les 1 000 km et, parmi ceux-ci, le Danube — qui dépasse les 2 000 km de longueur — et le Rhin, reliés entre eux et avec de nombreux autres fleuves à grand gabarit, constituent les plus importantes voies de communication fluviale européenne. Plus au nord, sur la péninsule scandinave, se trouvent deux des plus grands lacs de l'Union, le Vänern et le Saimaa dépassant respectivement les 5 000 km2 et 4 000 km2.
L'espace ultramarin se caractérise par son hétérogénéité géographique. La plupart des régions ultrapériphériques (RUP) sont insulaires, à l'exception de la Guyane qui se trouve sur le continent sud-américain. Les autres RUP sont pour la plupart au nord de cette région, à l'exception de La Réunion qui se trouve dans l'océan Indien. À noter la présence d'enclaves espagnoles sur le continent africain — Ceuta et Melilla, ainsi que d'autres petits territoires — qui font partie de l'Union, quoique disposant d'un statut spécial.
Administrativement parlant, l'Union européenne se compose de 27 États membres ayant chacun leurs propres subdivisions territoriales.
Toutefois, au début des années 1990, la Commission européenne propose dans ses rapports « Europe 2000 » et « Europe 2000 + », une régionalisation relative aux dynamiques transnationales et rapprochements transfrontaliers au sein des États membres. Huit ensembles se détachent alors : l'aire des capitales, l'Arc atlantique, l'Arc méditerranéen, la diagonale continentale, la mer du Nord, les nouveaux Länder allemands et les régions ultrapériphériques. Cependant, compte tenu des élargissements de 1995 et 2004, cette régionalisation nécessite une actualisation en y ajoutant notamment l'espace Baltique et en considérant l'Europe centrale et orientale.
Enfin, le Parlement et le Conseil ont adopté un règlement visant à renforcer la coopération territoriale au sein des espaces frontaliers des États membres de l'Union européenne : les groupements européens de coopération territoriale (GECT) qui ont été institués par le règlement (CE) n°1082/2006. Ces GECT disposent de la personnalité juridique au regard du droit de l'Union, ainsi que de la capacité juridique la plus large reconnue aux personnes morales par la législation nationale de l'État membre.

### États membres
| |
| - États membres de l'Union européenne (27 depuis le 1er février 2020). - États candidats reconnus à l'adhésion à l'Union européenne (9 depuis le 14 décembre 2023). |

### Territoires associés à l'Union européenne
| - Territoire métropolitain de l'Union européenne - Régions ultrapériphériques - Pays et territoires d'outre-mer - Autres territoires spéciaux Groenland Île Clipperton Guyane Polynésie française Terres australes et · antarctiques françaises Guadeloupe Martinique Mayotte Nouvelle-Calédonie La Réunion Saint-Martin Saint-Barthélemy Saint-Pierre-et-Miquelon Wallis-et-Futuna Antilles · néerlandaises Açores Madère îles Canaries |

| - Territoire métropolitain de l'Union européenne - Régions ultrapériphériques - Pays et territoires d'outre-mer - Autres territoires spéciaux Groenland Île Clipperton Guyane Polynésie française Terres australes et · antarctiques françaises Guadeloupe Martinique Mayotte Nouvelle-Calédonie La Réunion Saint-Martin Saint-Barthélemy Saint-Pierre-et-Miquelon Wallis-et-Futuna Antilles · néerlandaises Açores Madère îles Canaries |

#### Régions ultrapériphériques
Les régions ultrapériphériques (RUP) sont des territoires qui font partie de l'Union européenne tout en se trouvant en dehors du continent européen. Elles regroupent :
- les cinq départements d'outre-mer (DOM) français : la Guadeloupe (GP), la Guyane (GF), la Martinique (MQ), Mayotte[65] et La Réunion (RE), ainsi que la collectivité d'outre-mer française de Saint-Martin (MF) ;
- les deux régions autonomes portugaises : les Açores (Azo) et Madère (Mad) ;
- une communauté autonome espagnole : les îles Canaries (Can).

#### Pays et territoires d'outre-mer
Les pays et territoires d'outre-mer (PTOM) ne font pas partie de l'Union européenne mais ils peuvent bénéficier de fonds européens de développement de la Banque centrale européenne. Ceux-ci regroupent :
- un des pays constitutifs du royaume de Danemark : le Groenland[Note 11] ;
- plusieurs dépendances de la France : la Nouvelle-Calédonie et ses dépendances, la Polynésie française, Saint-Pierre-et-Miquelon, les Terres australes et antarctiques françaises (TAAF), Wallis-et-Futuna et Saint-Barthélemy ;
- plusieurs dépendances des Pays-Bas : Aruba, et les territoires des anciennes Antilles néerlandaises[Note 12] (Bonaire, Curaçao, Saba, Saint-Eustache et Saint-Martin) ;

#### Régions à statut spécifique
Les régions à statut spécifique sont des territoires rattachés aux États membres où la totalité du droit européen ne s'applique pas ; leur statut est parfois proche de celui des PTOM mais ils ne bénéficient pas des fonds structurels spécifiques alloués au PTOM et aux RUP. Juridiquement, certaines de ces régions font partie de l'Union européenne et d'autres non.

##### Région à statut spécifique au sein de l'Union européenne
- L'archipel d'Åland, État libre associé à la Finlande.
- La ville allemande de Büsingen am Hochrhein, enclavée en Suisse.
- Les villes italiennes de Campione d'Italia et Livigno, dont la première est enclavée en Suisse et la seconde jouit d'un statut historique.
- Les villes espagnoles de Ceuta et Melilla au nord du Maroc.
- La zone tampon des Nations unies entre le nord et le sud de Chypre et de jure Chypre du Nord.
- L'archipel d'Heligoland, fiscalement détachée de l'Allemagne.
- La république monastique du Mont-Athos, région autonome de Grèce.

##### Région à statut spécifique hors Union européenne
- Les bases de souveraineté britanniques Akrotiri et Dhekelia à Chypre.
- L'île Clipperton, atoll français inhabité dans le Pacifique.
- Les îles Féroé, pays constitutif du royaume du Danemark
- Une partie du canal de Saimaa louée par la Finlande à la Russie.

### États candidats et candidats potentiels

Pays membres de l'Union européenne
Pays candidats reconnus
Pays candidats déclarés
Anciens pays membres
Pays ayant annulé leur candidature et membres de l'Association européenne de libre-échange

« La politique d'élargissement de l'Union européenne fait de l'Europe un espace plus sûr et plus stable ; elle nous permet de devenir plus forts, de promouvoir nos valeurs et d'assumer notre rôle en tant qu'acteur mondial sur la scène internationale. »

— Štefan Füle, Commissaire européen à l'élargissement et à la politique européenne de voisinage
Les pays européens ayant un gouvernement démocratique, possédant une économie de marché viable, ayant la volonté et la capacité d'appliquer les lois de l'Union européenne déjà établies et répondant aux critères de Copenhague et à l'article 49 du traité sur l'Union européenne peuvent prétendre à intégrer l'Union européenne,.
L'Union européenne reconnaît en 2022, huit pays qui ont déposé une candidature et ont été reconnus comme « candidat officiel ». Ces États ont entamé, ou entameront bientôt, le processus d'adhésion en adoptant progressivement les lois européennes afin de se rapprocher des critères requis. La Bosnie-Herzégovine, la Macédoine, le Monténégro et la Serbie font partie des pays issus de l'ex-Yougoslavie ayant vu leurs candidatures reconnues ; le Kosovo a un statut de candidat potentiel, et sa candidature devrait être déposé en fin d'année 2022. La Turquie a soumis sa candidature dès 1987 et n'a obtenu le statut de candidat qu'en 1999. Cette situation doit autant à la difficulté à aligner le pays avec les standards de l'UE qu'aux problèmes politiques entourant l'adhésion du pays. Pour sa part, l'Islande a obtenu son statut de candidat reconnu en moins d'un an mais l'a retiré en 2015. La procédure d'adhésion de l'Albanie a été présentée le 28 avril 2009 et le statut de candidat lui a été accordé le 27 juin 2014. La Géorgie, l'Ukraine et la Moldavie ont signé un accord d'association en 2014, ont présenté une demande d'adhésion à l'UE en 2022 en vue de devenir membres dans les années 2030,,.

## Statut et gouvernance

### Statut
Au regard du droit international, l'Union européenne dispose de la personnalité juridique et son statut résulte d'un traité qui ne peut être modifié que par l'accord unanime de tous ses signataires. Comme les autres organisations régionales (Mercosur, ASEAN, etc.), l'UE exerce ses prérogatives sur un champ géographique restreint ; cependant, elle dispose d'un rôle politique propre et d'un pouvoir de contrainte sur ses membres de façon plus importante que dans une organisation régionale classique.
La nature de l'Union européenne est débattue par les spécialistes. Les États membres de l'Union européenne la distinguent nettement des autres organisations internationales.
L'UE présente des aspects propres à une entité de type « confédéral », étant créée sur la base de traités et par des États qui ont le droit de la quitter (toutefois, certains États fédéraux donnent également le droit de sécession). Elle résulte néanmoins d'une intégration plus poussée, sa législation ayant généralement un « effet direct » sur les droits des citoyens. Elle présente donc des aspects supranationaux comme l'existence de la Commission européenne promouvant l'intérêt général de l'Union, ou l'existence d'une majorité qualifiée (et non l'unanimité) comme règle de vote par défaut au Conseil de l'UE.
L'Union présente par ailleurs des aspects étatiques, comme une monnaie commune ou une citoyenneté. Elle ne peut toutefois pas être qualifiée d'État, n'ayant ni compétence générale (principe d'attribution, bien que cela soit le cas dans certains États fédéraux), ni peuple per se, ni du monopole de violence légitime.
Aussi, on préfère souvent voir en l'UE une entité sui generis, formant une catégorie à elle seule et n'entrant dans aucune autre. Les Allemands, les Autrichiens et les Belges germanophones donnent à ce type de structure le nom de staatenverbund, terme allemand sans équivalent dans d'autres langues mais qui revient à penser en termes de gouvernance multi-niveau : comme dans une fédération, il y a une entité supérieure aux États ; mais bien que les compétences de celle-ci dans certains domaines relèvent d'un transfert de souveraineté, les États membres restent unitaires (à moins d'être déjà fédéraux comme l'Allemagne, l'Autriche ou la Belgique). Pour Robert Schütze, l'Union européenne rompt avec la tradition juridique européenne en basant son fonctionnement sur l'idée d'une « souveraineté divisée » qui est une combinaison des niveaux nationaux et international. En ce sens, l'Union européenne ne serait pas un État fédéral, ni une confédération, mais une « fédération d'États ».
Au cours des années 2000, le modèle de l'UE a inspiré la formation d'autres organisations régionales visant elles aussi une intégration politique poussée : l'Union africaine en 2002, l'Union des nations sud-américaines en 2008 et l'Union économique eurasiatique en 2015.
La conduite de l'UE a toujours hésité entre les voies intergouvernementale (où les États conservent l'ensemble de leurs prérogatives) et fédérale (où une partie de la souveraineté des États est déléguée à l'Union). Dans le premier cas, les décisions communautaires sont en fait des traités entre États et doivent donc être prises à l'unanimité. Ce modèle, proche du principe des organisations intergouvernementales classiques, est défendu par le courant « eurosceptique » pour qui seuls les chefs d'État ont la légitimité démocratique pour représenter leurs citoyens. Ce sont donc les nations qui doivent contrôler les institutions de l'Union. Le second cas correspond au modèle défendu par le courant « europhile » des fédéralistes, qui estiment que les institutions doivent représenter directement les citoyens et que les modalités de prise de décision au sein des institutions doivent être adaptées au fil des élargissements.
La question de l'évolution de l'Union européenne est très discutée par les opinions et les gouvernements des pays membres. Après l'entrée en vigueur du traité de Lisbonne, le contrôle de l'Union reste hybride : le Conseil est le représentant des États (pour les décisions ne requérant pas l'unanimité, les voix de chaque État sont cependant pondérées par leur poids démographique) et le Parlement, le représentant des citoyens. Le mode de gestion de l'Union est donc aujourd'hui un des enjeux des luttes d'influence entre les différentes institutions européennes.

### Compétences propres et partagées
Les compétences diverses au sein des trois piliers, qui souvent se recoupent et se superposent, constituent un enchevêtrement difficile à aborder, même pour les experts. Cette opacité pousse les États membres à donner mission à la Convention sur l'avenir de l'Europe de simplifier le fonctionnement des institutions. Cette dernière a notamment suggéré de fusionner les trois piliers, ce qui est réalisé avec l'entrée en vigueur du traité de Lisbonne. On peut toutefois continuer à distinguer les domaines, selon que l'Union y exerce une « compétence exclusive », une « compétence partagée » (ou concurrente) avec les États membres, ou une « compétence complémentaire » (d'appui ou de coordination).
| Compétences exclusives Article 3 du TFUE Seule l'Union peut légiférer et adopter des actes juridiquement contraignants, les États membres ne pouvant le faire par eux-mêmes que s'ils sont habilités par l'Union, ou pour mettre en œuvre les actes de l'Union. - Union douanière - Règles de concurrence intracommunautaires - Union économique et monétaire - Développement durable (conservation des ressources biologiques en mer et sur terre) - Commerce extracommunautaire - Conclusion de certains accords internationaux | Compétences partagées Article 4 du TFUE L'Union et les États membres peuvent légiférer et adopter des actes juridiquement contraignants dans ces domaines. Les États membres exercent leur compétence dans la mesure où l'Union n'a pas exercé la sienne. Les États membres exercent à nouveau leur compétence dans la mesure où l'Union a décidé de cesser d'exercer la sienne. - Marché commun - Politique sociale (limitée aux aspects définis dans le TFUE) - Politique régionale (cohésion économique, sociale et territoriale) - Politique agricole et halieutique - Politique de recherche et d'innovation (en) - Politique énergétique - Politique environnementale - Protection des consommateurs - Politique des transports - Réseaux transeuropéens - Espace de liberté, de sécurité et de justice - Coopération au développement et aide humanitaire - Enjeux communs de sécurité en matière de santé publique | Compétences de coordination Article 6 du TFUE L'Union dispose d'une compétence pour mener des actions pour appuyer, coordonner ou compléter l'action des États membres. - Politique culturelle - Politique industrielle - Politique touristique - Politique d'éducation, de formation et de la jeunesse (en) - Protection et amélioration de la santé - Protection civile - Coopération administrative |

### Institutions

Schéma illustratif des interactions et du fonctionnement des principales institutions européennes.

L'Union européenne est dotée de sept institutions principales, qui jouent chacune un rôle spécifique.

#### Pouvoir exécutif

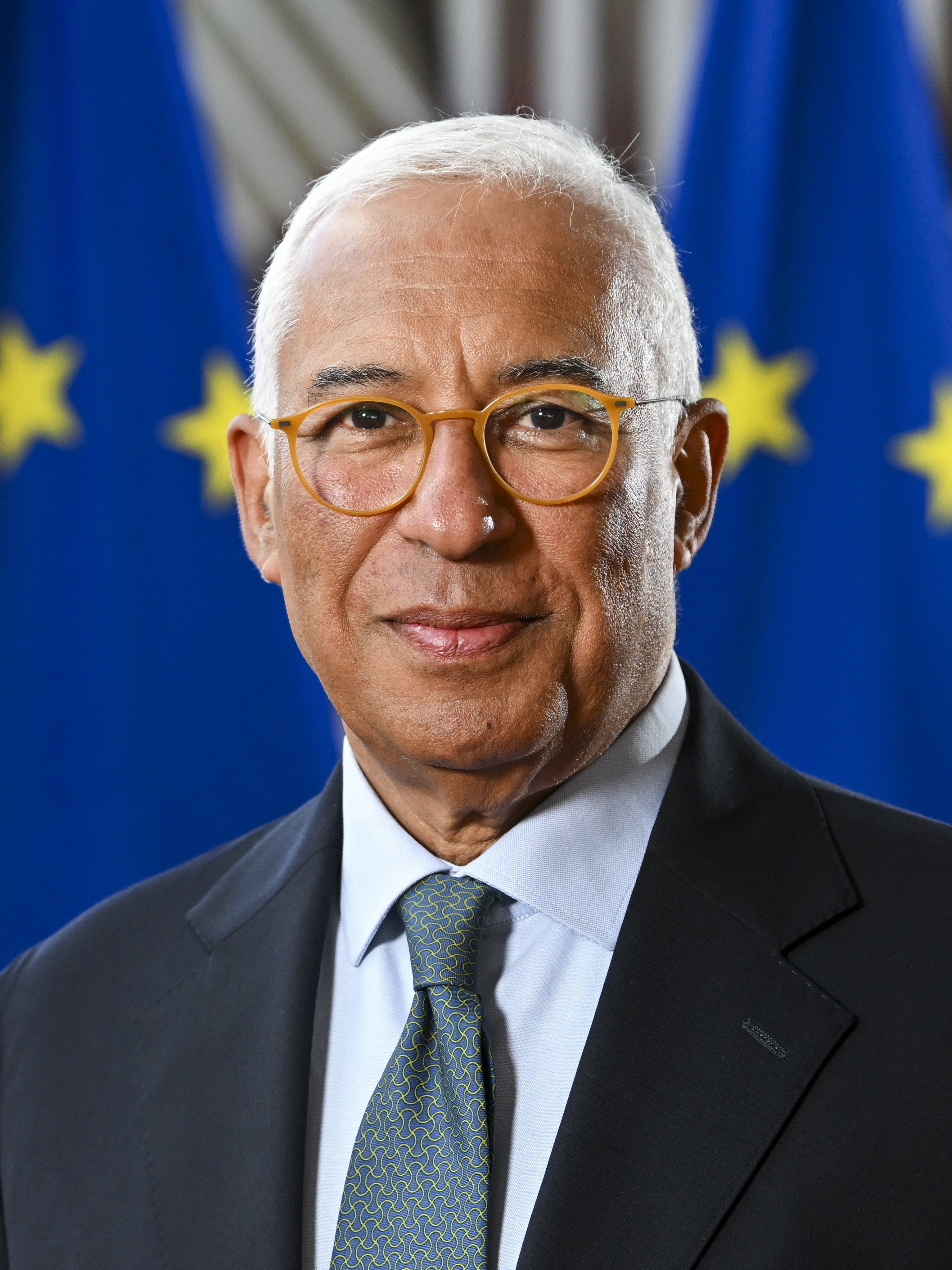
António Costa,
président du Conseil européen.

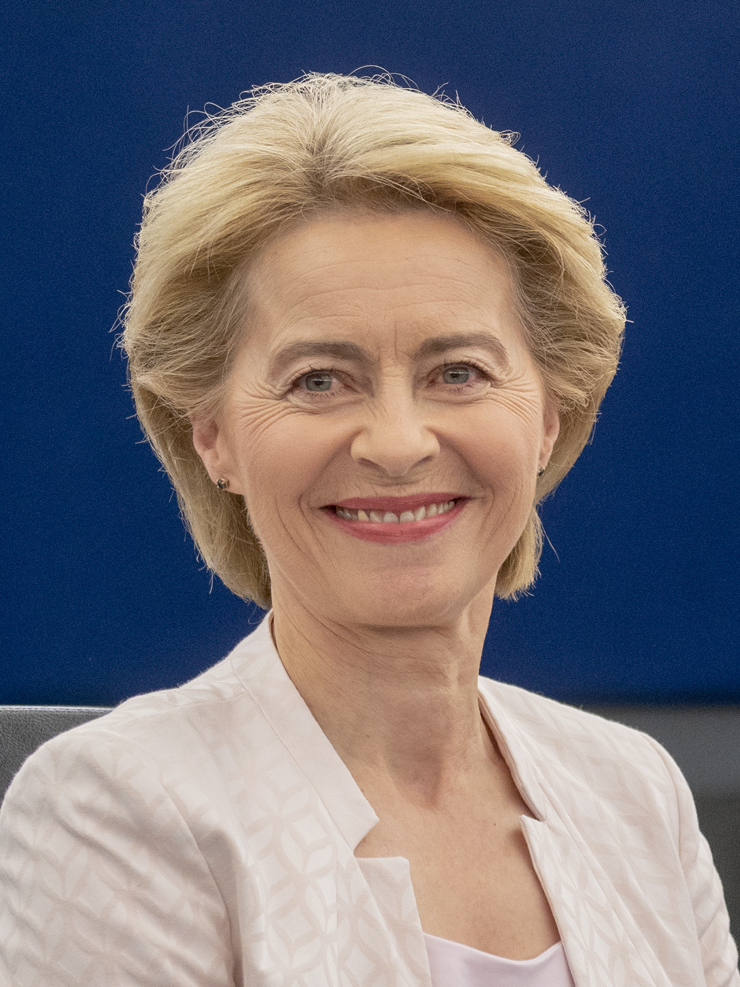
Ursula von der Leyen,
présidente de la Commission.

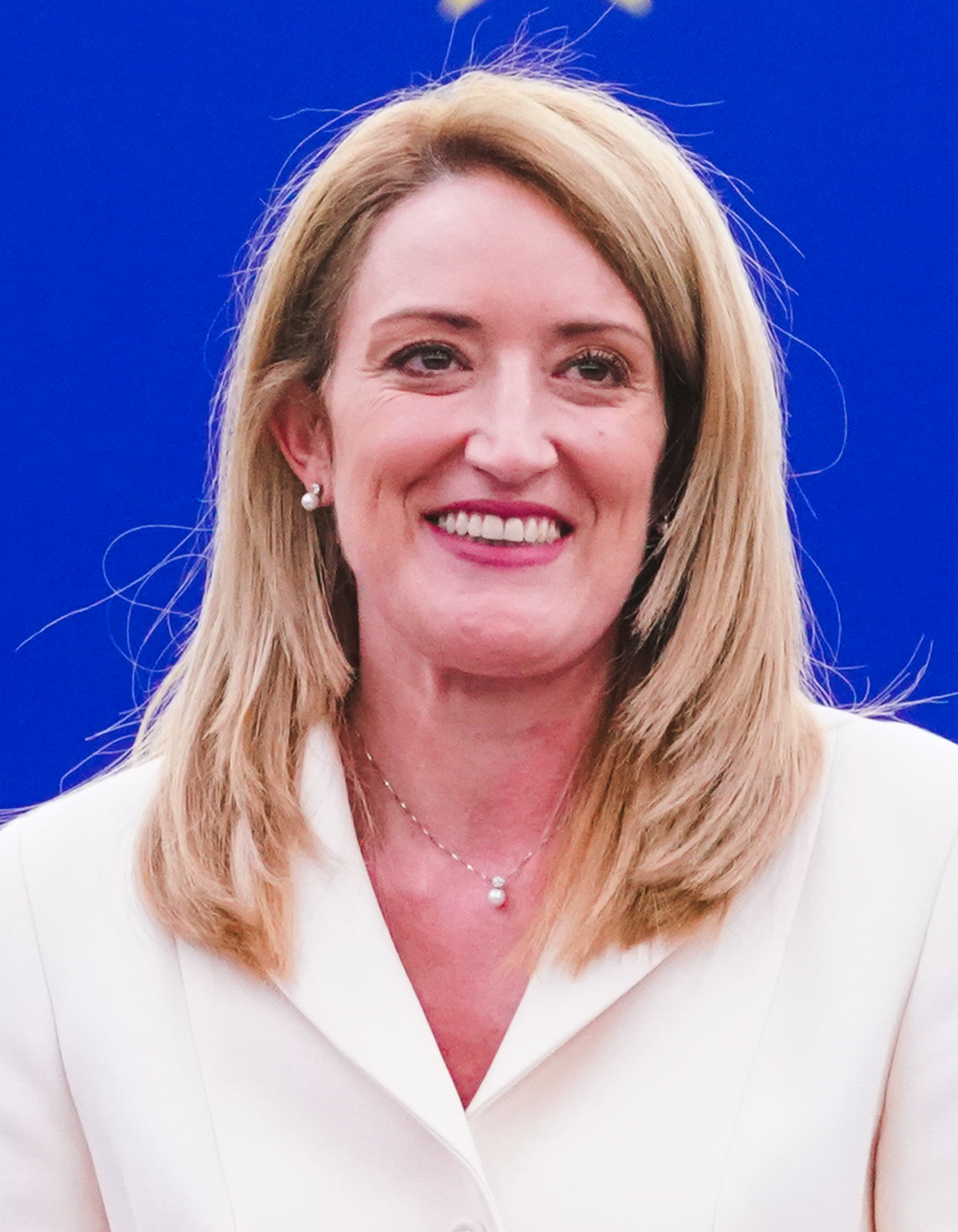
Roberta Metsola, présidente du Parlement.

- Le Conseil européen est le sommet des chefs d'État et de gouvernement des États membres, il donne à l'Union les impulsions nécessaires à son développement et les grandes orientations de ses politiques. Le Conseil élit son président pour deux ans et demi[90].
- La Commission européenne est le moteur de l'Union, elle a un rôle co-exécutif avec le Conseil européen ; son président, élu par le Conseil européen pour un mandat de cinq ans et approuvé par un vote du Parlement européen, nomme 27 commissaires avec lesquels il est responsable devant le Parlement, qui peut les censurer par un vote des deux tiers[91].

#### Pouvoir législatif
- Le Conseil de l'Union européenne est la composante législative de l'Union où se réunissent les ministres des États membres (par portefeuille), représentant les gouvernements. Le Conseil de l'Union est présidé à tour de rôle par le ministre des Affaires étrangères de chaque État membre, pour six mois. Le nombre de voix d'un pays est plus ou moins fonction de sa puissance démographique[Note 15]. Pour les décisions importantes, le traité de Nice, puis celui de Lisbonne instituent de nouvelles règles de vote[92], notamment la nécessité d'avoir une majorité qualifiée en faveur de la décision envisagée[Note 16]. La majorité qualifiée est atteinte si elle « regroupe au moins 55 % des États membres représentant au moins 65 % de la population de l'Union européenne »[93]. Lorsque le Conseil européen ne statue pas sur une proposition de la Commission, la majorité qualifiée doit alors atteindre « au moins 72 % des États membres représentant au moins 65 % de la population »[94].
- Le Parlement européen a un rôle co-législatif avec le Conseil de l'Union et vote seul le budget, ses membres sont directement élus tous les cinq ans par les citoyens des États membres[95]. Les eurodéputés élisent leur président pour trente mois, au début et à la moitié de chaque législature.

#### Pouvoir judiciaire
- La Cour de justice de l'Union européenne garantit le respect de la législation et veille à l'uniformité de son interprétation[Note 17]. Elle regroupe trois juridictions : la Cour de justice, le Tribunal et le Tribunal de la fonction publique[96].

#### Institutions économiques et financières
- La Cour des comptes est l'organe de contrôle de l'utilisation correcte et légale du budget de l'Union[97].
- La Banque centrale européenne est responsable de la politique monétaire et de la gestion de l'euro[98].

#### Autres organes et organismes
À côté de ces sept institutions, on trouve quatre autres organes importants :
- Le Comité économique et social qui exprime les opinions de la société civile organisée dans les domaines économique et social[99].
- Le Comité européen des régions, qui exerce des fonctions consultatives auprès des institutions de l'Union dans les domaines politiques qui concernent directement les autorités locales et régionales. Constitué d'élus et de responsables politiques territoriaux, son siège est à Bruxelles où il tient jusqu'à six sessions plénières par an[100],[101].
- Le médiateur européen qui traite les plaintes des citoyens européens pour mauvaise administration de la part des institutions ou organes de l'Union et dont le siège est à Strasbourg[102],[103].
- La Banque européenne d'investissement qui contribue à la réalisation des objectifs de l'Union en finançant des projets d'investissement[104].

Jusqu'au 31 décembre 2009, le chef d'État ou de gouvernement d'un États membre - pendant les six mois où son ministre des Affaires étrangères présidait le Conseil de l'Union européenne - présidait de son côté les sommets européens ayant lieu entre chefs d'État et de gouvernement pendant le semestre (les conseils européens), il était alors appelé par analogie « président du Conseil européen ». À la suite de l'entrée en vigueur du traité de Lisbonne instituant le poste de président du Conseil européen, élu pour deux ans et demi par les chefs d'État et de gouvernement des pays membres, les sommets entre exécutifs ont une présidence fixe et indépendante tandis que la présidence tournante de l'Union entre ministres des Affaires étrangères continue d'exister.
| Espace Léopold Paul-Henri Spaak Eastman (Maison de l'histoire européenne) Juste Lipse Europa Lex Delors (Comités) Triangle Building (SEAE) Conseil d'État · de Belgique Berlaymont Charlemagne ECHO Tour Madou Couvent Van Maerlant Breydel Rond-point Schuman Parc Léopold Parc du · Cinquantenaire Place du Lux. Place · Jean Rey Jardin du · Maelbeek · Place Jourdan Mail · Square Marie-Louise Square · Palmerston · Square · Ambiorix · Square · Marguerite · Square · Frère Orban · Square · Meeûs · Institut des Sciences naturelles Maelbeek Schuman Bruxelles-Luxembourg Madou Arts-Loi Merode 1 2 3 4 5 Rue de la Loi Boulevard Charlemagne Rue Belliard Avenue de Cortenbergh Chaussée d'Etterbeek Rue Luxembourg Rue Froissart Commission Parlement Conseil Autres Espaces verts Zones piétonnes Gare de chemins de fer Station de métro |

### Processus de décision

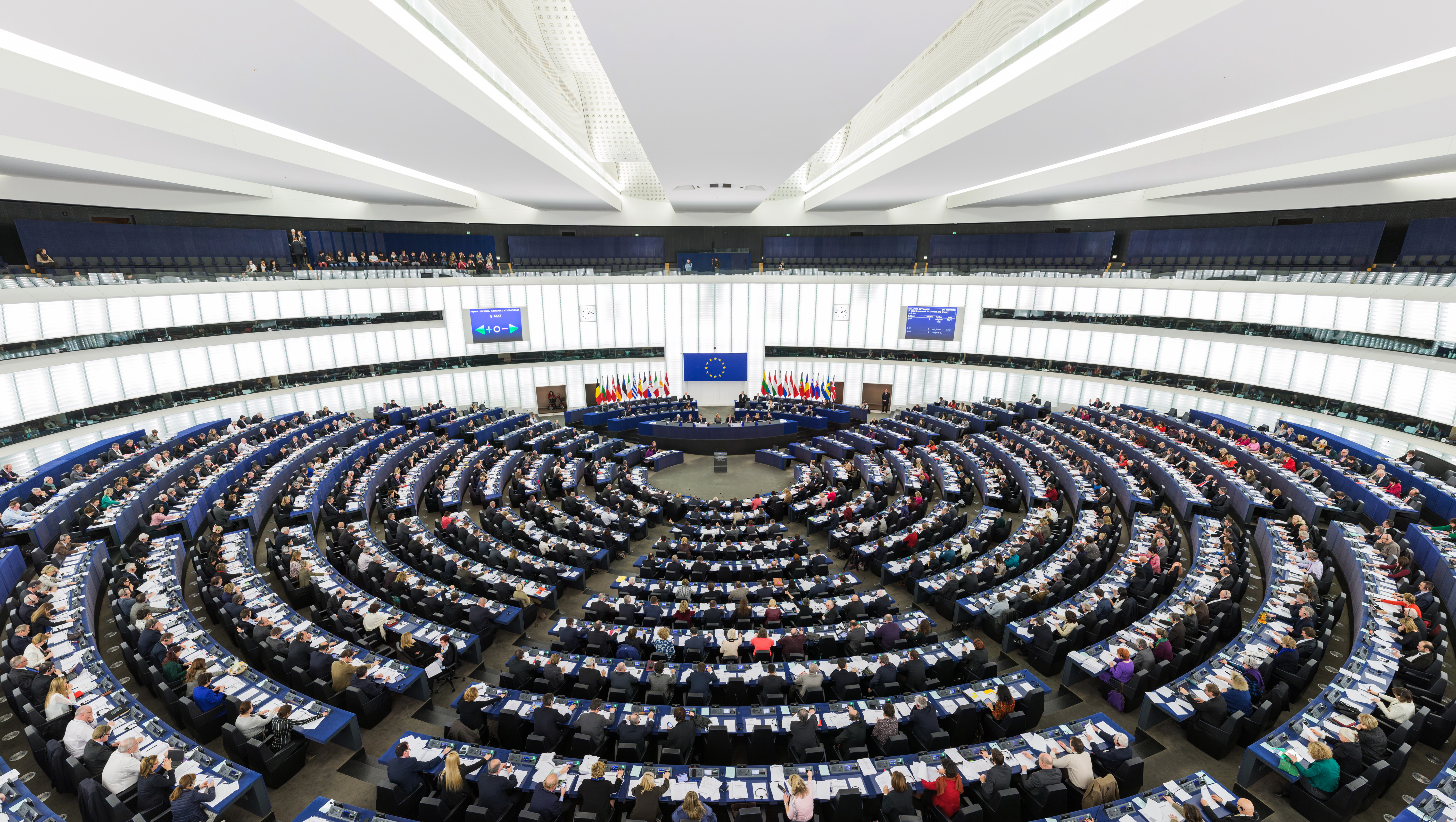
Hémicycle du bâtiment Louise-Weiss du Parlement européen à Strasbourg, lors d'une séance plénière en 2014.

Deux principes guident les processus décisionnels de l'Union européenne depuis le traité de Maastricht de 1992 : le principe de subsidiarité (ne mettre en œuvre que les actions que les États ne pourraient conduire) et le principe de proportionnalité dégressive (privilégier les moyens d'actions les moins contraignants pour les États membres). Ces principes font l'objet de protocoles annexés au traité d'Amsterdam de 1997.
La procédure législative européenne, présidée par ces deux principes, existe en outre sous deux formes selon que le domaine sur lequel il s'agit de légiférer relève de la compétence exclusive de l'Union ou bien d'une compétence partagée avec les États membres :
Dans les domaines où l'Union a des compétences propres (domaines de l'« ex-premier pilier ») :
1. La Commission européenne émet un règlement ou une directive (la directive, moins contraignante que le règlement, est souvent privilégiée en vertu du principe de proportionnalité).
2. Le Conseil de l'Union européenne et le Parlement européen adoptent ou rejettent le texte juridique (au Conseil de l'Union, chacun des États avait un nombre de voix, redéfini en 2001 par le traité de Nice, pour déterminer l'adoption ou non des lois ; le traité de Lisbonne remplace ce système de voix par un système de double majorité qualifiée basé sur la démographie des États).
3. Si le texte est adopté, les gouvernements des États membres transposent cette législation dans leurs États. Ces transpositions sont ensuite vérifiées par la Cour de justice de l'Union européenne[109].

Dans les domaines où l'Union a des compétences partagées (domaines des « ex-deuxième et troisième piliers ») :
1. Le Conseil de l'Union européenne prépare les réunions du Conseil européen.
2. À l'issue de ces sommets, le Conseil européen rédige des conclusions qu'il adresse à la Commission européenne.
3. La Commission européenne émet un règlement ou une directive répondant aux demandes du Conseil européen.
4. Le Conseil de l'Union européenne et le Parlement européen adoptent ou rejettent le texte juridique, qui traduit en actions les orientations fixées par le Conseil européen.
5. Si le texte est adopté, les gouvernements des États membres transposent cette législation dans leurs États. Ces transpositions sont ensuite vérifiées par la Cour de justice de l'Union européenne.

Dans le premier cas (légifération dans un domaine relevant de l'« ex-premier pilier »), la Commission dispose donc d'un monopole de l'initiative législative. L'alinéa 1 de l'article 293 du TFUE (après la révision de 2007) accroît encore l'importance de ce rôle : il stipule que le Conseil de l'Union « ne peut amender la proposition que statuant à l'unanimité » (le Conseil de l'Union ne peut s'écarter de la proposition de la Commission qu'à l'unanimité, ce qui confère parfois à la Commission un rôle de conciliation entre États membres). Dans tous les autres dossiers (relevant des « ex-deuxième et troisième piliers »), la Commission partage le droit d'initiative avec les États membres.
Dans les domaines où la Commission a le monopole de l'initiative, le Parlement et le Conseil de l'Union peuvent toutefois lui demander de légiférer. En outre, si le Parlement ne peut pas directement proposer de lois, il peut déposer des amendements à celles émises par la Commission ou user de son veto. Dans l'histoire de l'Union, le Parlement acquiert un poids toujours plus important : simple organe consultatif au départ, il a aujourd'hui acquis un pouvoir de codécision à parité avec le Conseil. Sa représentativité reste toutefois handicapée par un taux d'abstention important aux élections européennes, souvent supérieur à ceux d'élections nationales.
En France, l'activité pré-législative de l'Union européenne fait en principe l'objet d'un système d'alerte du Parlement français, selon la procédure de l'article 88-4 de la Constitution de 1958.

### Budget
Chaque pays participe au budget européen, et reçoit des aides de l'Union européenne en fonction de sa situation économique et de la richesse de ses habitants. L'élaboration et le contrôle du budget communautaire répondent à des règles strictes, qui placent le pouvoir décisionnel entre les mains des États membres au travers du Conseil de l'Union européenne et du Parlement.
Pour la période 2007–2013, le budget est proposé par la commission Prodi au Conseil européen à 1 025 milliards d'euros sur sept ans (soit 1,24 % du PIB de l'UE), celui-ci le refuse. Un accord médian entre les nouvelles propositions de la présidence luxembourgeoise et celle du Royaume-Uni est trouvé avec 862,3 milliards d'euros sur sept ans (soit 1,045 % du PIB de l'UE). Ce nouveau budget est le premier décidé après les élargissements de 2004 à 2007, les dix nouveaux États membres voient les fonds structurels qui leur sont alloués réduits par rapport au projet initial,.
Les discussions sur l'élaboration du cadre financier 2014-2020 aboutissent à un accord politique entre les institutions européennes, les dirigeants du Parlement, du Conseil et de la Commission sont parvenus à un compromis en adéquation avec les objectifs d'Europe 2020, soit 960 milliards d'euros. Dans les grandes lignes, cette proposition budgétaire vise à répondre aux objectifs suivants :
- renforcer la croissance et l'emploi ;
- encourager une agriculture plus écologique ;
- construire une Europe davantage respectueuse de l'environnement et plus présente sur la scène internationale.

Les propositions prévoient un financement accru pour la recherche et l'innovation, l'éducation et la formation ainsi que les relations extérieures. Des fonds spécifiques sont utilisés pour la lutte contre la criminalité et le terrorisme et pour les politiques de migration et d'asile.

### Poids institutionnel des États membres
Depuis 2020 et le retrait du Royaume-Uni de l'Union européenne, le Parlement européen compte 720 députés représentant les 27 États membres de l'Union européenne. Le traité de Lisbonne (entré en vigueur en 2009) portait ce nombre à 751 (en comptant le président).
Au Conseil de l'Union européenne, jusqu'en 2014, un minimum de 255 votes sur 345 est requis pour constituer une majorité qualifiée. De plus :
- Toute décision doit être approuvée par une majorité (dans certains cas des deux tiers) des États membres.
- Tout État membre peut demander confirmation que le nombre de votes favorables représente au moins 62 % de la population totale de l'UE[92].

La répartition des voix et des sièges est la suivante :

### Coopérations renforcées
Certains États membres de l'Union européenne travaillent ensemble sur des projets communs auxquels l'ensemble des pays ne souhaitent pas participer. Ces projets sont régis par des procédures de coopérations renforcées. Parmi ces projets, on trouve : l'euro - la monnaie officielle de l'Union européenne, inscrite dans les traités, seuls deux États membres ont obtenu une clause dite d'« opting-out »), Europol - collaboration policière et échange de renseignements, l'espace Schengen - organisation de la libre circulation des biens et des personnes, le mécanisme de taux de change européen, etc. Il existe en outre des organismes européens qui fonctionnent en dehors du cadre de l'Union, comme l'Agence spatiale européenne (ESA) ou qui ne répondent pas au principe politique de subsidiarité.
Les initiatives franco-allemandes sont importantes depuis la signature du traité de l'Élysée en 1963 qui officialise le rapprochement d'après-guerre. Depuis, un certain nombre de projets voient le jour tels que :
- l'Eurocorps, dont une brigade franco-allemande, basée en Allemagne ;
- la chaîne de télévision Arte, diffusée dans les deux langues ;
- un manuel d'histoire commun franco-allemand, visant à créer « une vision commune franco-allemande » ;
- l'Office franco-allemand pour la jeunesse, qui a pour mission d'encourager les relations entre les jeunes des deux pays.

### Représentation démocratique dans l'Union européenne

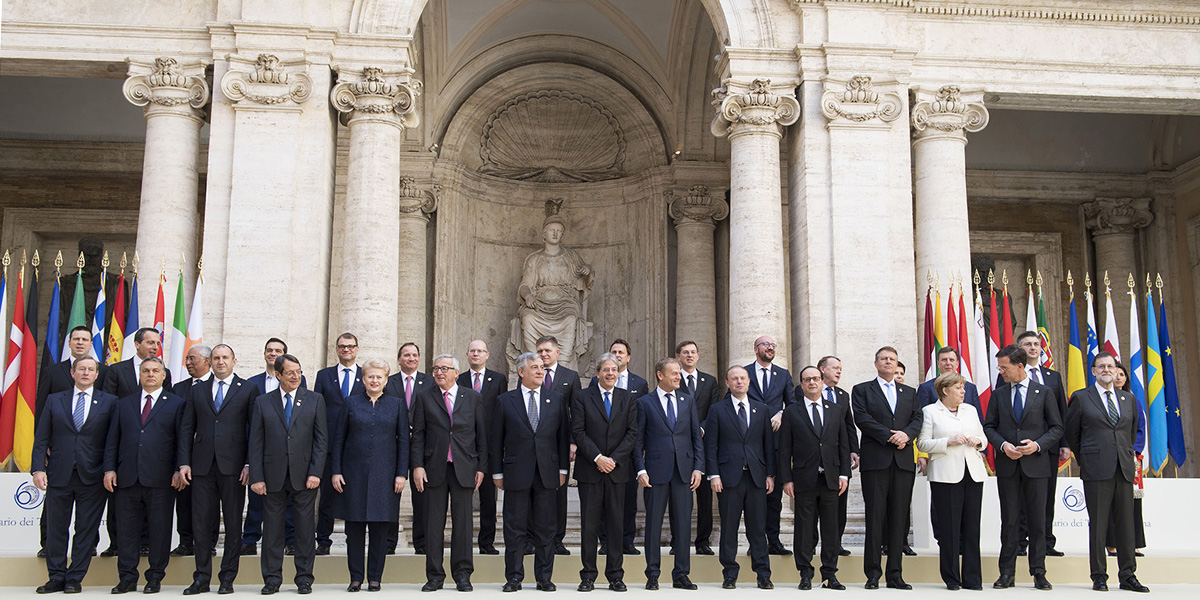
Dirigeants des États membres réunis en 2017 pour les 60 ans de la signature des traités de Rome.

La question de l'intégration européenne ne peut plus être pensée sans prendre en compte le principe de « démocratie ». La construction originelle s'était légitimée indirectement sous le principe d'une organisation internationale classique de type rationnelle-légal (c'est-à-dire le principe de respect du traité comme de la loi et expertise des acteurs institutionnels). L'adoption du traité de Maastricht, avec l'augmentation des compétences de l'Union, a marqué la fin du « consensus permissif ». Or, le caractère démocratique ne s'analyse pas seulement sur la base de critères objectifs tels que l'analyse du système et des institutions, mais aussi sur la perception des citoyens,.
Le modèle d'un Parlement fort a été une première réponse à ce déficit originel. Cela a été renforcé dans le traité de Lisbonne dont un titre est consacré aux principes démocratiques et l'article 10 du TUE dispose que l'Union doit être basée sur le principe de démocratie représentative et de double représentation des citoyens :

« Les citoyens sont directement représentés, au niveau de l'Union, au Parlement européen.
Les États membres sont représentés au Conseil européen par leur chef d'État ou de gouvernement et au Conseil par leurs gouvernements, eux-mêmes démocratiquement responsables, soit devant leurs parlements nationaux, soit devant leurs citoyens. »

— Article 10(2) du TUE
Ainsi, il y a création d'un système parlementaire à deux étages avec l'élection au suffrage direct du Parlement européen et l'accroissement des pouvoirs des parlements nationaux devant lesquels chaque gouvernement membre du Conseil européen et du Conseil sont respectivement responsables. Enfin, l'article 10(3) contient une disposition concernant la démocratie participative.
Les institutions de contrôle jouent aussi un rôle dans le processus de démocratisation. En effet, la judiciarisation de la politique aurait permis dans le contexte européen un contrôle important des Cours sur le respect du processus-décisionnels (éviter les abus de pouvoir) notamment en augmentant la transparence et la sécurité juridique,.

#### Critiques
Le fonctionnement de l'Union européenne est souvent dénoncé comme insuffisamment démocratique.
L'une des critiques porte sur les suites données aux référendums tenus sur des questions européennes dans certains États membres. On peut ainsi relever que :
- le premier référendum danois sur le traité de Maastricht, qui voit le rejet en 1992 de ce traité par le Danemark, est suivi un an plus tard de l'adoption d'un second référendum sur un texte spécialement conçu pour les Danois ;
- en 2001, les Irlandais rejettent par référendum le vingt-quatrième amendement de la Constitution d'Irlande (en) lors des référendums irlandais de 2001. L'amendement prévoyait l'application du traité de Nice. Les Irlandais votent à nouveau un an plus tard et acceptent le traité avec l'approbation du vingt-sixième amendement de la Constitution d'Irlande (en) ;
- en 2005, la France et les Pays-Bas rejettent le projet de Constitution européenne. Le traité de Lisbonne, considéré comme similaire au projet de Constitution, est adopté en 2008, sans qu'un nouveau référendum soit organisé en France ;
- en 2008, les Irlandais rejettent par référendum le traité de Lisbonne conçu pour remplacer le traité constitutionnel. Il sera adopté un an plus tard après un nouveau vote des Irlandais ;
- en 2011, Giórgos Papandréou propose un projet de référendum grec de 2011 au sujet de la crise de la dette publique grecque ; à la suite des pressions, le référendum est annulé et Papandreou démissionne.
- en janvier 2015, les grecs élisent le gouvernement Tsipras sur un programme d'opposition à l'austérité. Tsipras engage des négociations avec l'Union européenne et dès le 29 janvier 2015, Junker, président de la Commission européenne déclare : « Il ne peut y avoir de choix démocratique contre les traités européens »[130]. Toutefois, ce propos est nuancé par une autre déclaration : « Nous respectons le suffrage universel en Grèce, mais la Grèce doit aussi respecter les autres, les opinions publiques et les parlementaires du reste de l'Europe. Des arrangements sont possibles, mais ils n'altéreront pas fondamentalement ce qui est en place »[131]. Finalement, le 13 juillet 2015, Tsipras accepte les conditions de l'Eurogroupe[132], bien qu'une semaine auparavant les électeurs grecs aient confirmé leur choix contre l'austérité lors du référendum auquel ils répondirent à 61 % « non »[133].

### Droit de l'Union européenne
L'Union européenne est dotée d'un système de droit qui lui est propre, le droit de l'Union européenne, droit européen ou droit communautaire, en références aux communautés européennes antérieures. Ce système prend sa source dans différents accords dont les traités européens successifs, qui permettent par exemple l'existence d'autres textes législatifs comme des directives et des règlements de l'Union européenne.
La spécificité du droit communautaire est d'être « un système juridique propre, intégré aux systèmes juridiques des États membres »[réf. nécessaire]. L'ensemble des normes qui constituent le droit communautaire constitue un ordre juridique distinct de ceux nationaux. Il entretient avec eux des rapports marqués par trois principes : autonomie sans séparation, primauté et effet direct.

## Grands axes des politiques menées
L'Union européenne, au travers de ses institutions et des exécutifs des États membres met en œuvre un ensemble de politiques supranationales en fonction des compétences qui lui sont dévolues dans les traités.

### Politique étrangère et de sécurité

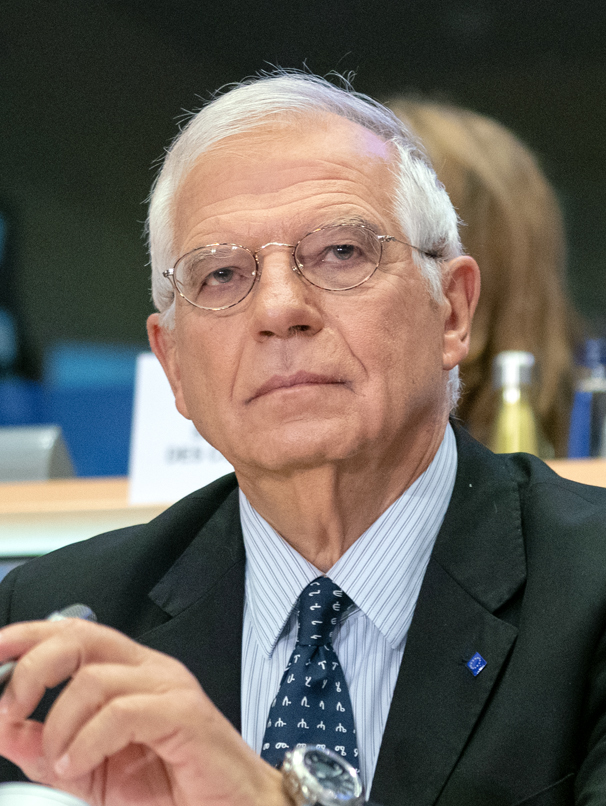
Josep Borrell, haut représentant pour les affaires étrangères et la politique de sécurité.

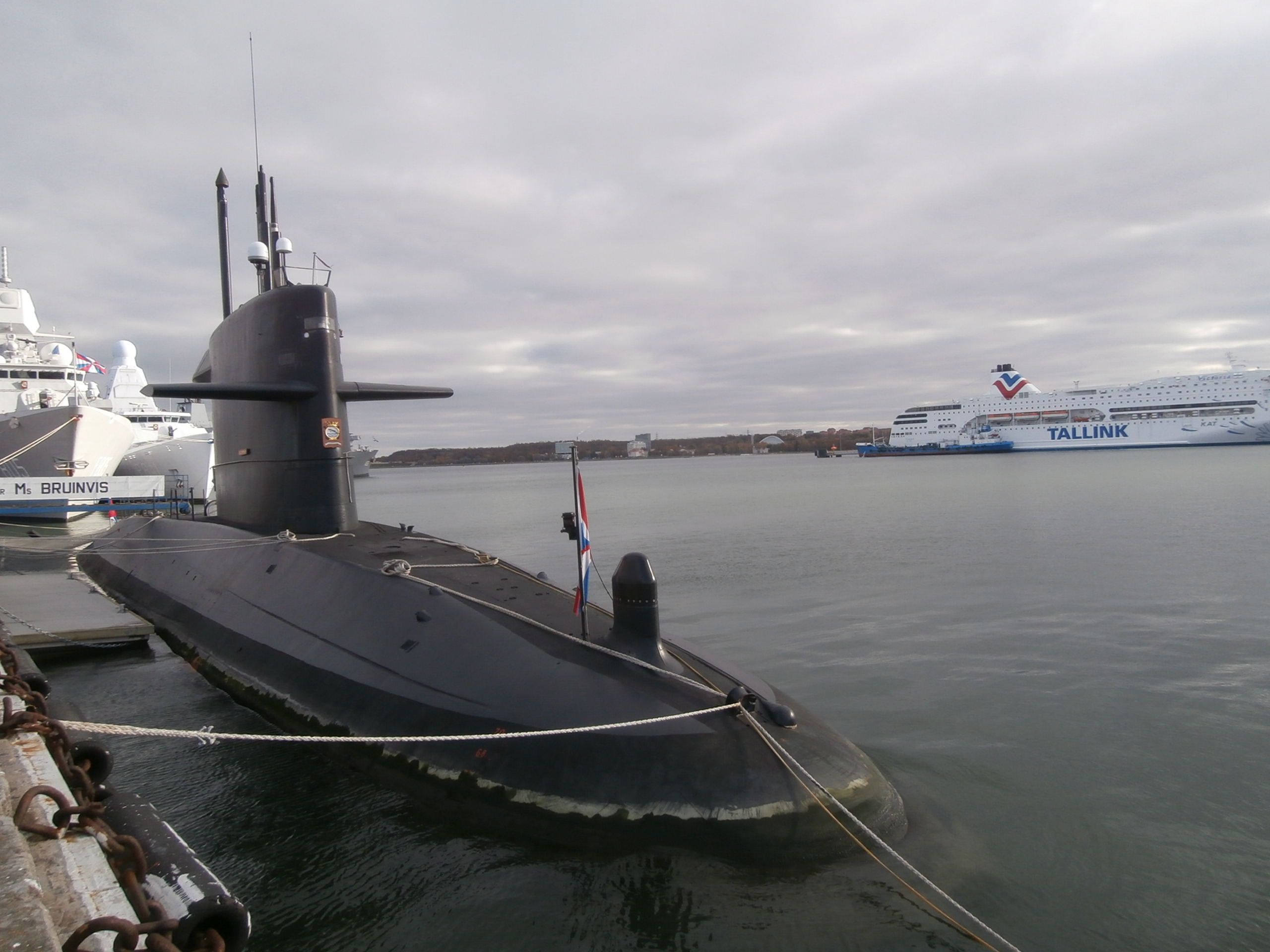
Sous-marin néerlandais de classe Walrus à quai à Tallinn (Estonie), lors d'opérations euro-américaines en mer Baltique.

L'Union européenne possède, à travers la politique étrangère et de sécurité commune (PESC), les compétences légales pour couvrir tous les domaines de la politique étrangère ainsi que l'ensemble des questions relatives à la sécurité de l'Union, y compris la définition progressive d'une politique de défense qui peut conduire à une défense commune,. Cette politique est conduite par le Haut représentant de l'Union pour les affaires étrangères et la politique de sécurité et le Service européen pour l'action extérieure (SEAE). Le président du Conseil européen joue également un rôle majeur dans la représentation extérieure de l'Union, en étroite collaboration avec les représentants des autres institutions européennes.
Concernant le processus décisionnel de la PESC, les États membres et le Haut Représentant ont un droit d'initiative ; toutefois les décisions au Conseil européen doivent être prises à l'unanimité des 27 États membres. Les procédures de vote sont assouplies depuis le traité de Lisbonne. Les gouvernements ont la possibilité de s'abstenir, en recourant au vote à la majorité, ou en permettant à une majorité de pays d'agir seuls. Toutefois, pour les décisions impliquant des questions militaires ou de défense, l'unanimité reste la règle.
Placé sous l'autorité du Haut Représentant, le SEAE constitue le service diplomatique de l'Union tant à Bruxelles qu'à l'étranger. Il organise les représentations diplomatiques de l'UE auprès des gouvernements étrangers et institutions internationales. L'Union est un acteur présent sur la scène internationale qui, selon les cas, représente l'ensemble des États membres ou se positionne à leurs côtés. La politique étrangère est structurée autour de grands thèmes propres à la communauté européenne : la diplomatie et les actions menées auprès des gouvernements, instances et représentants étrangers, les négociations commerciales, l'aide au développement ou encore les opérations de maintien de la paix.
Ces compétences sur le plan international se traduisent par un dialogue bilatéral avec les pays émergents comme la Russie ou la Chine tant sur le plan économique et commercial que sur la lutte contre le changement climatique, ou une médiation dans le processus de paix israélo-palestinien à travers le Quartet pour le Moyen-Orient, dont l'Union fait partie.

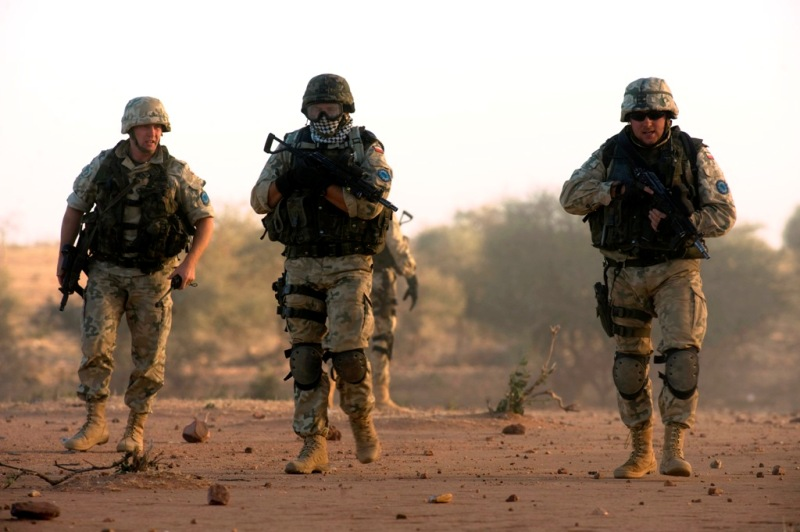
Soldats polonais de l'EUFOR en mission au Tchad en 2009.

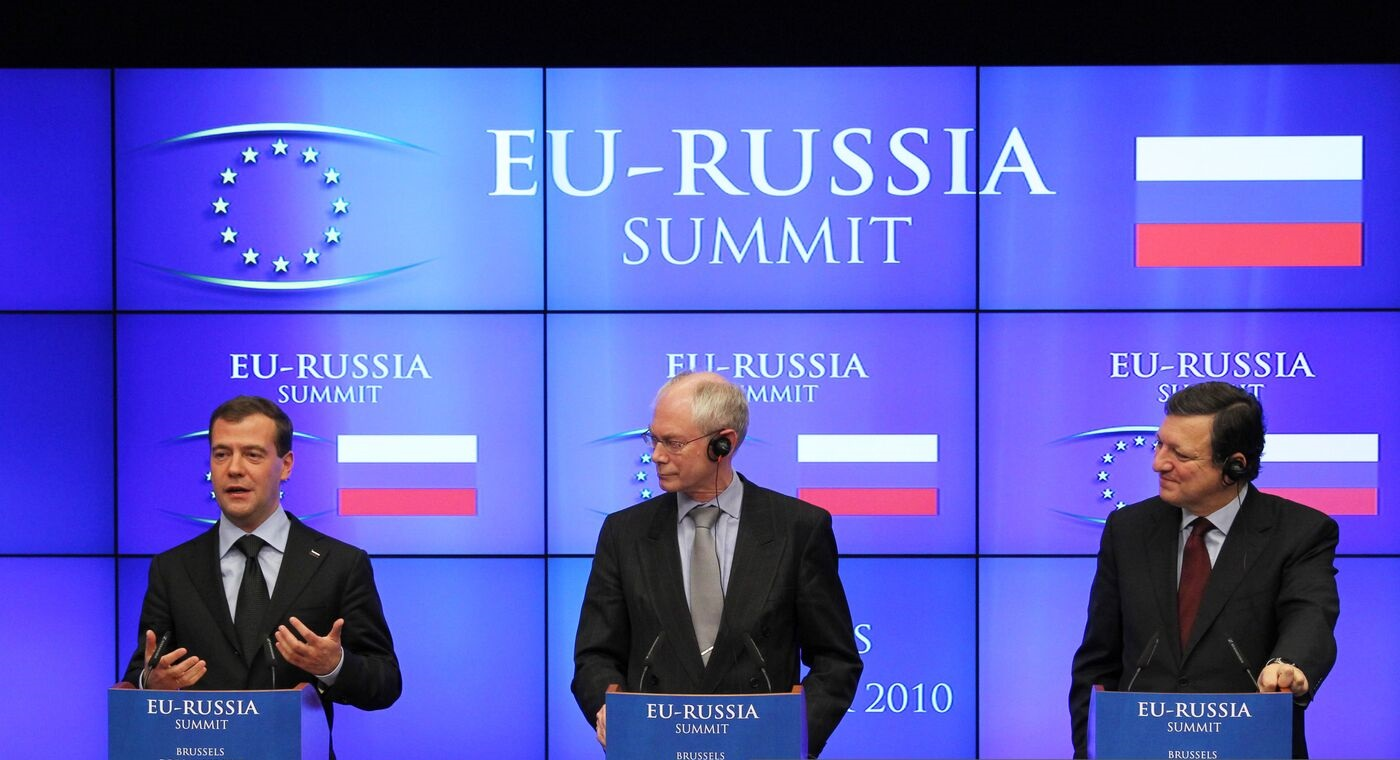
Sommet d'évaluation des relations entre la Russie et l'UE, en 2010.

La politique de défense de l'Union européenne, dite politique de sécurité et de défense commune (PSDC) consiste quant à elle à mutualiser les forces et les moyens militaires des États membres pour répondre à des missions dites de gestion de crises ou « missions de Petersberg », c'est-à-dire pour le maintien de la paix, les missions humanitaires ou encore le secours et l'évacuation des citoyens de l'Union. Dans le cas où l'un des États membres serait l'objet d'une agression armée sur son territoire, les autres États membres lui doivent aide et assistance par tous les moyens en leur pouvoir ; il en est de même s'il en fait la demande à la suite d'une attaque terroriste ou à une catastrophe naturelle ou d'origine humaine ; ces dispositions sont prévues dans l'article 42 du TUE et sont aussi appelées « clause de défense mutuelle » et « clause de solidarité ».
Les moyens de l'Union en matière militaire reposent sur les efforts nationaux accomplis par les États membres. La Grèce, la France et l'Estonie sont les trois nations qui consacrent le plus grand pourcentage de leur PIB à leur défense. De ce fait, l'Agence européenne de défense (AED) constitue un élément essentiel de la politique de défense communautaire. Elle a pour mission de coordonner les efforts nationaux dans le domaine de l'armement, renforcer la base industrielle et technologique européenne, et accroitre l'efficacité en recherche et développement technologique.
Ces missions se traduisent concrètement par une harmonisation des moyens militaires dans l'Union dite interopérabilité et un renforcement du tissu industriel dans ce domaine avec la réalisation de programmes d'armement commun, notamment ceux de la branche Defense and Space du groupe Airbus (Eurofighter Typhoon ou A400M Atlas).
Dans son rapport annuel de 2009, l'Union européenne mettait en avant les efforts engagés avec une quarantaine de pays hors de l'UE pour développer un dialogue centré sur les droits de l'Homme, notamment dans le cadre de l'accord de Cotonou signé en partenariat avec les États d'Afrique, des Caraïbes et du Pacifique membres de l'ACP. À ce titre, l'Instrument européen pour la démocratie et les droits de l'Homme (IEDDE), chargé de promouvoir la démocratie et les droits de l'Homme dans le monde a été doté d'un budget d'1,1 milliard d'euros pour la période 2007-2013 ; cette politique s'intègre également dans le cadre de la politique extérieure menée par l'UE.
En déterminant des actions et positions communes, les États membres se sont dotés d'instruments juridiques afin de déterminer les mesures à prendre et actions à mettre en œuvre en cas de violation des droits de l'Homme ou de situation de crise. Des positions communes ont ainsi été prises en 2011, lors de la prise de pouvoir tumultueuse d'Alassane Ouattara en Côte d'Ivoire, de la guerre civile en Libye visant à destituer Mouammar Kadhafi ou encore contre les hautes personnalités du gouvernement syrien,.

### Politique économique, monétaire et financière

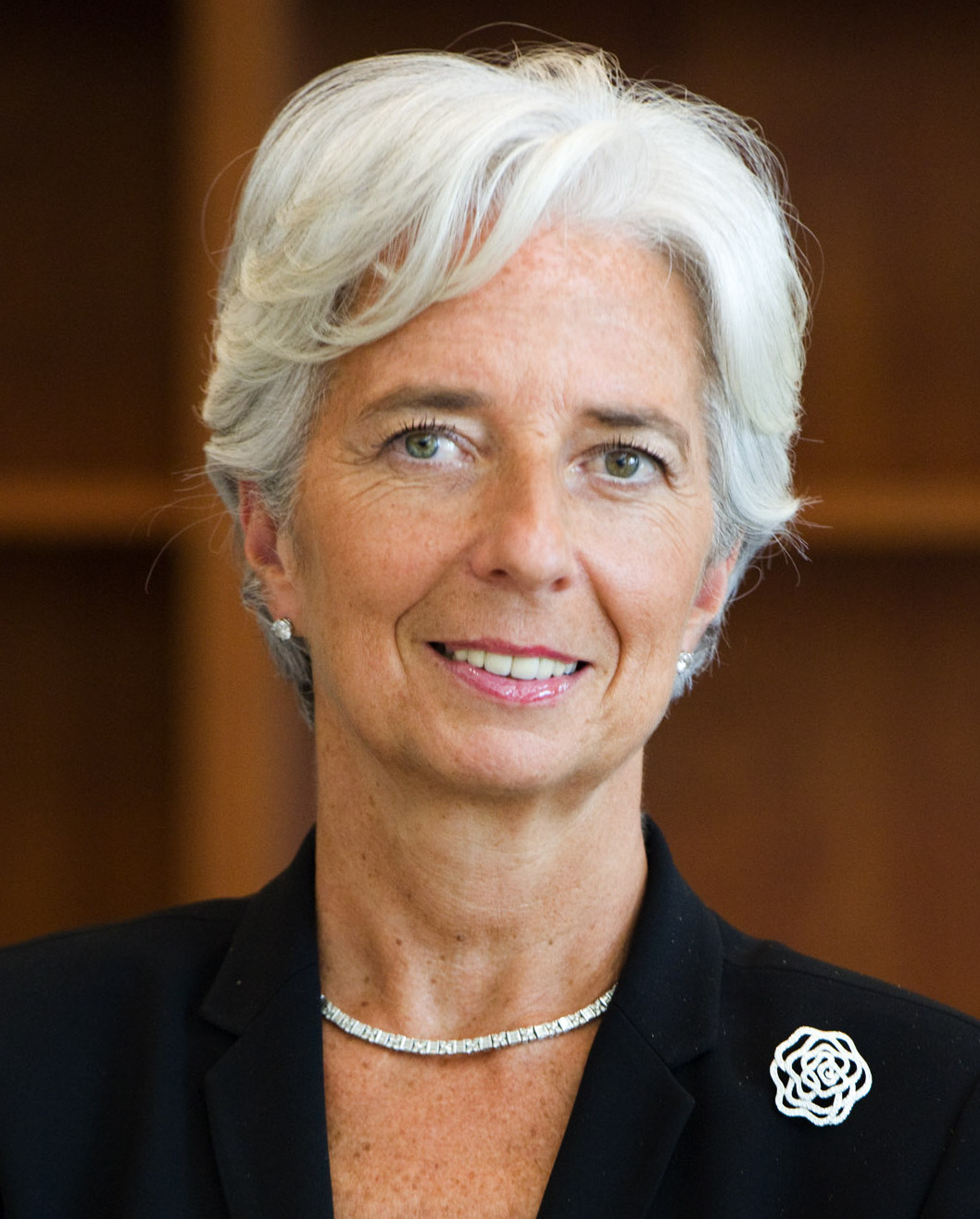
Christine Lagarde,
présidente de la BCE.

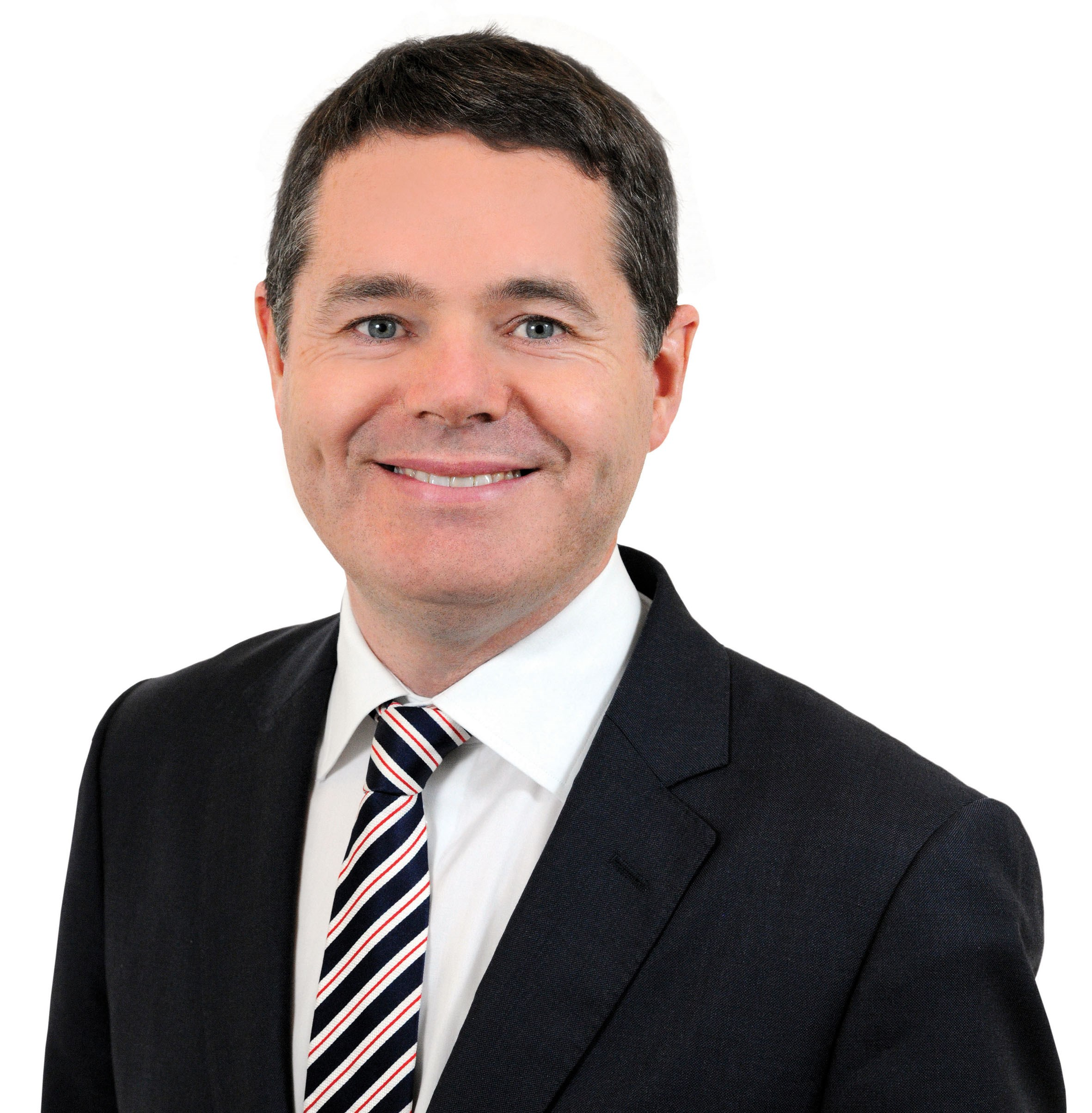
Paschal Donohoe,
président de l'Eurogroupe.

La politique économique et financière de l'Union, définie aujourd'hui par le TFUE, se fixe comme objectifs de coordonner la politique économique des États membres sur le marché intérieur avec la définition d'objectifs communs. Cette politique engage l'ensemble des États membres dans une « union économique et monétaire » et entérine la création d'une monnaie dite « unique », l'euro (€). Le pacte de stabilité et de croissance (PSC) détermine quant à lui les engagements budgétaires pris par les États de l'Union ayant introduit la monnaie unique.
Actuellement, l'euro est ainsi la monnaie effective de 20 États membres sur 27, définissant la zone euro, ainsi que, de facto, de certains États et territoires ; à savoir, le Kosovo et le Monténégro qui n'ont pas d'accord formel et Andorre, Monaco, Saint-Marin et le Vatican sur la base d'accords monétaires antérieurs à l'euro et renouvelés depuis. Tout pays appartenant à l'Union européenne doit adhérer à l'euro. Seul le Danemark a obtenu une dérogation lors de la rédaction du traité de Maastricht, toutefois, ce pays fait partie de l'Union économique et monétaire. La Suède a, quant à elle, retardé l'échéance à la suite d'un référendum défavorable. Les nouveaux États membres doivent pour leur part satisfaire aux critères de convergence économique avant de pouvoir remplacer leur monnaie nationale par l'euro.

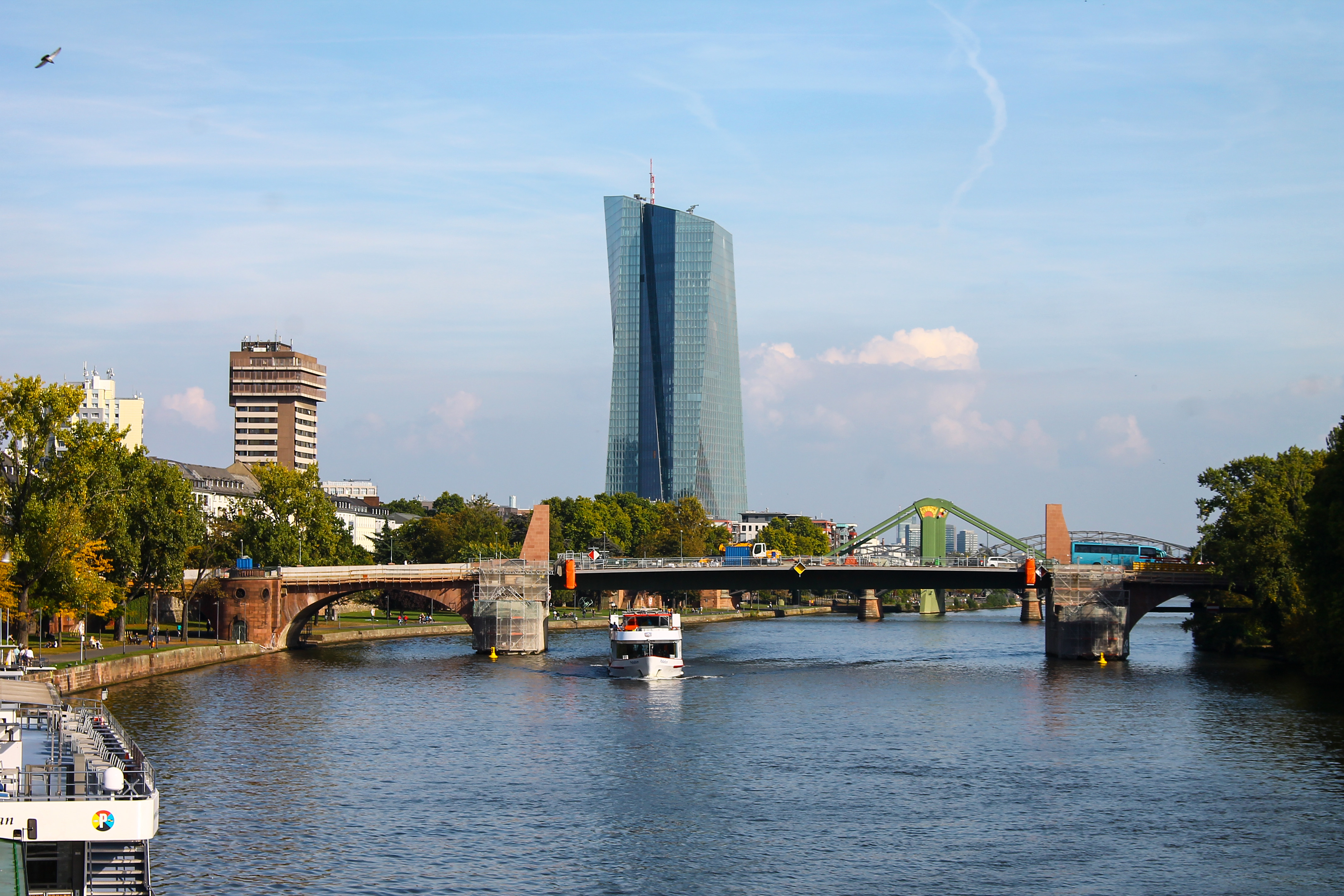
La Skytower, nouveau siège de la BCE à Francfort.

Les grandes orientations de la politique monétaire sont définies par la Banque centrale européenne, située à Francfort-sur-le-Main, qui est chargée de gérer son émission et de garantir sa valeur vis-à-vis des autres monnaies, notamment le dollar américain. Mis en circulation depuis le 1er janvier 2002 sous sa forme fiduciaire pour les particuliers, mais en usage dès le 1er janvier 1999 pour les entreprises, il succède à l'European Currency Unit (ECU), soit « l'unité de compte européenne », mise en service en 1979.
L'euro est aujourd'hui la deuxième monnaie de réserve dans le monde, la deuxième monnaie au monde pour les transactions financières, derrière le dollar américain, et depuis octobre 2006, la première monnaie au monde pour ce qui est de la quantité de billets en circulation.
Outre la monnaie unique, la politique économique de l'Union définit également une stratégie économique. Cette stratégie économique s'inscrit dans le cadre défini par les traités européens, dont les principes sont énoncés dans toute une série d'articles. Les principes fondamentaux sont les suivants :
- libre circulation des marchandises dans le marché intérieur de l'UE : pas de contrôle des marchandises aux frontières entre États membres et pas de droits de douane[165].
- liberté des mouvements de capitaux : toutes les restrictions aux mouvements de capitaux entre les États membres et entre les États membres et les pays tiers sont interdites[166].
- libre concurrence : les ententes entre entreprises dominantes sur un marché (ententes sur les prix ou les quantités de production) sont interdites, les abus de position dominante sont interdits, et les interventions de l'État sont interdites si elles sont susceptibles de fausser la concurrence[167], par exemple en autorisant l'accès aux entreprises publiques à du crédit à taux d'intérêt moindre que celui supporté par les entreprises privés[168].
- la privatisation des entreprises publiques n'est pas obligatoire, mais les États doivent veiller à ne pas fausser la concurrence, et ne doivent donc pas donner aux entreprises publiques des avantages concurrentiels[169]. La Commission européenne se limite en général à promouvoir la libéralisation des services. Par exemple, dans le domaine des transports, elle réclame qu'il soit rendu possible la mise en concurrence de la SNCF avec des sociétés privées de transport[170].

Le Conseil européen de Lisbonne (2000) a défini l'objectif commun qui vise à faire de l'Union européenne entre 2000 et 2010, « l'économie de la connaissance la plus compétitive et la plus dynamique du monde d'ici à 2010, capable d'une croissance économique durable accompagnée d'une amélioration quantitative et qualitative de l'emploi et d'une plus grande cohésion sociale ».
À mi-parcours, en 2004, l'analyse de la stratégie de Lisbonne a montré que celle-ci avait été jusqu'alors un échec parce que les États membres n'avaient pas tenu leurs engagements pris selon la méthode ouverte de coordination, non contraignante. La stratégie a été recentrée en 2005 sur la croissance économique et l'augmentation de l'emploi.
La stratégie de Lisbonne est arrivée à terme fin 2010 dans un contexte de crise financière mondiale. L'Union européenne a alors fixé un nouveau projet – Europe 2020 - qui définit la stratégie de croissance pour l'Union avec pour mots d'ordre, « une économie intelligente, durable et inclusive ». Cette stratégie fixe les objectifs nationaux dans les domaines de l'emploi, la recherche et l'innovation, le changement climatique et l'énergie, l'éducation ainsi que la lutte contre la pauvreté.

### Politique sociale et de l'emploi

Carte européenne d'assurance maladie.

Dans les domaines de la politique sociale et de l'emploi, c'est la méthode ouverte de coordination, non contraignante pour les politiques publiques des États membres, qui s'applique et permet de fixer des objectifs communs. Ces objectifs pour 2020 sont les suivants :
- un taux d'emploi de 75 % pour la population âgée de 20 à 64 ans ;
- une réduction du taux d'« abandon scolaire » à moins de 10 % et l'augmentation à 40 % au moins du nombre de diplômés de l'enseignement supérieur dans la classe d'âge des 30-34 ans ;
- une diminution d'au moins vingt millions, le nombre de personnes touchées ou menacées par la pauvreté et l'exclusion sociale.

Tous les ans, le Comité de l'emploi définit un bilan, et le cas échéant de nouvelles orientations, accompagnés par un rapport de la commission.
En matière de droit du travail, l'Union européenne « soutient et complète l'action des États » dans plusieurs domaines et instaure des prescriptions minimales s'agissant notamment de « la santé et de la sécurité des travailleurs » (temps de travail, etc.), « l'information et la consultation des travailleurs » (licenciements collectifs, transferts, santé et sécurité, comité d'entreprise européen, société européenne et société coopérative européenne, etc.) ou des règles de non-discrimination dans l'emploi et en particulier de l'égalité de traitement et de rémunération entre les femmes et les hommes.
Des accords-cadres entre les partenaires sociaux européens ont également vu le jour de façon à introduire, sur proposition de la Commission, le droit aux congés parentaux et pour des raisons familiales dans l'Union (1996). Le travail partiel a également été facilité (1997) et le recours à des contrats à durée déterminée successifs limité (1999), avec des mesures pour éviter les abus et assurer l'égalité de traitement. Des accords volontaires sur le télétravail ont également été conclus (2002), de lutte contre le stress sur le lieu de travail (2004), contre le harcèlement et la violence (2007) et les règles des marchés du travail inclusifs (2010).
Des recommandations aux décideurs politiques sont également effectuées via la Fondation européenne pour l'amélioration des conditions de vie et de travail (l'agence communautaire chargée de « la planification et la mise en œuvre de meilleures conditions de vie et de travail en Europe »).
Enfin, compte tenu de la libre circulation des travailleurs au sein de l'Union européenne, un portail européen sur la mobilité de l'emploi (EURES) a été mis en place afin de faciliter l'accès aux informations sur les offres d'emploi. Il existe également une carte européenne d'assurance maladie afin de bénéficier du même accès aux soins de santé publique que les ressortissants de l'État où le citoyen se déplace.

### Politique régionale, agricole et de la pêche

Zone économique exclusive (ZEE) partagée de l'Union européenne.
États membres de l'Union européenne et les régions ultrapériphériques (RUP)
ZEE partagée de l'UE
Pays et territoires d'outre mer (PTOM), dépendants d'un État membre mais hors-UE
ZEE des PTOM
États reconnus candidats officiels de l'Union européenne
ZEE des États candidats

La politique agricole commune (PAC), créée en 1957 et mise en place à partir de 1962, est fondée principalement sur des mesures de contrôle des prix et de subventionnement des exploitations agricoles, visant à les moderniser et à développer l'autosuffisance alimentaire et la pérennité du secteur et de ses acteurs. Le budget alloué aux dépenses liées au développement de l'agriculture s'élève en 2014 à près de 58 milliards d'euros, soit 40 % du budget communautaire pour un secteur qui représente 0,5 % du PIB de l'UE. À l'origine, les objectifs de la PAC étaient les suivants :
- accroître la productivité en développant le progrès technique et en assurant une utilisation optimale des facteurs de production et notamment de la main d'œuvre ;
- assurer un niveau de vie équitable à la population agricole, notamment par le relèvement du revenu individuel de ceux qui travaillent dans l'agriculture ;
- stabiliser les marchés et les prix des matières premières agricoles et des produits agro-industriels finis ;
- garantir la sécurité des approvisionnements et l'autosuffisance alimentaire ;
- assurer des prix raisonnables aux consommateurs.

Mais conséquemment aux décisions qui sont prises dans le cadre de l'élaboration du budget de la période 2014-2020 et du projet Europe 2020, la quatrième réforme de la PAC entre en vigueur au 1er janvier 2014 ; la refonte des objectifs et des financements s'opère afin de répondre aux nouvelles attentes des citoyens et des organes politiques en matière de qualité et de sécurité des filières agricoles, de leur compétitivité et leur effet sur les zones rurales. La réforme met davantage en avant une agriculture durable, de l'innovation, soutenant la création d'emplois et la croissance des activités liées.
La politique européenne en matière de pêche (PCP) a été introduite en 1983 en adaptant la PAC au secteur halieutique. Elle concerne les 23 États membres de l'Union ayant un accès à la mer. Le secteur contribue à moins de 1 % du PIB de l'Union et emploie près de 400 000 pêcheurs et aquaculteurs auxquels il convient d'ajouter les emplois dans les activités en aval de l'industrie agroalimentaire liée aux produits marins. Ainsi, l'UE, avec plus de six millions de tonnes de poissons pêchés et élevés (soit 4,6 % de la production mondiale) chaque année et une flotte de plus de 80 000 navires, est le quatrième producteur mondial de produits de la mer.
Aux côtés de la PCP, la nouvelle politique maritime cherche à apporter des réponses aux problèmes connexes : la pollution des mers, la protection de l'environnement, le développement des régions côtières, la création d'emplois et la surveillance des frontières et des ZEE des pays membres. Ainsi, la PCP se compose de quatre volets :
- réglementation de la production, labels de qualité, calibrage, emballage et étiquetage ;
- soutien aux organismes de protection des pêcheurs contre les aléas du marché ;
- fixation de prix minimums et rachat des invendus ;
- négociation avec les pays tiers.

### Politique énergétique et environnementale

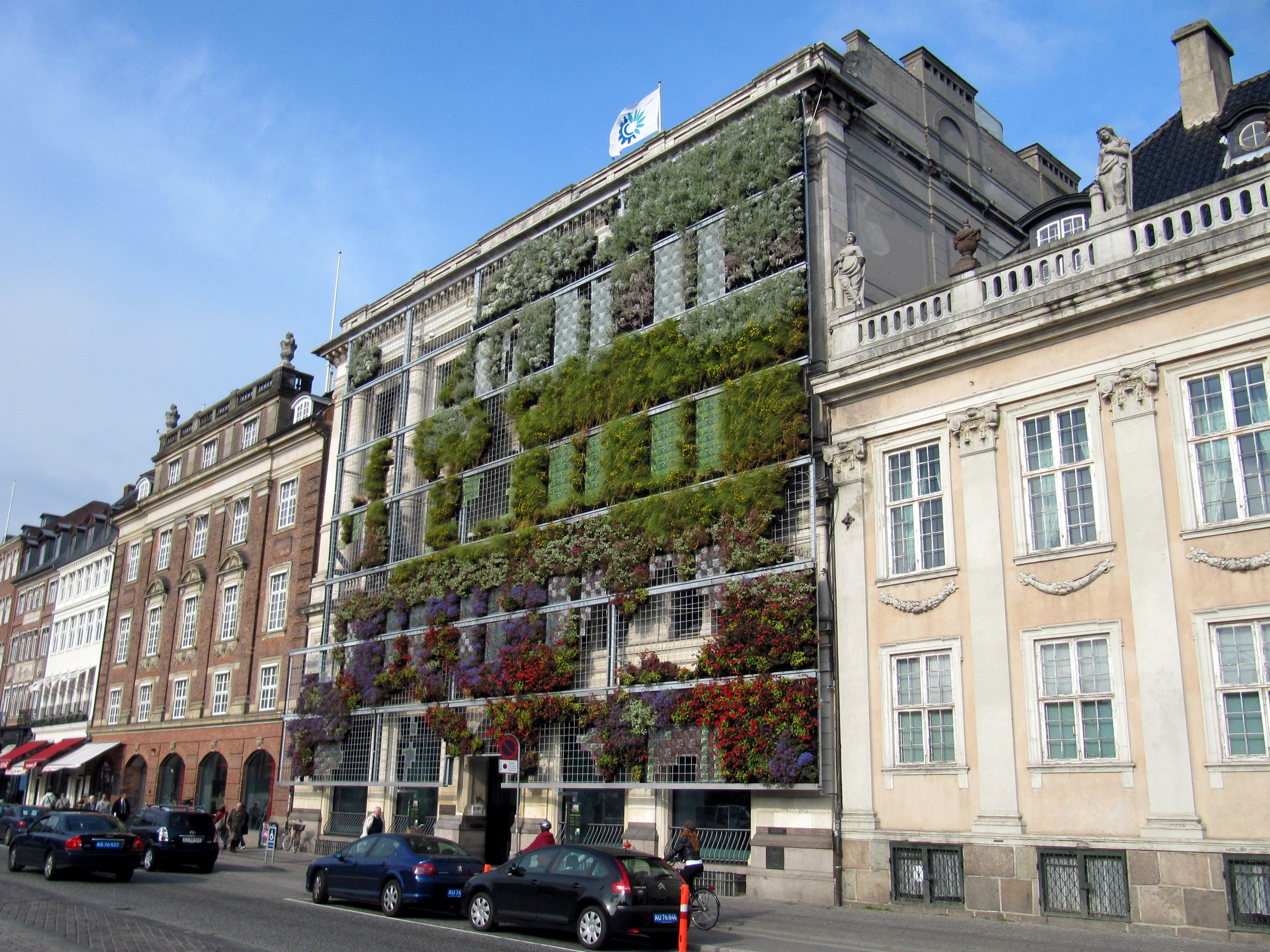
Agence européenne pour l'environnement à Copenhague : biobardage semi-transparent et végétalisé protégeant et décorant sa façade.

L'Union européenne a créé au total six programmes d'action pour l'environnement, depuis 1972. Un plan climat-énergie a par ailleurs été adopté en 2008, dont les objectifs d'ici 2020 sont les suivants :
- diminuer de 20 % les émissions de gaz à effet de serre (30 % en cas d'accord international) ;
- abaisser la consommation d'énergie de 20 % grâce à une meilleure efficacité énergétique ;
- couvrir 20 % de nos besoins énergétiques grâce aux énergies renouvelables.

Les actions destinées à soutenir ces objectifs sont nombreuses et visent essentiellement le secteur industriel. Parmi celles-ci, les constructeurs automobiles devront réduire les émissions de CO2, l'efficacité énergétique de nombreux types d'appareils domestiques doit être améliorée, et le recours aux énergies renouvelables : éolienne, solaire et hydroélectrique, à la biomasse et aux biocarburants doit être accru.
Toutefois, cette politique ne peut porter ses fruits que si elle est suivie à l'international. L'UE a participé à l'élaboration de traités internationaux tels que la Convention-cadre des Nations unies sur les changements climatiques, en 1992, et son Protocole de Kyoto, en 1997. Ce protocole s'était traduit par la mise en place d'un Système communautaire d'échange de quotas d'émission. Le prochain sommet de la Terre ayant lieu en 2012, le Comité économique et social européen a recommandé que l'UE joue un rôle moteur dans l'élaboration de ce sommet.
Au-delà de ces plans d'action, l'Union européenne dispose d'une Agence européenne pour l'environnement (AEE) dont la mission est de fournir des informations fiables et indépendantes sur l'environnement afin de mettre en œuvre et évaluer la politique environnementale. L'AEE utilise pour cela le réseau européen d'information et d'observation sur l'environnement (EIONET) constitué de points focaux nationaux, généralement des agences environnementales nationales.
Par ailleurs, la Commission européenne désigne chaque année plusieurs villes qui reçoivent le prix de la Capitale verte de l’Europe et celui de la Feuille verte ; ces programmes récompensent respectivement les villes qui prennent en compte l'environnement dans leurs aménagements urbains et la volonté d'obtenir de meilleurs résultats environnementaux en mettant l'accent sur la croissance verte et la création d'emplois dans les secteurs du développement durable.

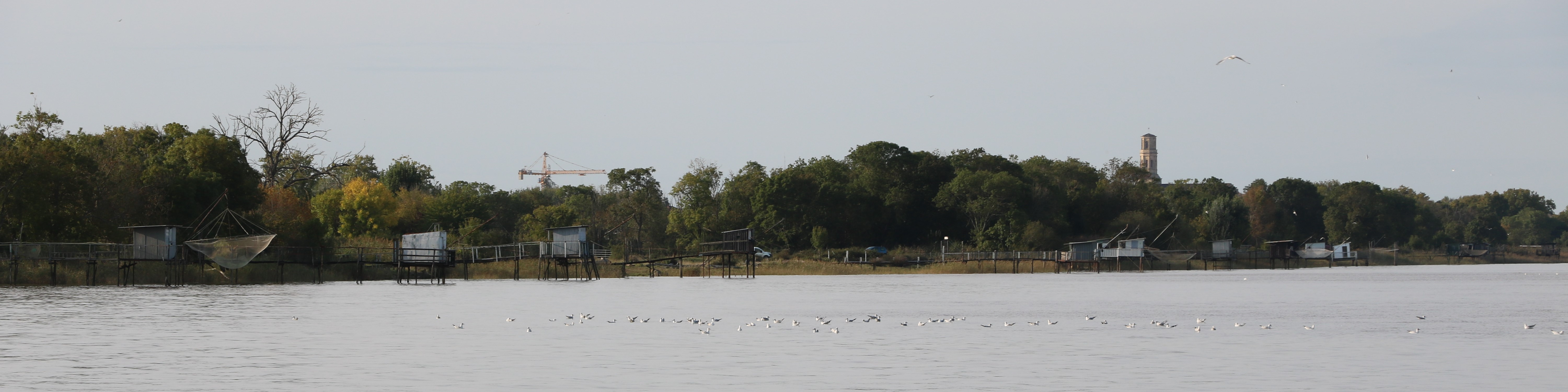
L'estuaire de la Gironde appartient au réseau Natura 2000. Couvrant 635 km2, il est le plus vaste estuaire d'Europe.

Enfin, le réseau Natura 2000 rassemble des sites naturels ou semi-naturels de l'Union européenne ayant une grande valeur patrimoniale, par la faune et la flore exceptionnelles qu'ils contiennent, en prenant en compte les préoccupations économiques et sociales des territoires. En décembre 2018, l'Union européenne comptait 5 646 zones de protection spéciale (ZPS) pour les oiseaux, sur une superficie de 843 245 km2, et 24 191 zones spéciales de conservation (ZSC) (dont les sites d'importance communautaire, pSIC, SIC) pour les habitats et les espèces sur une superficie totale de 1 051 569 km2, ce qui représente 18 % de la surface terrestre et 6 % de la zone économique exclusive de l'Union européenne.

### Politique des transports et infrastructures
La politique des transports conduite par l'Union européenne vise à répondre à des problématiques concernant tous les États membres, telles que la gestion du trafic routier, ferroviaire, maritime et aérien, la réduction de la pollution générée par le secteur, l'acheminement des hydrocarbures, le développement des infrastructures de transport, ainsi que la maitrise de la circulation des biens et des personnes ou encore les problématiques de sécurité que cela implique ; les compétences des institutions européennes en la matière sont précisées au titre VI du TUE. Les transports constituent un secteur économique important, générant en 2016, un PIB de 548 milliards d'euros (UE-28) et représentant neuf millions d'emplois en Europe ; cette politique est récente et s'intègre dans le marché unique de l'UE, elle est au cœur de l'espace Schengen qui prévoit l'ouverture des frontières et forme un espace commun des transports.

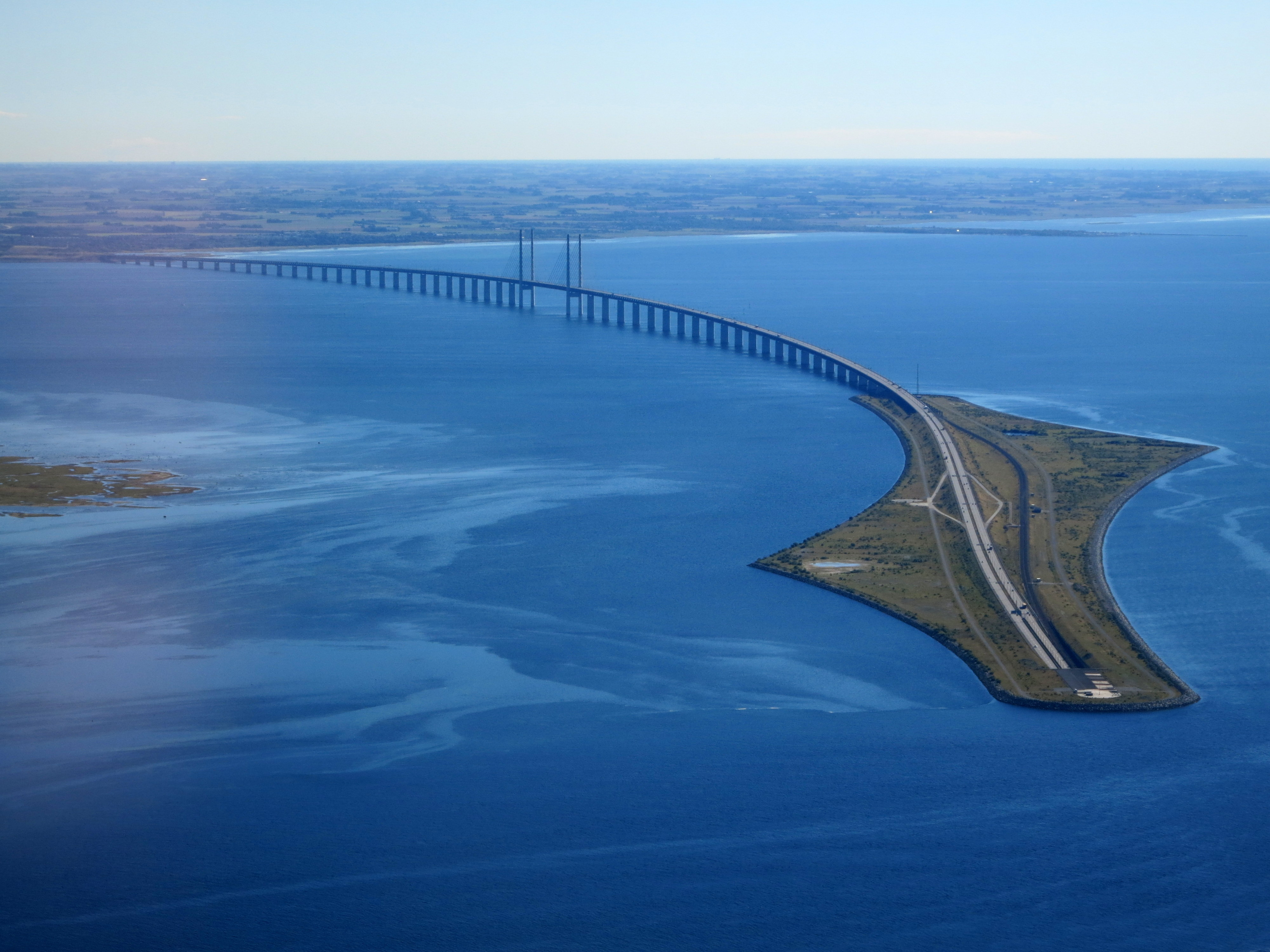
Pont de l'Øresund reliant Copenhague au Danemark à Malmö en Suède et cofinancé par la BEI.

La Commission européenne élabore et encourage « des politiques de transports efficaces, sûres, fiables et durables, afin de créer les conditions favorables à une industrie compétitive et créatrice d'emplois et de richesses ». Cette politique communautaire est définie dans des Livres Blancs et prévoit notamment le déploiement du réseau transeuropéen de transport qui concerne l'ensemble des modes de transport, des infrastructures de transport et des services nécessaires à leur bon fonctionnement. Le réseau couvre l'ensemble de l'UE et s'étend même au-delà de ses frontières, il permet notamment de rapprocher les périphéries du centre de l'Europe et doit à terme, permettre de relier 94 ports majeurs aux réseaux ferroviaires et routiers et 38 aéroports majeurs aux grandes villes par des liaisons ferroviaires. Dans ce cadre, une liste de 30 projets prioritaires a été arrêtée en avril 2004, ils peuvent bénéficier de financements européens à hauteur maximale de 20 %, ce qui va représenter 26 milliards d'euros la période 2014-2020 ; la Commission européenne estime que le projet total coûtera 250 milliards d'euros.

### Politique policière, judiciaire et droits de l'Homme
La politique judiciaire de l'Union européenne prend pour cadre ce qui deviendra à terme l'« Espace judiciaire européen », un espace de convergence progressive des législations nationales des pays membres. Elle répond à l'« Espace de liberté, de sécurité et de justice » crée par le traité d'Amsterdam. En parallèle, divers programmes de rapprochement judiciaire ont été mis en place tels que la création d'un mandat d'arrêt européen en 2003, le développement de la reconnaissance mutuelle des décisions judiciaires et d'une politique de coordination judiciaire, l'Unité de coopération judiciaire de l'Union européenne (Eurojust).
L'Union européenne a mis en place un ensemble de programmes ainsi qu'une charte visant à assurer le respect des droits de l'Homme au sein de ses États membres, l'Agence des droits fondamentaux contrôle au niveau communautaire que les politiques de lutte contre les discriminations, le racisme et la xénophobie et la protection des groupes vulnérables soient effectives. La défense des droits de l'Homme au sein de l'UE vise à répondre aux points définis dans la charte des droits fondamentaux, notamment les trois premiers chapitres portant sur les valeurs de liberté, dignité et égalité. Ses fonctions portent sur la collecte, l'analyse, la diffusion et l'évaluation des mesures prises par l'Union européenne du respect des droits fondamentaux. Elle collabore également avec d'autres organisations nationales et internationales mais n'a pas le pouvoir de sanctionner l'un des États membres pour le non-respect de ses engagements.

### Politique éducative et de recherche
,,,

Logo d'Erasmus+.

En 2000, alors que le Japon investit 3 % de son PIB dans la recherche et les États-Unis soient à 2,7 %, l'Union européenne investit seulement 1,93 % de son PIB. La différence d'investissement avec les États-Unis représente 100 milliards d'euros et cette différence a doublé dans les cinq années précédentes et Philippe Busquin, le commissaire européen à la recherche, estime que les pays de l'UE n'ont pas pris conscience de l'importance de la recherche et de l'innovation. La différence avec les États-Unis est liée à l'investissement du secteur privé deux plus élevé aux États-Unis, où l'État l'aide. Il regrette aussi une législation qui gène la recherche, comme sur les organismes génétiquement modifiées ou la recherche en génétique, qui fait l'objet d'investissements importants en Australie ou à Singapour. Des obstacles persistent tels que le blocage du brevet européen au Conseil des ministres européens ou l'absence de développement du capital-risque  Il plaide pour suivre l'exemple de la Suède et la Finlande, qui investissent en recherche respectivement 3,3 % et 3,6 % de leur PIB, et appelle à une revalorisation des salaires de recherche et des emplois à durée indéterminée pour les personnels chercheurs, comme en France, pour augmenter le taux de personnels chercheurs de 5,1 pour 1000 actuellement en UE au niveau des État-Unis à 7,4 ou 8,9 au Japon. 
Les 15 et 16 mars 2002, à la suite de la Stratégie de Lisbonne, le Conseil européen de Barcelone suggère que l'ensemble des dépenses de recherche et développement (R&D) et d'innovation doivent viser l'objectif de 3 % de son produit intérieur brut (PIB) en 2010, dont les 2/3 doivent provenir du secteur privé,,. Cette recommandation utilise la méthode ouverte de concertation mais n'est toutefois assortie d'aucune contrainte.
En 2005, seuls 2 pays (Finlande et Suède) dépassent l'objectif de l'UE de 3 % du PIB dépensés en R&D d'après le Centre d'analyse stratégique de la fondation Robert Schuman, qui indique aussi que 3 pays ont réellement progressé entre 2000 et 2005 et sont proches du niveau des États-Unis et de l'objectif de 3 % (Danemark, Allemagne, Autriche), 15 pays ont progressé sur la même période, tandis que 8 pays ont vu leur dépense de R&D baisser ou stagner, dont la France et le Royaume-Uni et que l'importance de ces deux derniers a fait stagner le taux d'investissement en R&D par rapport au PIB en UE ce qui contredit l'objectif fixé pour 2010.
En 2010, l'objectif de 3 % du PIB investi en R&D et innovation dont 2/3 par le secteur privé échoue à être atteint par l'ensemble de l'UE. Parmi les raisons de cet échec, un nombre d'objectifs trop important, l'absence de personnalités politique pour porter cet objectif, la méthode souple et non contraignante pour atteindre l'objectif, et la faiblesse de moyens dédiés de l'UE, qui y consacre 4 milliards de dollars, par rapport aux États-Unis, qui sont à 127 milliards de dollars,. Le 3 mars 2010, la Commission européenne réaffirme l'objectif d'atteindre 3 % du PIB de l'UE dans la R&D. La France est alors à 2,26 % et L'investissement en R&D dépasse 2 % dans le secteur privé dans 3 pays de l'UE (Suède, Pays-Bas, Belgique).
En 2016, 2,03 % du PIB de l'UE est affecté à la R&D. 2 pays dépassent cet objectif de 3 % (Suède et Autriche), 2 pays l'ont presque atteint (Allemagne et Danemark), et 10 pays n'atteignent pas 1 % (dont Grèce, Pologne, et Roumanie), la France étant un peu sous la moyenne à 2,2 % dont 65 % sont dépensés par le secteur privé. En 2019, l'UE dépense 2,1 % de son PIB en R&D, 4 pays atteignent 3 % du PIB investi en R&D, 14 pays dépensent moins de 2 % de leur PIB, la France se situant sous la moyenne de l'UE.

### Futur de la politique européenne
Les évolutions politiques de l'Union sont orientées d'une part par les conjonctures des différents États membres ; les institutions européennes se concentrent alors sur les problèmes rencontrés, ; et d'autre part, par les travaux des différentes commissions du Parlement européen qui réalisent des études prospectives et proposent des axes politiques en conséquence.

#### Europe 2020
La stratégie Europe 2020 vise à coordonner les politiques économiques au sein de l'UE et succède à la stratégie de Lisbonne pour la croissance et l'emploi qui avait été adoptée par le Conseil européen des 23 et 24 mars 2000 ; elle cherche à concilier l'amélioration des indicateurs de développement durable en matière de croissance, d'emploi et de protection de l'environnement tout en augmentant la compétitivité de l'Europe au niveau mondial. Cette politique porte sur les investissements dans la recherche et l'innovation, la croissance verte ou encore l'éducation et l'emploi et entend créer une nouvelle forme de « gouvernance économique ».

#### Gestion des crises internationales
La « crise de la dette publique des États membres de la zone euro » a débuté en 2010, de profonds changements structurels ont eu lieu dans les pays les plus touchés, notamment en Grèce, au Portugal et en Irlande (les pays du PIIGS où la crise de la dette s'est accompagné de réductions budgétaires très importantes). En parallèle, les crises économico-financières ont conduit les acteurs européens à engager des réformes en profondeur afin de mieux contrôler les acteurs du monde de la finance et de protéger les consommateurs.
En 2013, le traité sur la stabilité, la coordination et la gouvernance est entré en vigueur et le FESF et le MESF ont été remplacés par le MES, une institution avec la capacité de lever des fonds sur les marchés financiers afin d'aider les États en difficulté, de participer aux sauvetages de banques privées et de limiter les taux d'intérêt sur les marchés obligataires
Également dans les années 2010, divers évènements internationaux engendrent des afflux migratoires de plus en plus importants via la mer Méditerranée et les Balkans, depuis l'Afrique, le Moyen-Orient et l'Asie du Sud, l'Europe fait alors face à une crise migratoire majeure pour laquelle elle doit mettre en place de nouvelles politiques. Durant la seule année 2015, plus d'un million de personnes entrent illégalement dans l'espace Schengen, ce qui cause des divisions et des tensions diplomatiques importantes entre les pays d'Europe, qui peinent à se mettre d'accord sur l'attitude à adopter, alors que la France et l'Allemagne cherchent à imposer des quotas à chaque pays de l'Union. En 2016, à l'exception de la Belgique et du Luwembourg, l'ensemble des pays européens décident de supprimer le droit d'asile en renvoyant les migrants en Turquie.

## Économie

### PIB et croissance économique
L'Union européenne à 27 pays représente un poids économique majeur sur la scène internationale : en 2007, à l'entrée de la Roumanie et de la Bulgarie, le PIB de l'Union européenne était de 16 748 milliards de dollars, à comparer avec les 13 811 milliards de dollars des États-Unis. Elle était ainsi la troisième puissance économique mondiale par son PIB nominal derrière les États-Unis et la Chine,,, Elle représente 23,64 % des richesses du monde, pour 8 % de la population mondiale, son PIB par habitant restant inférieur à celui des États-Unis. Le dynamisme économique des nouveaux États membres a tiré le taux de croissance globale de l'Union : les pays baltes ont affiché une croissance moyenne annuelle de près de 10 % entre 2004 et 2008, alors que les pays de l'Ouest accusaient un ralentissement de leur activité. En 2010, le produit intérieur brut de l'Union européenne est de 12 268 milliards d'euros, ce qui représente une moyenne de 24 500 euros par habitant. Cependant, avec la montée en puissance des pays émergents, son poids relatif dans le PIB mondial a tendance à se contracter : de 30,35 % en 2005, il est passé à 25,85 % en 2010 puis à 23,64 % en 2014.
| Pays                  | % PIB mondial | % PIB mondial | % PIB mondial | % PIB mondial | % PIB mondial | % PIB mondial | % PIB mondial | % PIB mondial | % PIB mondial | % PIB mondial |
| Pays                  | 2005          | 2006          | 2007          | 2008          | 2009          | 2010          | 2011          | 2012          | 2013          | 2014          |
| --------------------- | ------------- | ------------- | ------------- | ------------- | ------------- | ------------- | ------------- | ------------- | ------------- | ------------- |
| Union européenne à 28 | 30,35         | 29,88         | 30,65         | 30,19         | 28,19         | 25,85         | 25,08         | 23,21         | 23,12         | 23,64         |
| États-Unis            | 29,06         | 28,16         | 27,19         | 23,71         | 24,28         | 23,13         | 21,57         | 21,89         | 22,43         | 22,37         |
| Chine                 | 5,02          | 5,46          | 5,87          | 7,1           | 8,57          | 9,32          | 10,43         | 11,48         | 12,33         | 13,30         |
| Japon                 | 9,15          | 8,01          | 7,03          | 8,1           | 8,72          | 8,72          | 8,39          | 8,32          | 6,54          | 5,90          |
| Brésil                | 1,94          | 2,21          | 2,40          | 2,66          | 2,70          | 3,31          | 3,54          | 3,14          | 2,99          | 3,01          |
| Inde                  | 1,73          | 1,78          | 1,99          | 1,98          | 2,25          | 2,74          | 2,64          | 2,57          | 2,79          | 2,65          |
| Russie                | 1,72          | 2,04          | 2,36          | 2,65          | 2,12          | 2,35          | 2,66          | 2,81          | 2,50          | 2,39          |

### Répartition entre États membres
Les deux principales puissances de l'UE sont l'Allemagne et la France, leurs PIB respectifs étant de 3 853 Mrd $ et de 2 829 Mrd $. La France et le Royaume-Uni alternaient en tant que seconde économie de l'Union européenne ; de 2008 à 2014, c'était la France, depuis 2015, c'est le Royaume-Uni. Parmi les nouveaux États membres entrés depuis 2004, c'est la Pologne qui contribue le plus à la création de richesses dans l'UE ; c'est également le pays le plus peuplé et celui qui reçoit le plus de fonds structurels européens.
Malgré une politique de cohésion territoriale, la production de richesse des régions de l'UE demeure inégalement répartie ; ainsi, l'Ouest de l'Union concentre 85 % des richesses totales, soit 14 156 $, alors que l'Est contribue pour 2 592 Mrd $), on retrouve cette distinction au travers d'autres indicateurs d'homogénéité de la répartition des richesses ou du niveau de développement tels que l'IDH ou le coefficient de Gini.
Les disparités économiques sont parfois très révélatrices au sein d'un seul et même pays. La région avec le PIB le plus élevé de l'UE est la Rhénanie-du-Nord-Westphalie avec un PIB de 488 milliards d'euros, devant l'Île-de-France avec 483 milliards d'euros.
Situation inverse en Bulgarie, où la région la plus pauvre est l'oblast de Pleven, dont le PIB par habitant n'est que de 27 % de la moyenne de l'Union (6 400 €/hab), ou encore en Roumanie où la région de développement Nord-Est n'atteint que 29 % de la moyenne européenne.
C'est au Danemark que le salaire horaire médian est le plus élevé. La France, avec 14,22 euros de l'heure, est le seul grand pays européen à ne pas figurer dans le « top dix ».
En 2008, selon le classement du magazine américain Fortune, 167 des 500 premières entreprises mondiales, classées selon leur chiffre d'affaires, avaient leur siège dans l'UE (soit 33,4 %), contre 153 aux États-Unis (30,6 %) et 64 au Japon (12,8 %).
| Pays                 | Rang (PIB 2017) | PIB 2017 (Mio $ courants) | PIB/habitant 2017 ($ courants) | Croissance 2017 | Chômage 2017 | Inflation 2017 | Déficits publics 2017 (% du PIB) | Dette publique 2017 (% du PIB) |
| -------------------- | --------------- | ------------------------- | ------------------------------ | --------------- | ------------ | -------------- | -------------------------------- | ------------------------------ |
| Allemagne            | 01              | 03 677 440,000            | 44 470                         | +02,22 %        | 03,75 %      | +01,54 %       | +01,00 %                         | +063,90 %                      |
| France               | 02              | 02 582 500,000            | 38 477                         | +01,82 %        | 09,40 %      | +01,00 %       | -02,70 %                         | +098,50 %                      |
| Italie               | 03              | 01 934 800,000            | 31 953                         | +01,50 %        | 011,21 %     | +00,63 %       | -02,40 %                         | +0131,20 %                     |
| Espagne              | 04              | 01 311 320,000            | 28 157                         | +03,05 %        | 017,22 %     | +00,95 %       | -03,10 %                         | +098,10 %                      |
| Pays-Bas             | 05              | 0826 200,000              | 48 223                         | +03,16 %        | 04,84 %      | +01,15 %       | +01,20 %                         | +057,00 %                      |
| Suède                | 06              | 0538 040,000              | 53 442                         | +02,29 %        | 06,72 %      | +02,09 %       | +01,60 %                         | +040,80 %                      |
| Pologne              | 07              | 0524 510,000              | 13 812                         | +04,55 %        | 04,89 %      | +02,01 %       | -01,40 %                         | +050,60 %                      |
| Belgique             | 08              | 0492 681,000              | 43 324                         | +01,73 %        | 07,09 %      | +01,68 %       | -00,90 %                         | +0103,40 %                     |
| Autriche             | 09              | 0416 596,000              | 47 291                         | +03,04 %        | 05,50 %      | +01,56 %       | -00,80 %                         | +078,30 %                      |
| Irlande              | 010             | 0333 731,000              | 69 331                         | +07,80 %        | 06,40 %      | -00,31 %       | -00,20 %                         | +068,40 %                      |
| Danemark             | 011             | 0324 872,000              | 56 308                         | +02,24 %        | 05,74 %      | +01,56 %       | +01,10 %                         | +036,10 %                      |
| Finlande             | 012             | 0251 885,000              | 45 703                         | +02,63 %        | 08,64 %      | +00,93 %       | -00,70 %                         | +061,30 %                      |
| Portugal             | 013             | 0217 571,000              | 21 136                         | +02,68 %        | 08,87 %      | +01,37 %       | -03,00 %                         | +0124,80 %                     |
| Tchéquie             | 014             | 0215 726,000              | 20 368                         | +04,29 %        | 02,89 %      | +01,30 %       | +01,50 %                         | +034,70 %                      |
| Roumanie             | 015             | 0211 803,000              | 10 814                         | +06,95 %        | 04,93 %      | +05,28 %       | -02,90 %                         | +035,10 %                      |
| Grèce                | 016             | 0200 288,000              | 18 613                         | +01,35 %        | 021,49 %     | +00,67 %       | +00,80 %                         | +0176,10 %                     |
| Hongrie              | 017             | 0139 135,000              | 14 225                         | +03,99 %        | 04,16 %      | +03,67 %       | -02,20 %                         | +073,30 %                      |
| Slovaquie            | 018             | 095 769,000               | 17 605                         | +03,40 %        | 08,13 %      | +01,28 %       | -00,80 %                         | +050,90 %                      |
| Luxembourg           | 019             | 062 404,000               | 104 103                        | +02,30 %        | 05,52 %      | +02,13 %       | +01,40 %                         | +023,00 %                      |
| Bulgarie             | 020             | 056 832,000               | 8 032                          | +03,56 %        | 06,16 %      | +01,18 %       | +01,10 %                         | +025,60 %                      |
| Croatie              | 021             | 054 849,000               | 13 295                         | +02,78 %        | 011,21 %     | +01,17 %       | +00,90 %                         | +077,50 %                      |
| Slovénie             | 022             | 048 770,000               | 23 597                         | +05,00 %        | 06,56 %      | +01,98 %       | +00,10 %                         | +074,10 %                      |
| Lituanie             | 023             | 047 168,000               | 16 681                         | +03,83 %        | 07,07 %      | +04,25 %       | +00,50 %                         | +039,40 %                      |
| Lettonie             | 024             | 030 264,000               | 15 594                         | +04,55 %        | 08,71 %      | +03,06 %       | -00,60 %                         | +040,00 %                      |
| Estonie              | 025             | 025 921,000               | 19 705                         | +04,85 %        | 05,76 %      | +03,98 %       | -00,40 %                         | +08,70 %                       |
| Chypre               | 026             | 021 652,000               | 25 234                         | +03,88 %        | 011,04 %     | +01,52 %       | +01,80 %                         | +096,10 %                      |
| Malte                | 027             | 012 538,000               | 26 946                         | +06,42 %        | 04,01 %      | +02,53 %       | +03,50 %                         | +050,90 %                      |
| 1. 2. 3. 4. 5. 6. 7. |                 |                           |                                |                 |              |                |                                  |                                |

### Commerce extérieur
L'Union européenne est le premier ensemble du commerce mondial : 16,4 % des échanges mondiaux de biens et services en 2012, contre 19,6 % en 2004 (OMC) : 1er exportateur mondial de biens manufacturés (14,7 % des exportations mondiales en 2012) et de services (24,6 % des exportations mondiales en 2012) selon l'OMC. Une économie ouverte : le taux d'ouverture de la zone euro (total des importations et exportations/PIB) = 33 % du PIB européen (monde 20 %, Asie 15 %), faible protection douanière : 1,6 % en moyenne. L'Union européenne est le premier partenaire commercial des États-Unis, de la Chine, de l'Inde, de la Russie et des pays composant le Mercosur, ainsi que de la Corée du Sud et des pays composant l'OPEP,,.

### Monnaies officielles

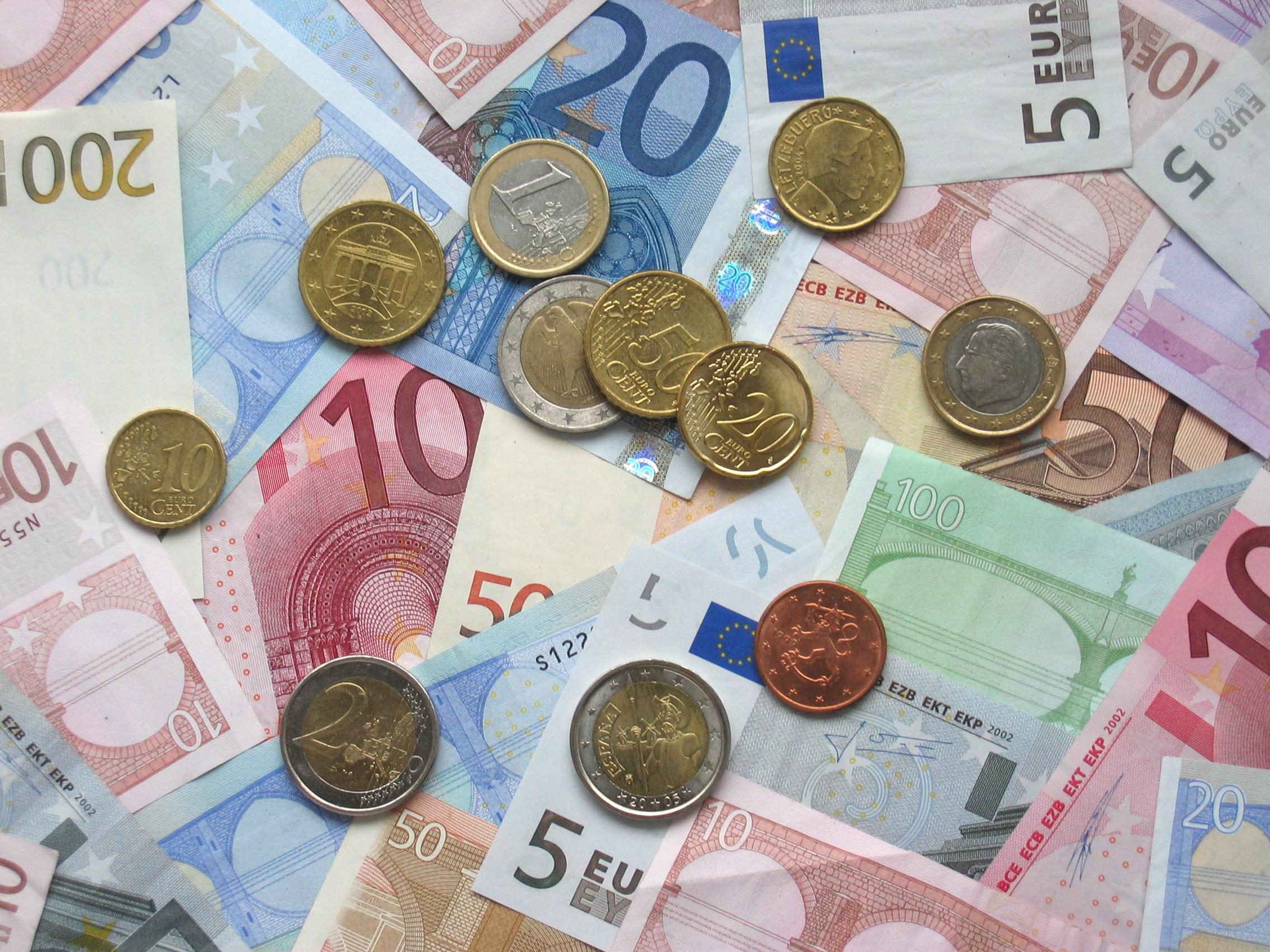
Pièces et billets en euros.

L'euro est la monnaie de jure de l'union économique et monétaire (UEM) ; le traité de Maastricht (TUE) de 1992 instaure l'UEM et établit les fondements de la monnaie unique avec la libéralisation de la circulation des capitaux, une coordination renforcée des politiques économiques et l'établissement d'une Banque centrale européenne. L'euro est commune à vingt États membres de l'Union européenne qui forment ainsi la zone euro. À ceux-ci s'ajoutent quatre états hors de l'UE ayant des accords officiels et utilisant donc l'euro de façon officielle, ainsi que deux autres états l'ayant adopté unilatéralement (le Kosovo et le Monténégro). La couronne danoise, la couronne suédoise, la couronne tchèque, le forint hongrois, le leu roumain, le lev bulgare et le złoty polonais ont également valeur de monnaie officielle dans leurs pays respectifs. Ces monnaies ne sont pas toutes liées au cours de l'euro par le mécanisme de taux de change européen (MCE II) mais servent d'intermédiaire dans les échanges pour le commerce intra- et extra-européen. Par convention, la comptabilité des échanges commerciaux au niveau européen est réalisée en euro ou en dollar.
Sur le plan international, l'euro est devenu une monnaie de référence au sein du Système monétaire international, il représente 27 % des réserves de change et la moitié des obligations internationales avec 50 % des encours mondiaux. On observe une confiance croissante en l'euro. Cependant, elle est peu utilisée comme monnaie de transaction ou dans les échanges de matières premières et de produits manufacturés par rapport au dollar américain. Dans les échanges commerciaux, il est surtout utilisé avec les pays méditerranéens, au Proche-Orient et en Afrique subsaharienne. Au cours des dernières années, le poids de la livre sterling s'est réduit du fait du recul du poids de l'économie britannique et plus récemment du choix des Britanniques de sortir de l'UE.
Au niveau européen, le transfert de la politique monétaire des États membres de la zone euro à la BCE engendre des modifications de fonctionnement et dans l'ordre des priorités relatives aux politiques monétaires nationales : la BCE a pour mission principale la stabilité des prix ce qui implique une maitrise de l'inflation et de la création monétaire. Les pays membres conservent une totale liberté dans la mise en place de leur politique budgétaire, mais leurs actions sont encadrées par le Pacte de stabilité et de croissance (PSC). Pour ce qui est des pays candidats à l'adhésion à la zone euro, ils doivent arrimer leur monnaie au Mécanisme de taux de change européen (MCE) pendant deux ans et respecter des critères de convergence.
L'euro accélère la mise en place d'une Europe fédérale (convergence économique, budgétaire, monétaire, etc.), mais aussi d'une zone monétaire optimale répondant aux critères énoncés par Robert Mundell ; la baisse des coûts d'échange et de financement entrainent une hausse de la croissance mais dans le cas de la zone euro, la zone monétaire n'est pas optimale en raison de niveaux de coordination des politiques budgétaires et économiques hétérogènes et encore en stade de développement (semestre européen, six-pack, two-pack, etc.).

### Évasion fiscale
En 2017, le Parlement européen estime à 1 000 milliards d'euros par an le montant de l'évasion et de la fraude fiscales dans l'Union européenne. Une taxe sur les bénéfices des multinationales du numérique (notamment les « GAFAM ») qui sont en moyenne deux fois moins imposés que ceux des entreprises traditionnelles, est envisagée par la Commission européenne et certains États membres mais le sujet divise car certains États ont un « modèle économique basé sur une fiscalité attractive ».
Le Conseil de l'Union européenne publie depuis 2017 une liste des pays et territoires non collaboratifs en matière fiscale, basée sur des critères que le Parlement juge insuffisants car, notamment, n'incluant pas systématiquement les entités qui pratiquent une politique fiscale à 0 % et exclut d'emblée les pays membres.

## Population et société

### Démographie

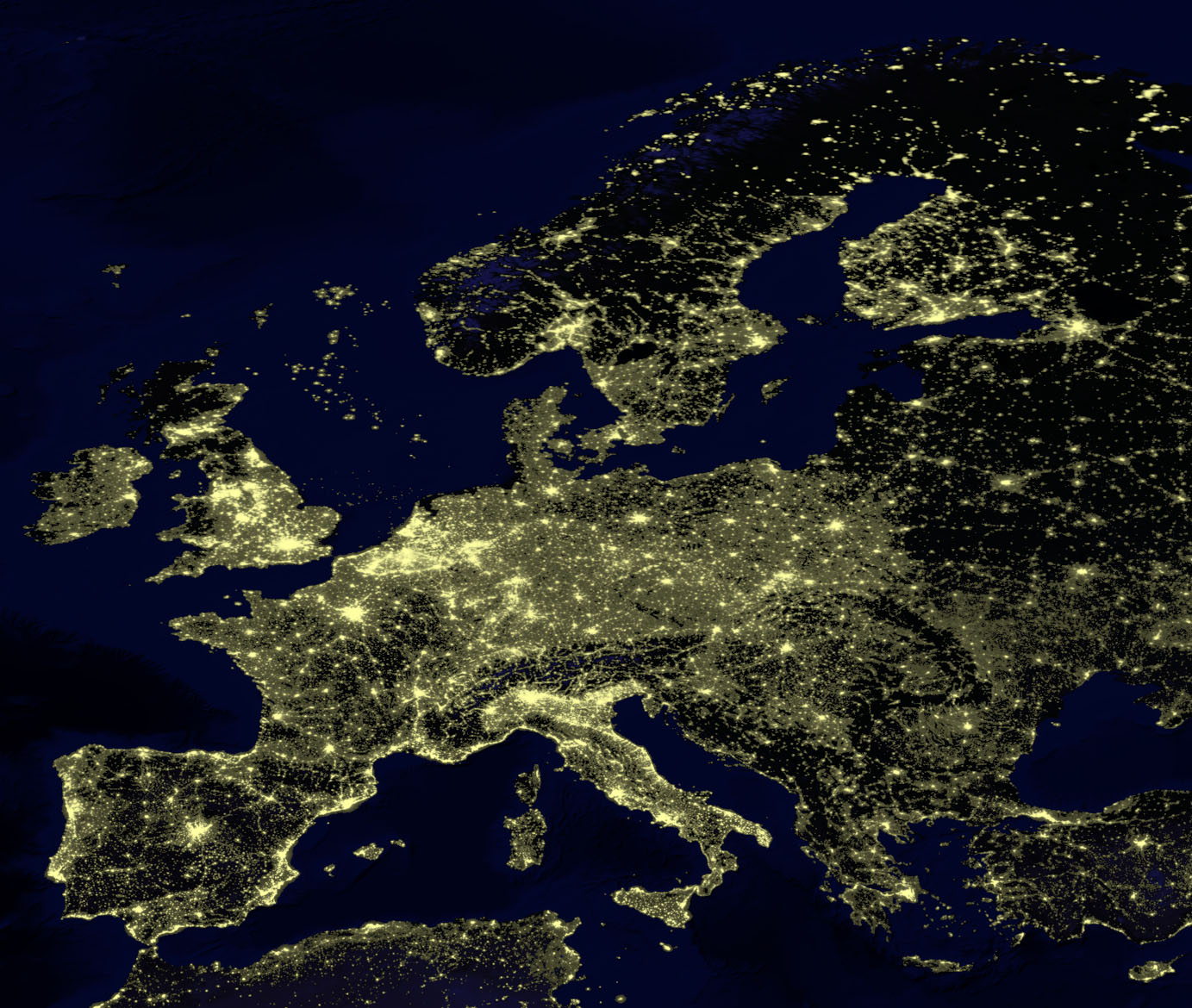
L'Europe vue de nuit, indicateur de la répartition de la population.

Au 1er janvier 2023, la population de l'Union européenne (UE) est estimée par Eurostat à 448 millions d'habitants.
Par ses plus de 446 millions d'habitants au 1er février 2020, l'Union européenne constitue la 3e puissance démographique mondiale. L'UE-27 post-Brexit compte 5,9 % de la population mondiale en 2018. Toutefois, l'UE pourrait être marquée par une baisse de sa population. En effet, certains pays voient tendanciellement leur population diminuer comme la Pologne et ses 38 millions d'habitants, la Roumanie qui passerait de 22 à 17 millions d'habitants en l'an 2050 ou la Bulgarie qui perdrait 30 % de sa population, qui passerait de sept à cinq millions d'habitants. À ce rythme, 17 pays de l'UE verront leur population chuter d'ici 2050, cette baisse de la population européenne est due au faible taux de natalité des pays européens, ce qui nécessite selon la commission européenne de 2006 une réponse constructive au défi démographique.
L'UE (périmètre post Brexit) compte une moyenne de 1,56 enfant par femme en 2017.
Quelques pays (dont la France) limitent ce phénomène, en gagnant à eux seuls quelque neuf millions d'habitants ; et l'Espagne pourrait gagner environ 2,4 millions d'habitants d'ici à l'an 2050, essentiellement grâce à sa politique migratoire. On peut estimer que la France sera toujours le deuxième pays le plus peuplé en 2050 (avec 71 millions d'habitants) après l'Allemagne (74,5 millions), mais que l'écart pourrait être bien moindre en raison notamment du maintien d'un taux de natalité plus élevé et d'une immigration plus importante. Les trois principales puissances — l'Allemagne, la France et l'Italie — représentent près de 47 % de la population de l'Union européenne (209 millions d'habitants sur 446 en 2020), leurs superficies cumulées est de 1,209 million de kilomètres carrés, soit près de 28,4 % de la superficie totale de l'UE et ils représentent plus de 55 % du PIB de l'UE (9 600 Mrd € de PIB sur 17 500 en 2015).
Au 1er janvier 2018, la population estimée de l'UE était de 446 millions d'habitants en progression d'environ 0,90 % par an sur les trois dernières années ; en 2009, la croissance démographique avérée était imputable à la natalité pour 0,6 million (29 %) et à 1,5 million (71 %) au solde migratoire ; l'UE a vu naître 5,4 millions d'habitants, soit un taux de 1,09 naissance pour 100 habitants. Le taux de natalité a augmenté partout dans l'Union, sauf en Allemagne ; de plus, le taux de mortalité a augmenté en Allemagne (de 10,1 ‰ à 10,3 ‰), en France (de 8,3 ‰ à 8,5 ‰) et à Malte (13 ‰ à 13,2 ‰). Au total, la population a augmenté en France (+368 000), en Espagne (+545 000), en Italie (+434 000), elle a cependant diminué en Allemagne (-168 000).
En 2010, la Commission européenne publiait son rapport Eurostat (bi-annuel) sur la démographie de l'Union européenne, elle estimait que la population totale de l'UE serait de 505,718 millions d'habitants en 2050 contre 501,103 millions recensés en 2009 ; l'accroissement naturel négatif (-1,695 million d'habitants par an en 2050) n'étant plus compensé par l'immigration (+924 000), l'accroissement démographique serait alors négatif. Autre point problématique, le taux de dépendance des personnes âgées vis-à-vis des actifs passerait de 24,5 % en 2009 à 50,4 % en 2050, traduisant une société dont la pyramide des âges serait totalement déréglée et les conséquences sociales importantes.
En 2010, il y avait 47,3 millions de personnes nées à l'étranger et vivant dans l'UE27, dont seize millions (3,2 %) nées dans un autre État membre de l'UE27 et 31,4 millions (6,3 %) nés dans un pays hors de l'UE27. Au total, la population née à l'étranger comptait pour 9,4 % de la population totale de l'UE27. Les pays avec le plus grand nombre de personnes nées hors de l'UE27 sont l'Allemagne (6,4 millions), la France (5,1 millions), le Royaume-Uni (4,7 millions), l'Espagne (4,1 millions), l'Italie (3,2 millions) et les Pays-Bas (1,4 million).

### Citoyenneté

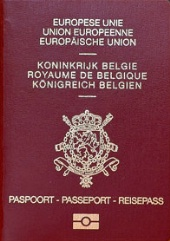
Passeport belge.

La notion de citoyenneté dans l'Union européenne est née de la ratification du traité de Maastricht en 1992. Depuis, cette notion a été intégrée au traité sur le fonctionnement de l'Union européenne,.

« Dans toutes ses activités, l'Union respecte le principe de l'égalité de ses citoyens, qui bénéficient d'une égale attention de ses institutions, organes et organismes. Est citoyen de l'Union toute personne ayant la nationalité d'un État membre. La citoyenneté de l'Union s'ajoute à la citoyenneté nationale et ne la remplace pas. »

— Traité sur le fonctionnement de l'Union européenne, Article 9
Ainsi, tout citoyen d'un pays membre de l'Union européenne est également citoyen de l'Union européenne et bénéficie à ce titre d'un « espace de liberté, de sécurité et de justice ».
Avec la citoyenneté européenne, de nouveaux droits sont apparus. Ils sont garantis par les traités (articles 17 à 22 du Traité sur le fonctionnement de l'Union européenne) et par la Charte des droits fondamentaux,.
- Tout citoyen de l'UE a droit de circuler et de séjourner, de travailler et d'étudier, sur le territoire des autres États membres, qu'il soit un citoyen actif ou inactif. L'entrée dans un autre État membre ne peut être refusée que pour des raisons d'ordre public, de sécurité ou de santé publique, et la restriction, comme l'expulsion, doivent être justifiées[265].
- Les citoyens européens bénéficient du droit de vote et d'éligibilité aux élections municipales et aux élections du Parlement européen, dans l'État membre où ils résident et ce dans les mêmes conditions que les ressortissants de cet État[265].
- Les citoyens de l'Union européenne bénéficient aussi d'un droit de pétition devant le Parlement[265] ainsi que d'une protection consulaire effective, et ce, même dans des pays tiers où les ressortissants de l'Union ne bénéficient pas de la représentation de leur propre État.
- Dans le cas où un État membre d'origine n'est pas représenté dans un pays tiers, la protection consulaire des autorités diplomatiques d'un autre État membre peut être accordée aux citoyens de l'UE[265], au nom de la protection consulaire effective mise en place à partir de 2008[266],[267].
- Suivant les dispositions du traité d'Amsterdam, tout citoyen de l'Union et toute personne physique ou morale ayant son siège dans un État membre a un droit d'accès aux documents du Parlement européen, du Conseil de l'Union européenne et de la Commission européenne, dans la limite des raisons d'intérêt public ou privée[265].

Par ailleurs, le préambule de la Charte des droits fondamentaux pose comme principe : « La jouissance de ces droits entraîne des responsabilités et des devoirs ».

### Langues
Des quatre langues officielles des débuts de la CECA (français, allemand, italien et néerlandais), l'Union européenne dispose désormais de vingt-quatre langues officielles et trois alphabets pour vingt-sept États. L'irlandais, « première langue nationale » de l'Irlande, a bénéficié en outre entre 1973 (entrée en vigueur du traité d'adhésion) et 2007 d'un statut spécial (traduction des traités et droit d'être utilisée dans la correspondance avec l'Union) : il est devenu au 1er janvier 2007 une langue de travail sans devenir pour autant une langue officielle.
Le français, l'anglais et l'allemand sont les trois langues de travail de la Commission européenne. L'usage de l'anglais se généralise considérablement au sein des institutions au fil des élargissements, mais n'est langue officielle que dans deux petits États membres, l'Irlande et Malte, après le retrait du Royaume-Uni.
À chaque élargissement, la tension est forte, y compris en matière linguistique, en raison non seulement des difficultés supplémentaires de traduction et d'interprétation, mais aussi pour satisfaire des susceptibilités nationales. Le traité d'adhésion de l'Autriche (dont la langue officielle est l'allemand) comprend ainsi une liste de termes spécifiquement autrichiens.
Des langues minoritaires, mais davantage parlées dans l'Union que le maltais ou l'irlandais, se sentent également délaissées ou ignorées (c'est le cas notamment de l'occitan, du catalan, du basque, du breton, du russe des pays baltes, du turc parlé par des Chypriotes, voire du luxembourgeois). L'Irlande souhaitant pour sa part éviter que sa langue nationale ne soit mise sur le même plan que des langues régionales ou minoritaires, le gouvernement a réclamé qu'elle soit portée au statut de langue officielle, celui-ci lui a été accordé au 1er janvier 2007, avec le roumain et le bulgare. D'autre part, les traductions en maltais demeurent incomplètes en raison de difficultés matérielles.
Le rapport Grin compare plusieurs modes de fonctionnement linguistique et conclut que l'adoption d'une langue commune neutre comme l'espéranto serait, d'un point de vue économique, la meilleure solution (en procurant 25 milliards d'euros d'économies par an, soit 17 % du budget annuel).

### Religions
- Catholiques
- Orthodoxes
- Protestants

- < 10 %
- 10 % à 30 %
- > 30 %

Le christianisme est la religion majoritaire dans tous les pays de l'Union. On retrouve les trois grandes confessions réparties géographiquement suivant les épisodes qui ont marqué l'histoire du christianisme ; ainsi, les catholiques sont-ils principalement concentrés à l'ouest, au centre, au sud-ouest et au nord-est de l'UE (notamment en Italie, Espagne, Portugal, Irlande et Pologne), les orthodoxes dans les pays du sud-est à forte proportion de croyants (Grèce, Chypre, Bulgarie, Roumanie) et les protestants, essentiellement au centre, à l'ouest et au nord, dans les pays Scandinaves, l'Allemagne et le monde germanique.
De plus, l'Union accueille quelques communautés juives et d'autres minorités religieuses qui se développent principalement du fait de l'immigration : islam, bouddhisme, christianisme oriental, hindouisme, etc.
Selon une enquête de l'eurobaromètre de juin 2005, si 52 % des Européens disent croire en un dieu, 18 % affirment ne croire en aucune forme de divinité, d'esprit ou de force supérieure. Selon ce sondage la France était le pays avec la plus forte proportion de personne ne croyant en aucune force surnaturelle (un tiers de la population), tandis que l'Estonie et la Tchéquie étaient les deux pays où le nombre de personnes croyant en un dieu était le plus faible.

### Urbanisme
La présence des principaux sièges d'institutions européennes dans le « quartier européen » de Bruxelles font de la capitale belge un des symboles de l'UE, si bien qu'on se réfère au substantif « Bruxelles » pour désigner ces institutions ou leurs représentants. Les villes de Strasbourg, Luxembourg, Francfort ou La Haye accueillent également des sièges institutionnels européens. En particulier, Strasbourg accueille de nombreuses autres institutions liées au Conseil de l'Europe, au point de prétendre également au titre de « Capitale européenne ».
D'un point de vue démographique, l'aire urbaine de Paris (12,7 millions d'habitants) ainsi que l'aire urbaine de Rhin-Ruhr (11,7 millions d'habitants) constituent des « mégapoles » et sont fortement interconnectées au réseau de la « mégalopole européenne » qui s'étend du Grand Londres à la plaine du Pô. Les aires urbaines de Milan (6,8 millions), du Randstad (6,6 millions), de Madrid (6,4 millions), de Barcelone (5 millions) Berlin (4,4 millions) et Rome (4,3 millions) dépassent les quatre millions d'habitants et font partie des villes mondiales selon les divers classements effectués.
Sur le plan touristique, Paris, Londres, Rome et Barcelone sont les quatre villes les plus visitées d'Europe et enregistrent plus de 5 millions de visiteurs chaque année. Paris est la plus visitée d'Europe et du monde depuis les années 2000 en enregistrant plusieurs millions de visiteurs chaque année[Combien ?]. Par ailleurs, avec 671 millions de touristes en 2017, soit 8 % d'augmentation par rapport à 2016, le continent européen dont fait partie l'UE, reste la première destination mondiale.
Du point de vue de la qualité de vie, une étude publiée annuellement par le cabinet Mercer établissant un classement des villes les plus agréables du monde, plusieurs villes européennes sont présentes dans le haut du classement et en 2016, Vienne a été classée première pour la septième année consécutive. Parmi les dix villes les mieux notées, viennent ensuite les villes allemandes : Munich (4e), Düsseldorf (6e) et Francfort (7e) ; enfin Copenhague arrive en 9e position. Ces dernières années, plusieurs grandes villes comme Paris, Londres, Madrid et Athènes ont reculé dans le classement basé sur la sécurité personnelle « en raison d'attentats terroristes ou d'agitations sociales ». Des villes comme Prague, Budapest, Varsovie ou Bucarest rythment l'activité économique, culturelle et politique des pays d'Europe de l'Est (les anciens PECO, en plein développement), tandis que Stockholm, Helsinki et Copenhague sont les capitales et plus grandes villes Fenno-scandinaves ; Riga, Tallinn et Vilnius, les capitales baltes et Dublin, La Valette et Nicosie, les capitales des États membres insulaires.

Patrimoine des capitales européennes
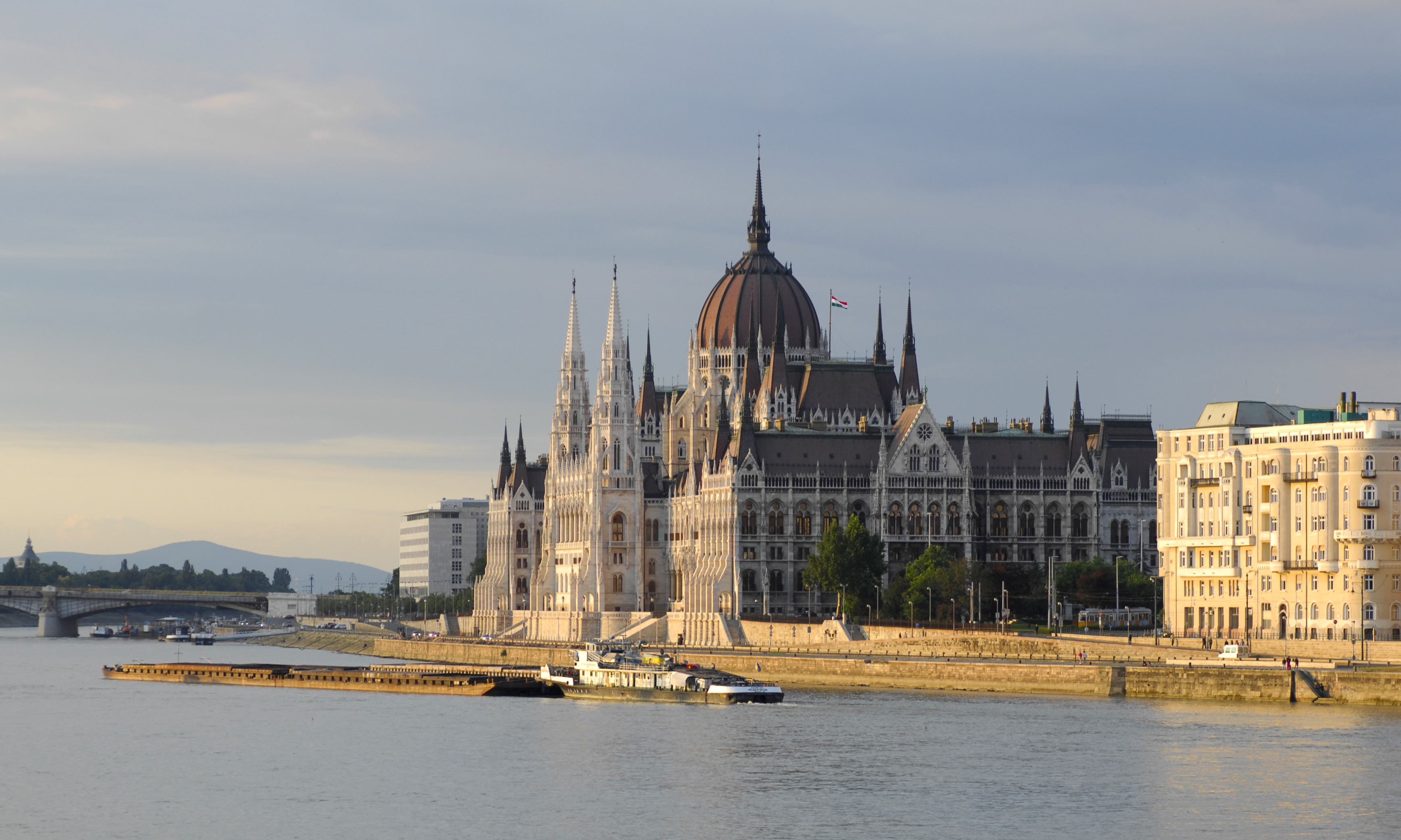
Le Parlement à Budapest.
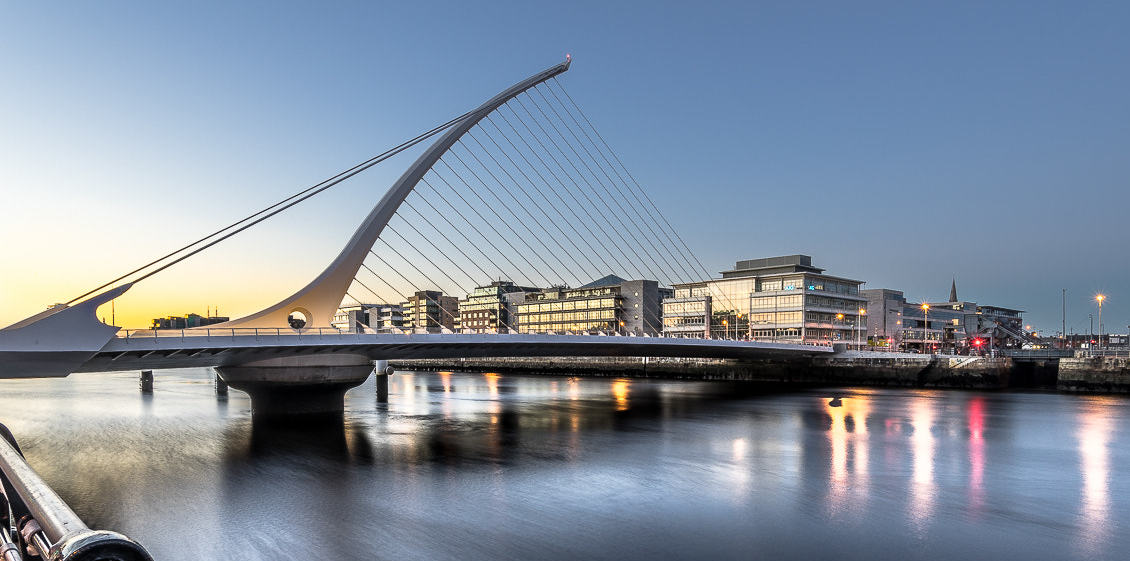
Le Pont Samuel Beckett à Dublin.
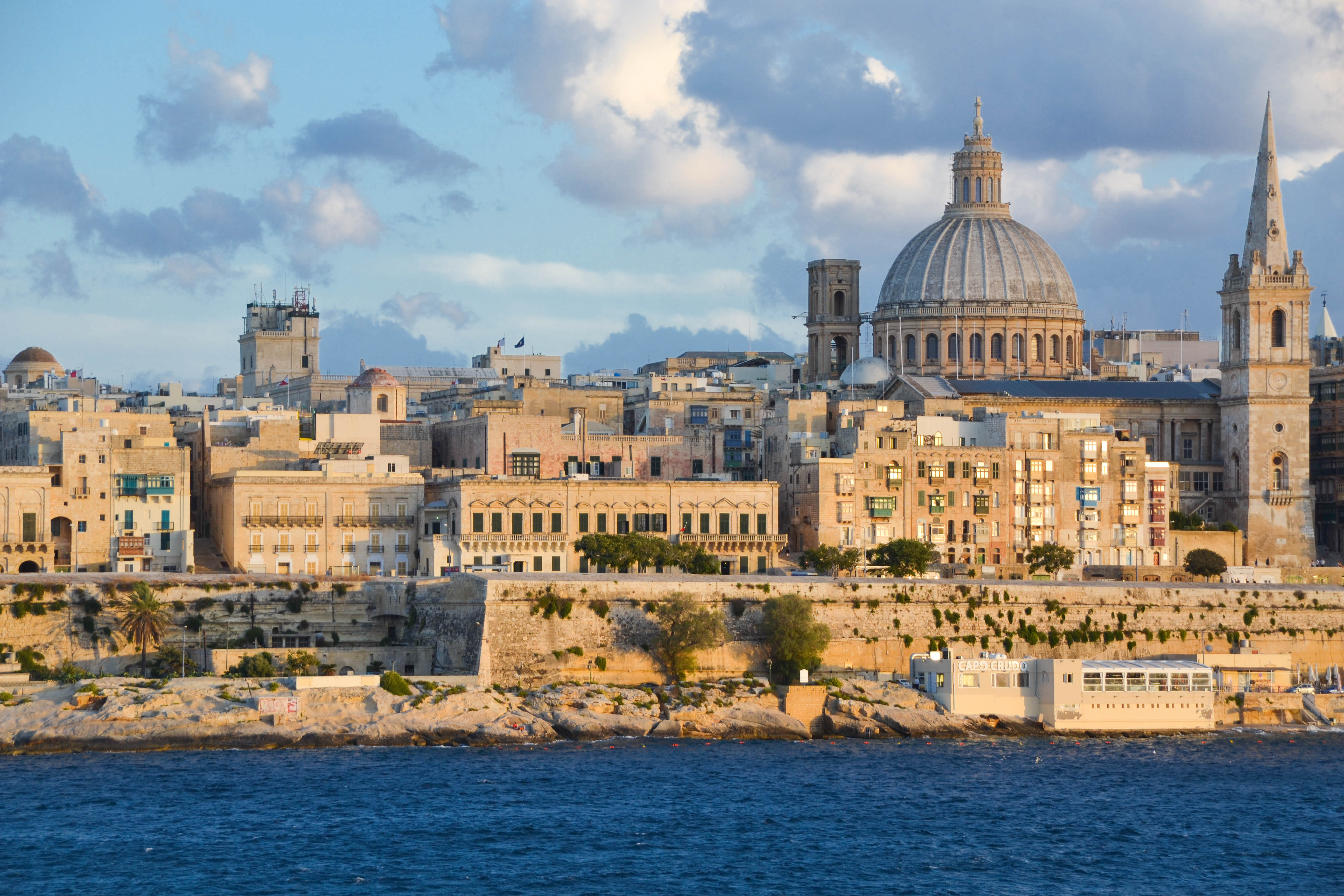
La vieille ville de La Valette.
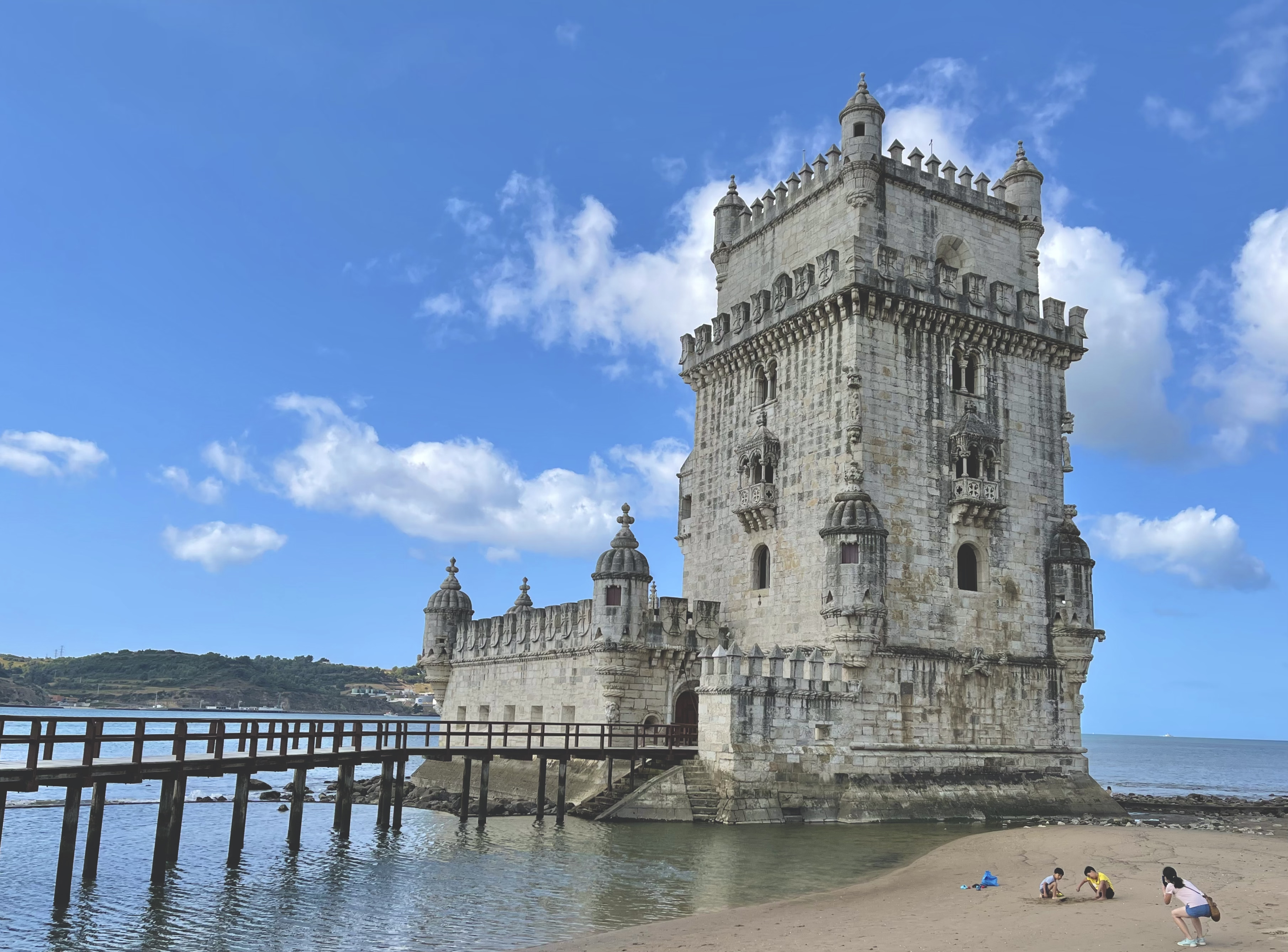
La Tour de Belém à Lisbonne.
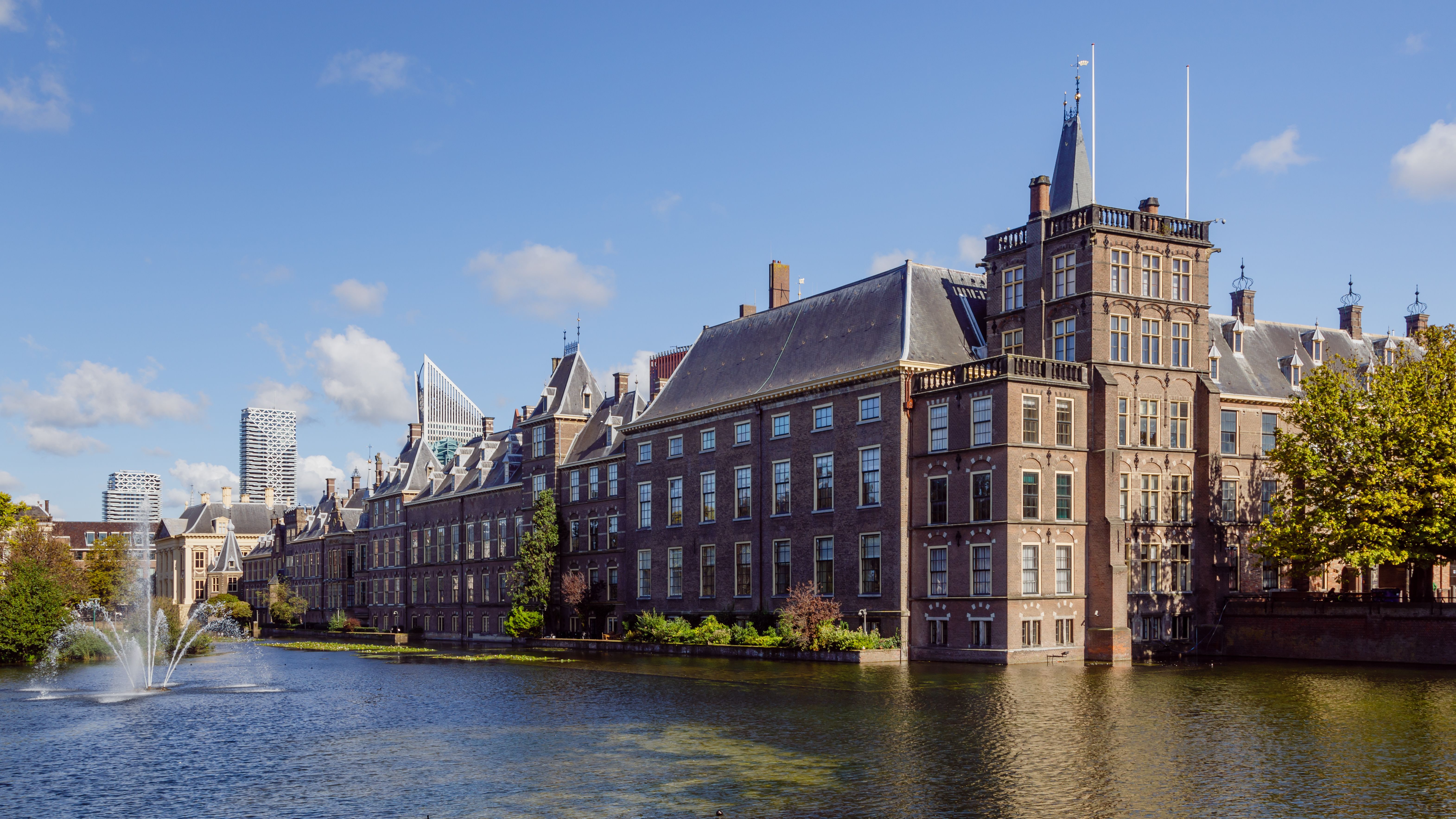
Le Binnenhof, siège des États généraux à La Haye.
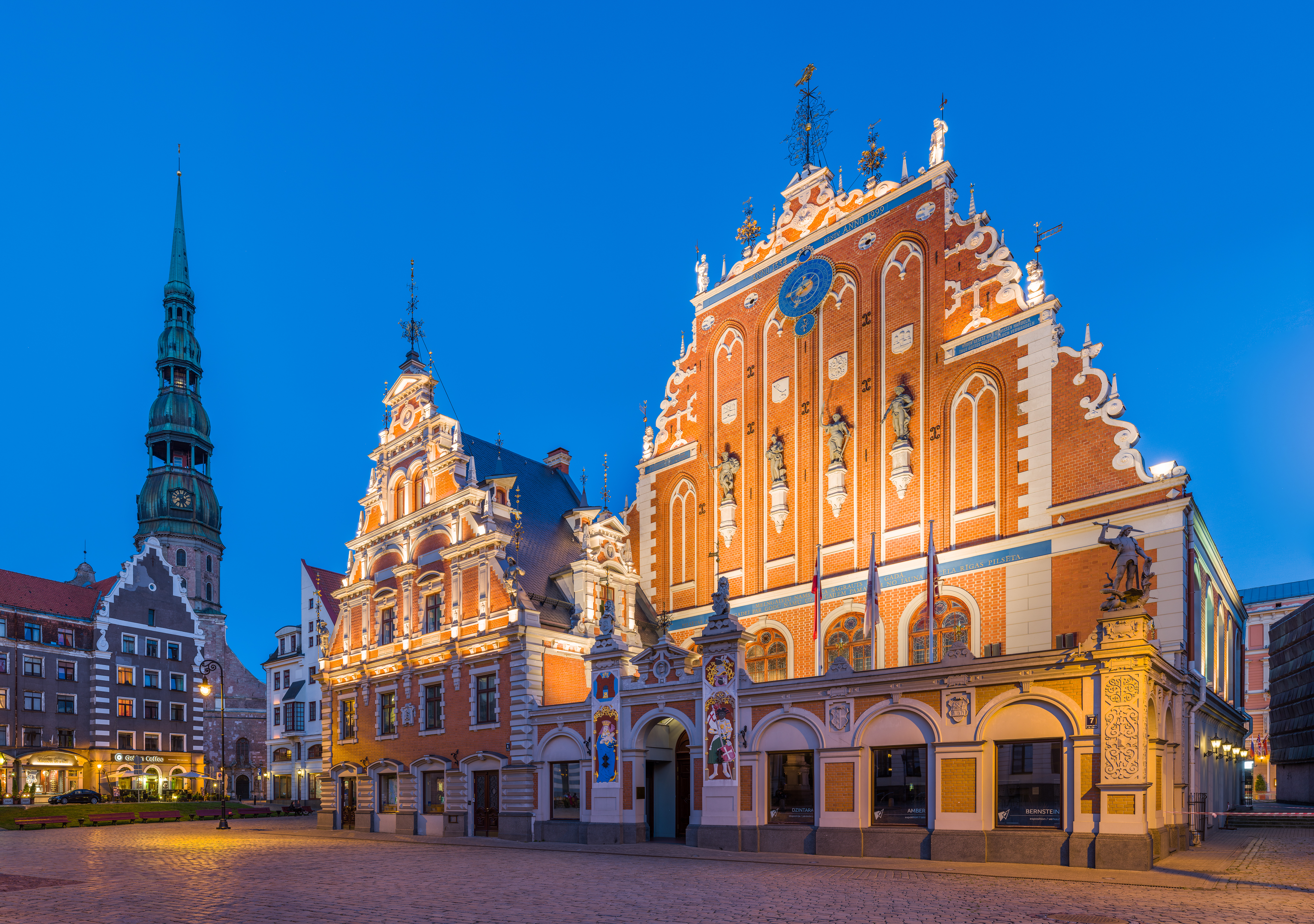
La maison des Têtes noires à Riga.
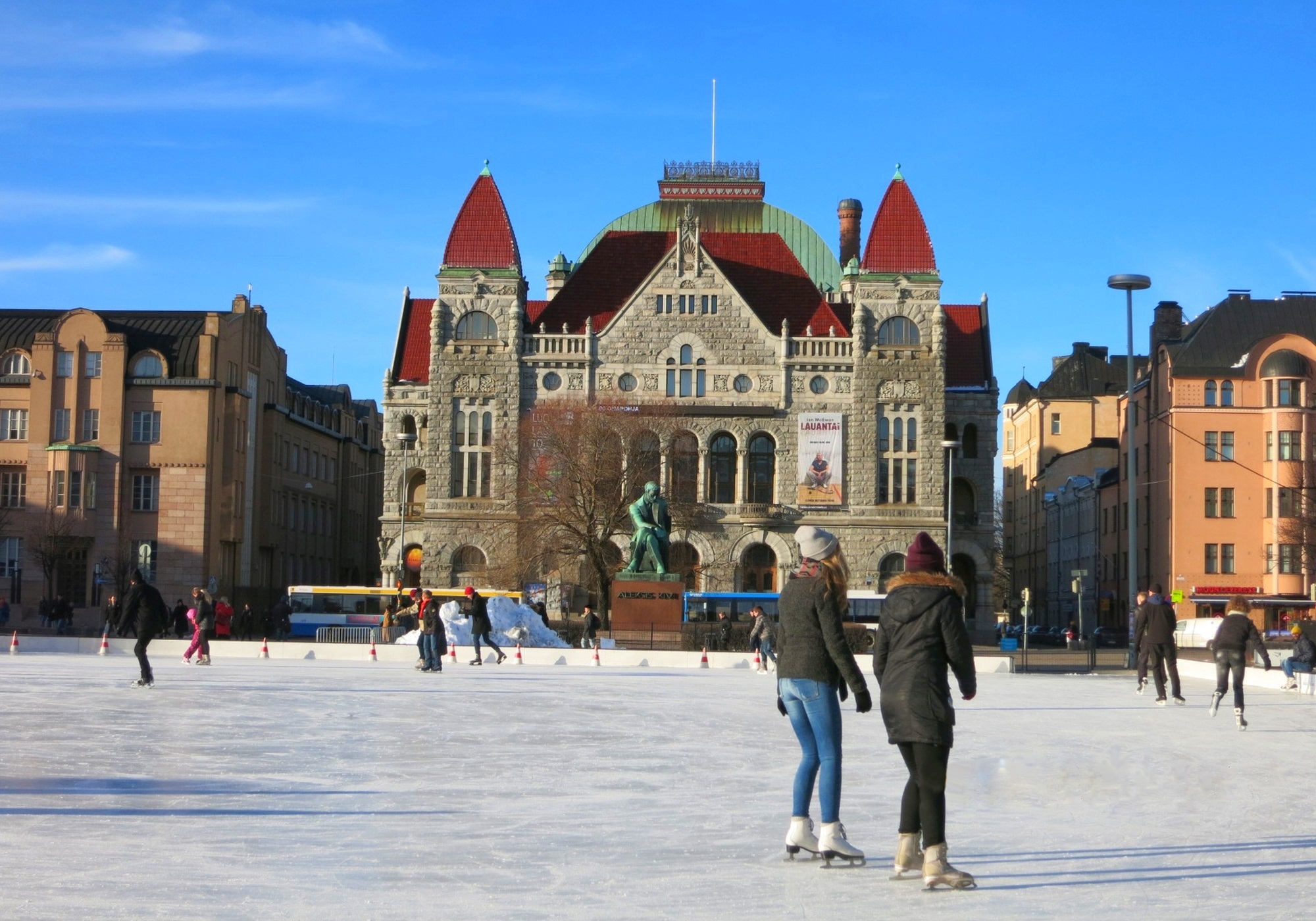
Le théâtre national de Finlande à Helsinki.
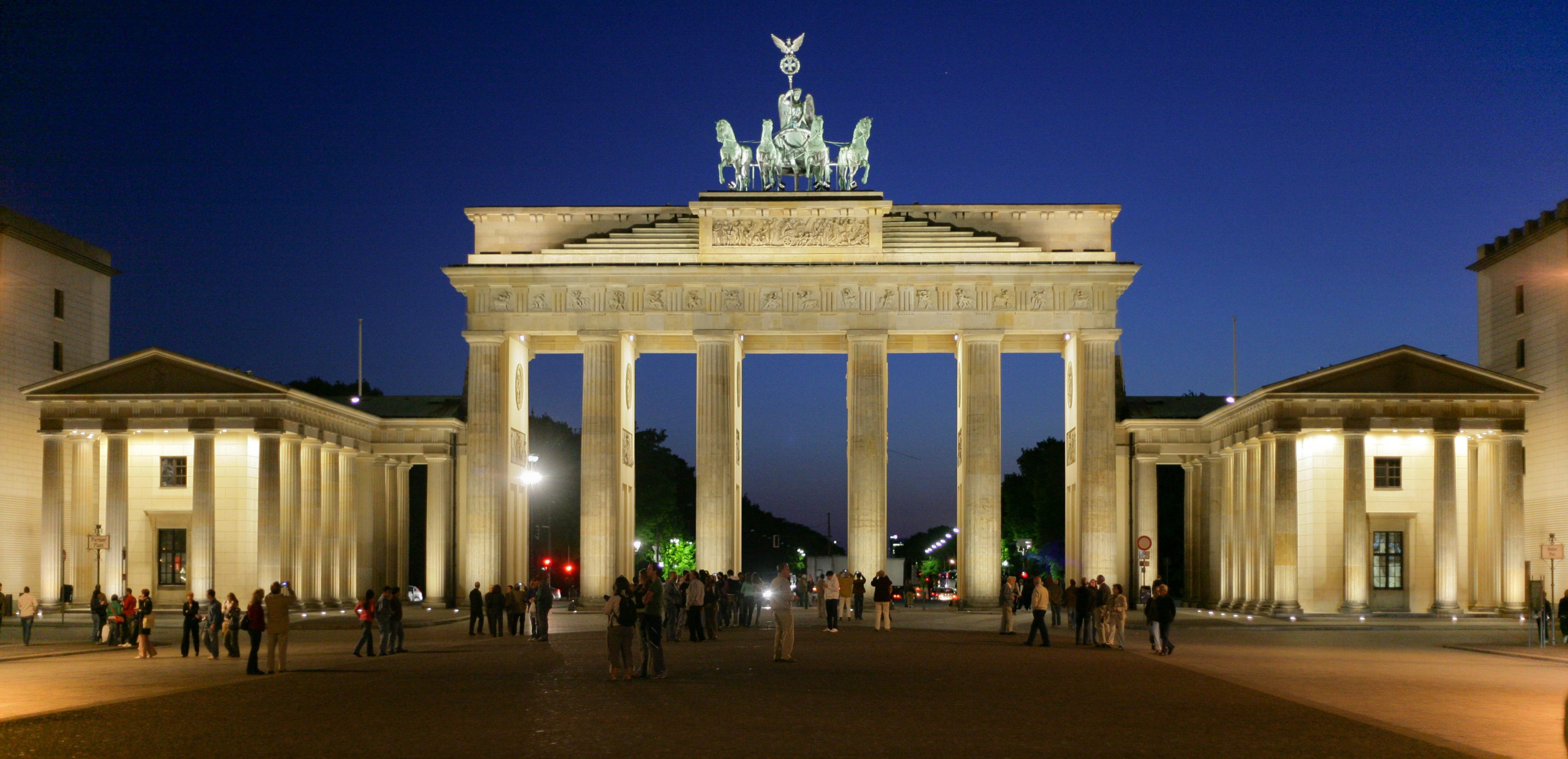
La Porte de Brandebourg à Berlin.
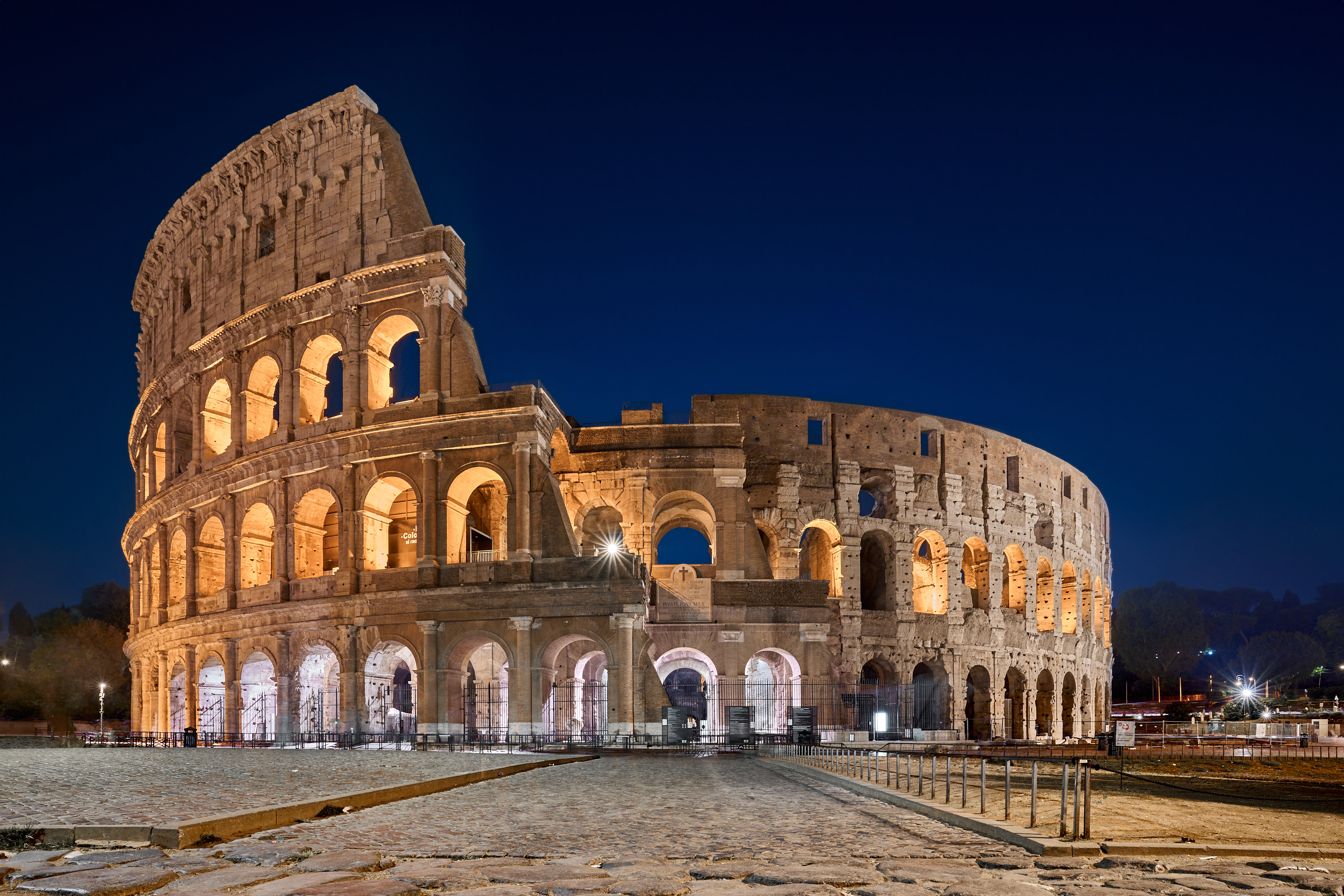
Vue de nuit du Colisée de Rome.
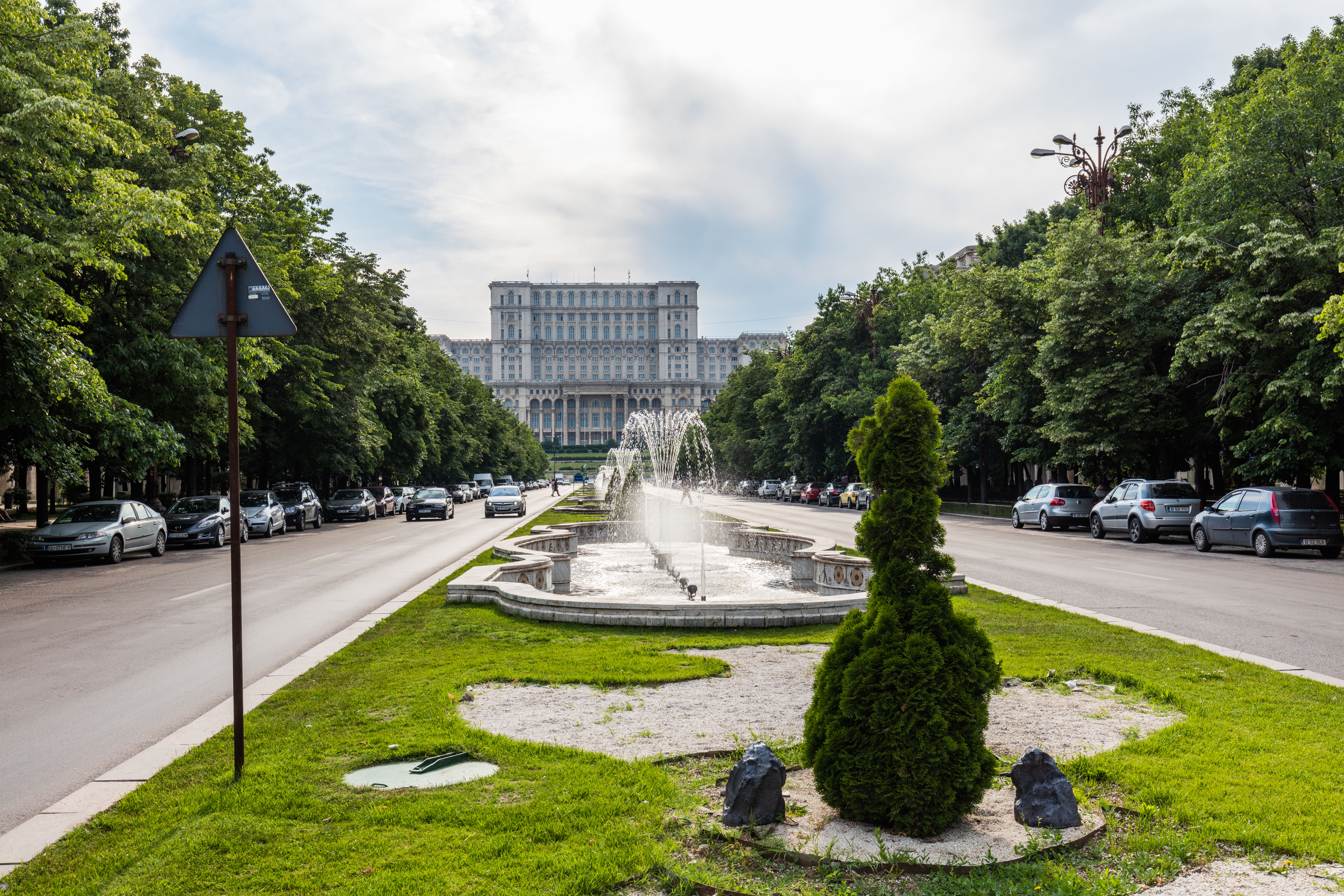
Le palais du Parlement à Bucarest.
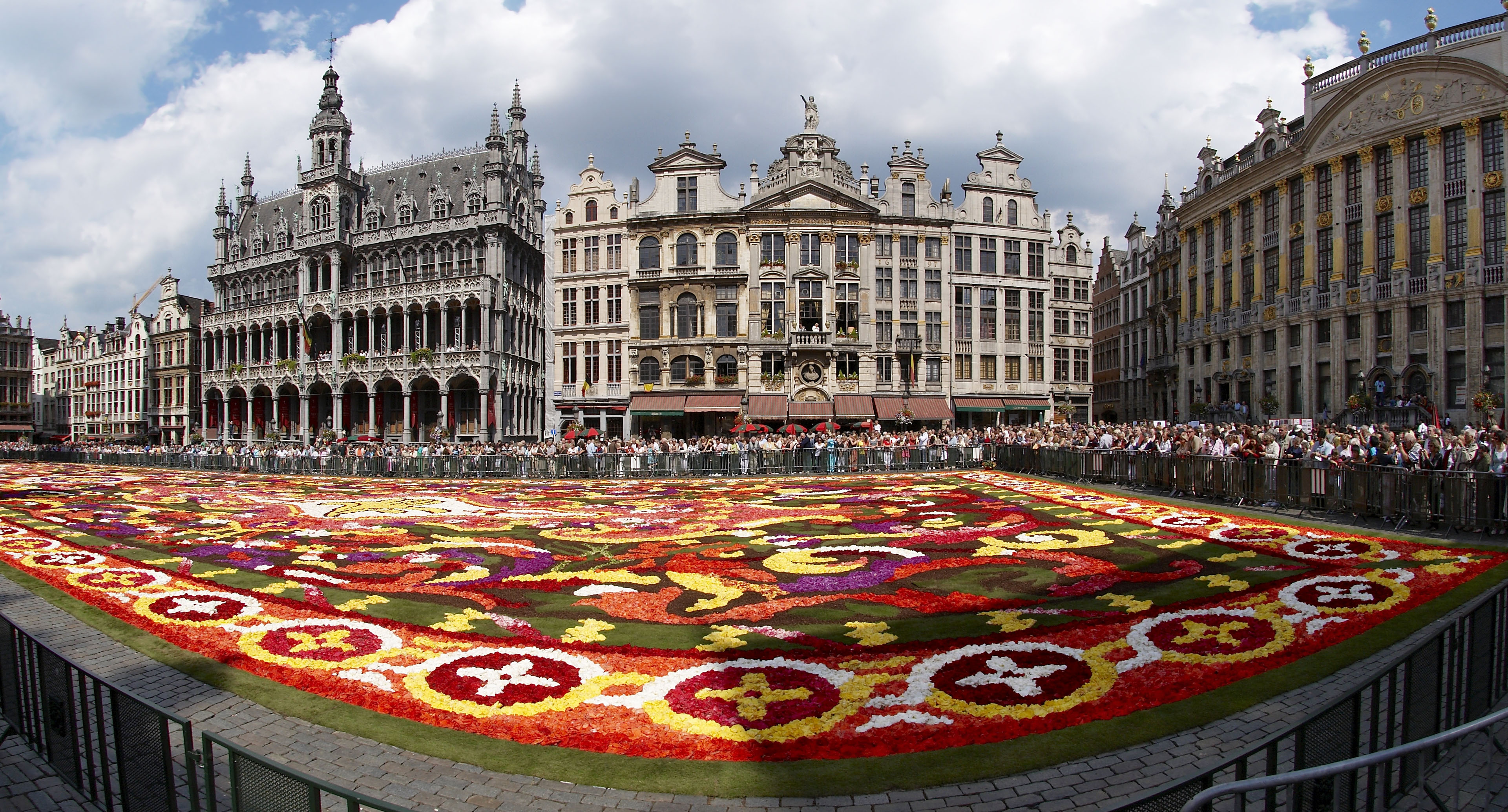
La Grand Place de Bruxelles.
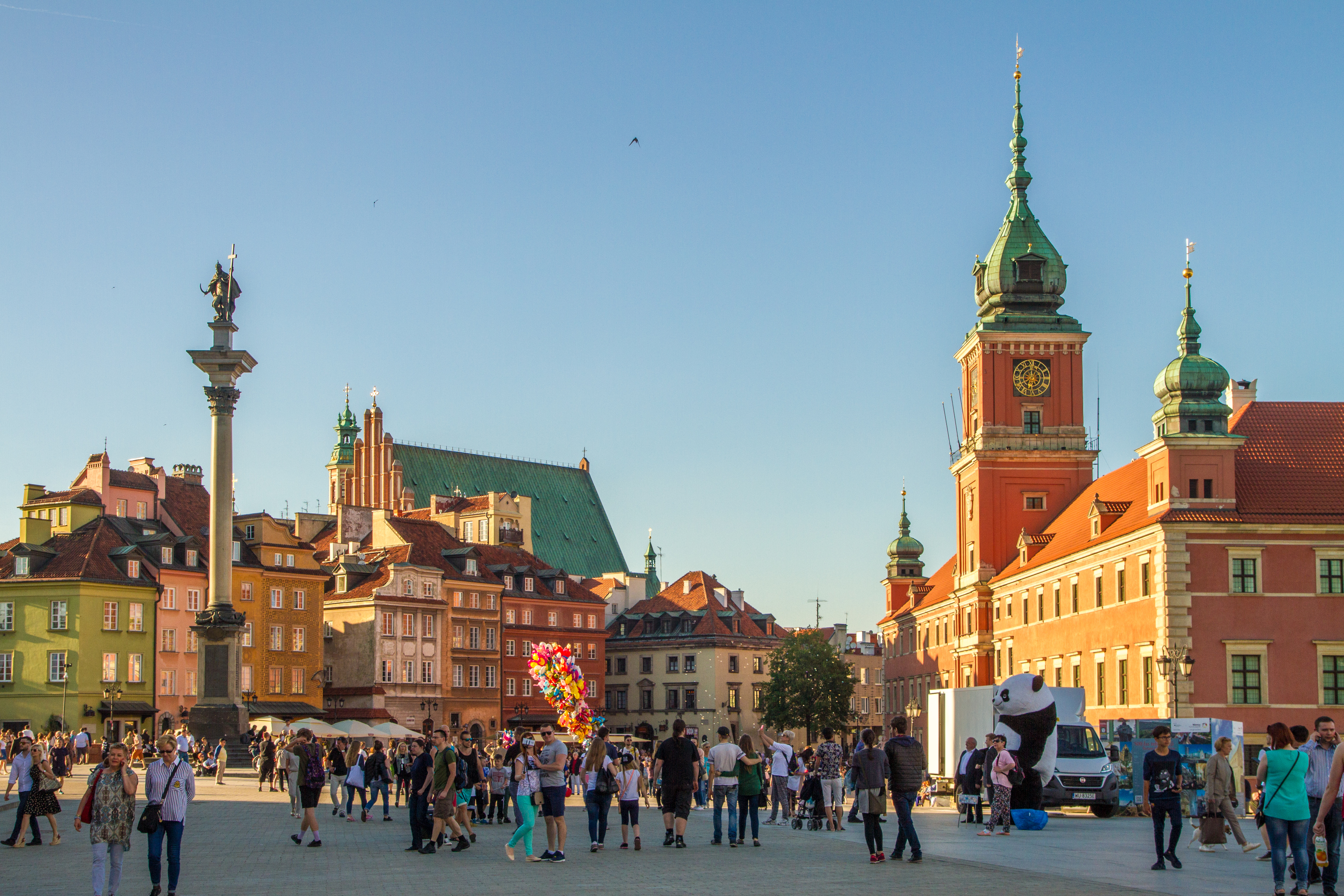
La place du château à Varsovie.
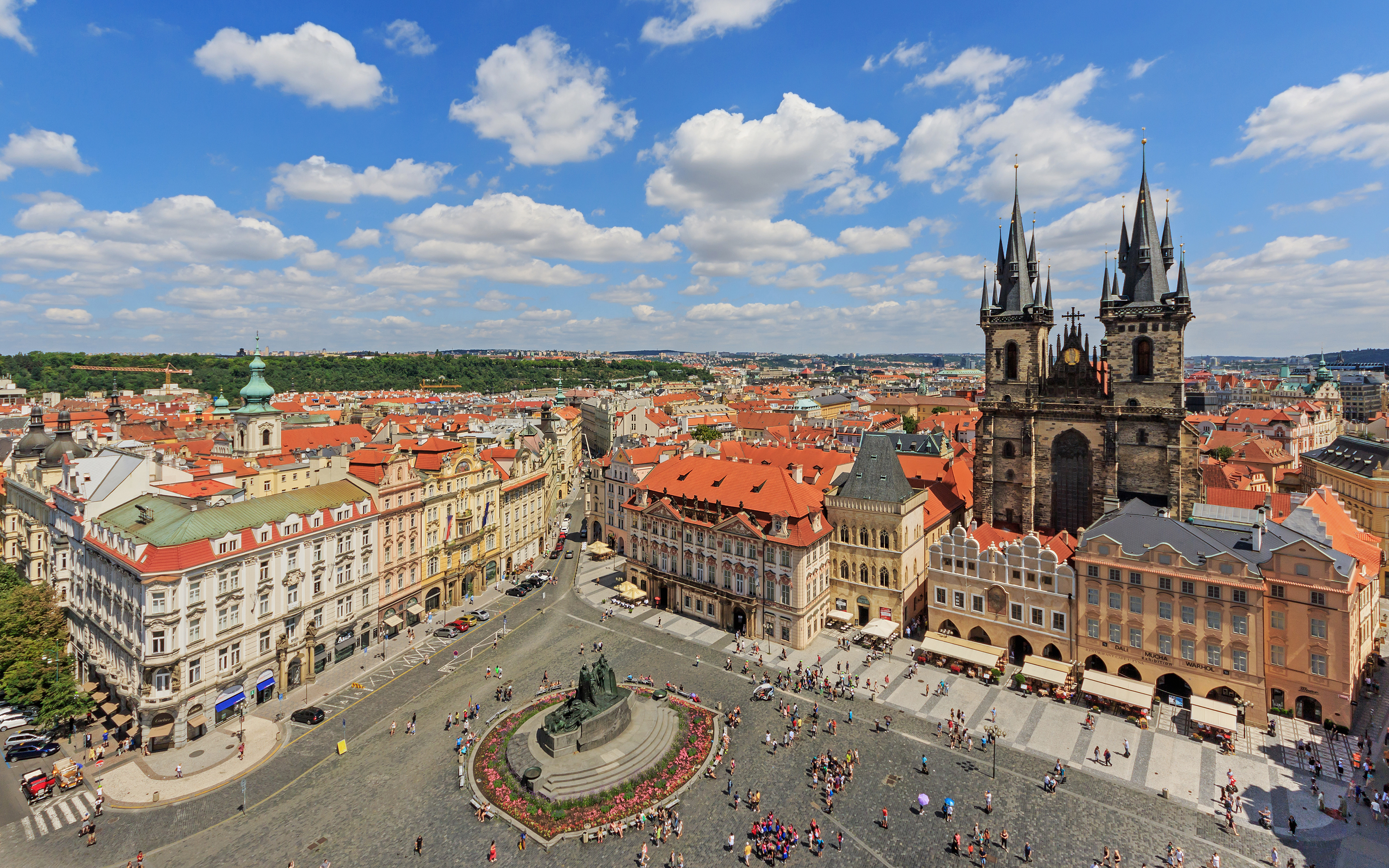
La Vieille Ville de Prague.
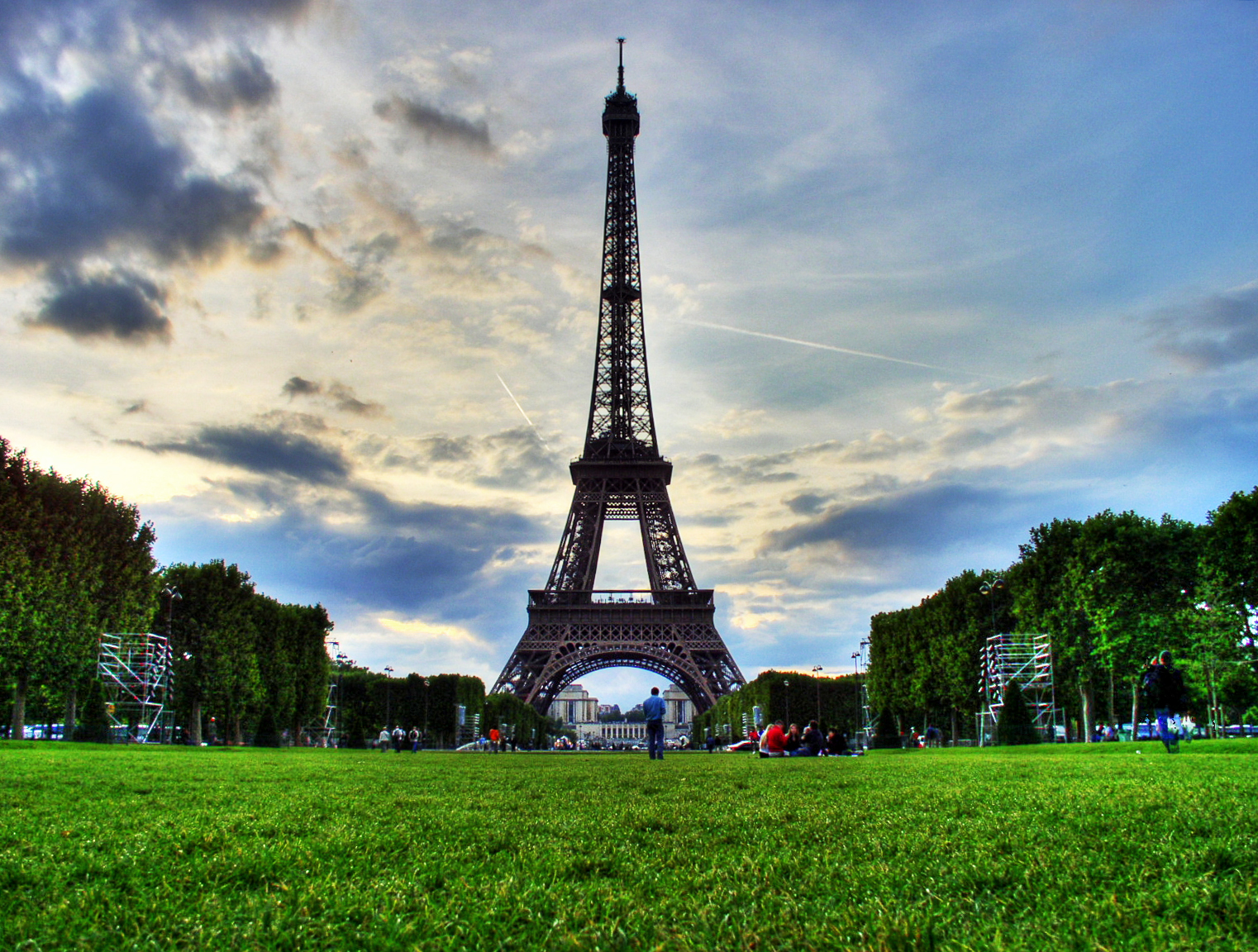
La tour Eiffel à Paris

## Culture

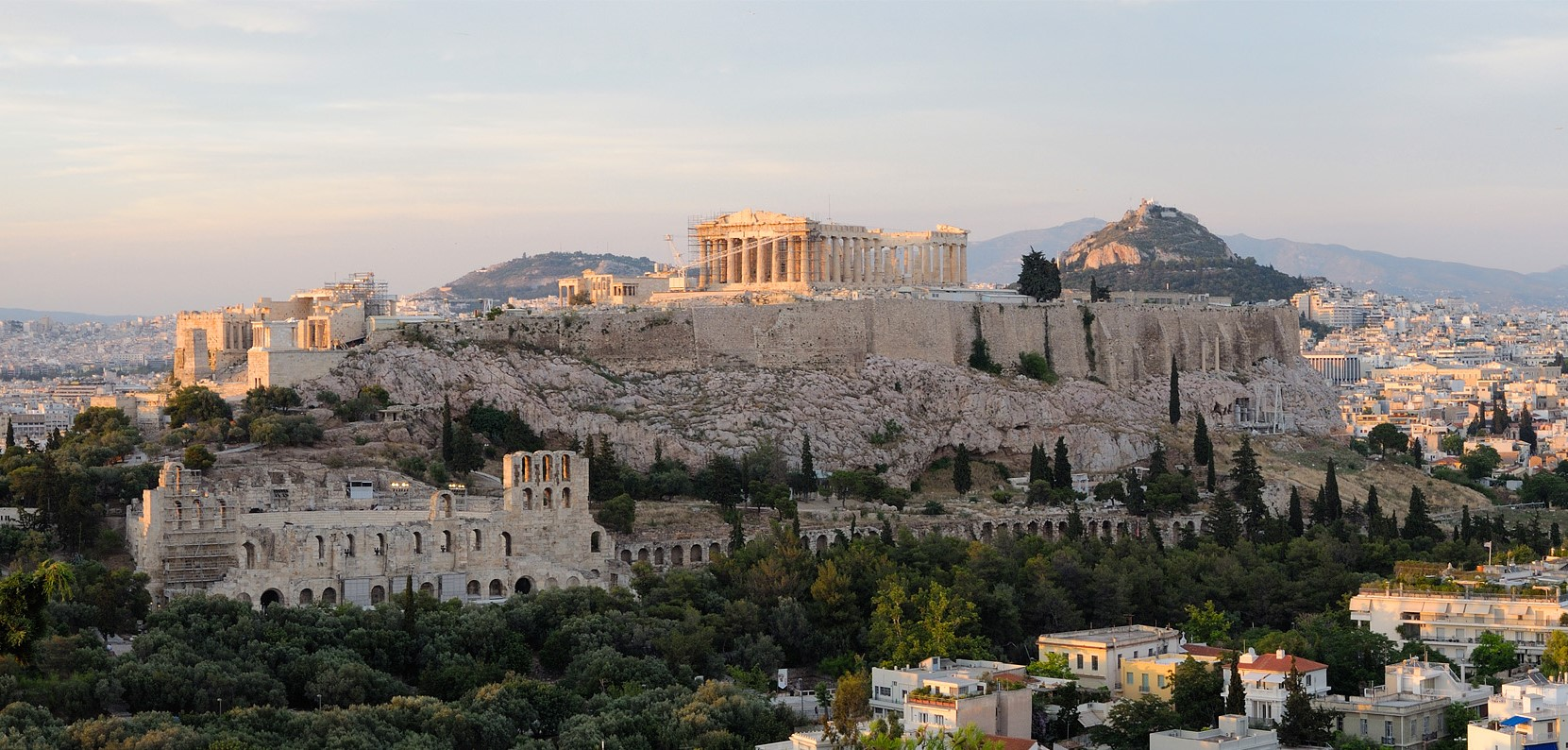
La ville d'Athènes fut la première capitale européenne de la culture.

Le traité de Maastricht a permis à l'UE d'étendre ses champs de compétence et de développer une politique communautaire orientée vers la culture. Cela se traduit par diverses actions et projets menés sur le terrain tels qu'Europeana, un projet de bibliothèque numérique européenne, l'attribution du titre de capitale européenne de la culture pour une ou plusieurs villes chaque année, des aides pour des projets culturels ou encore Culture 2000, le programme-cadre en la matière de 2000 à 2006.

### Fêtes et vie quotidienne

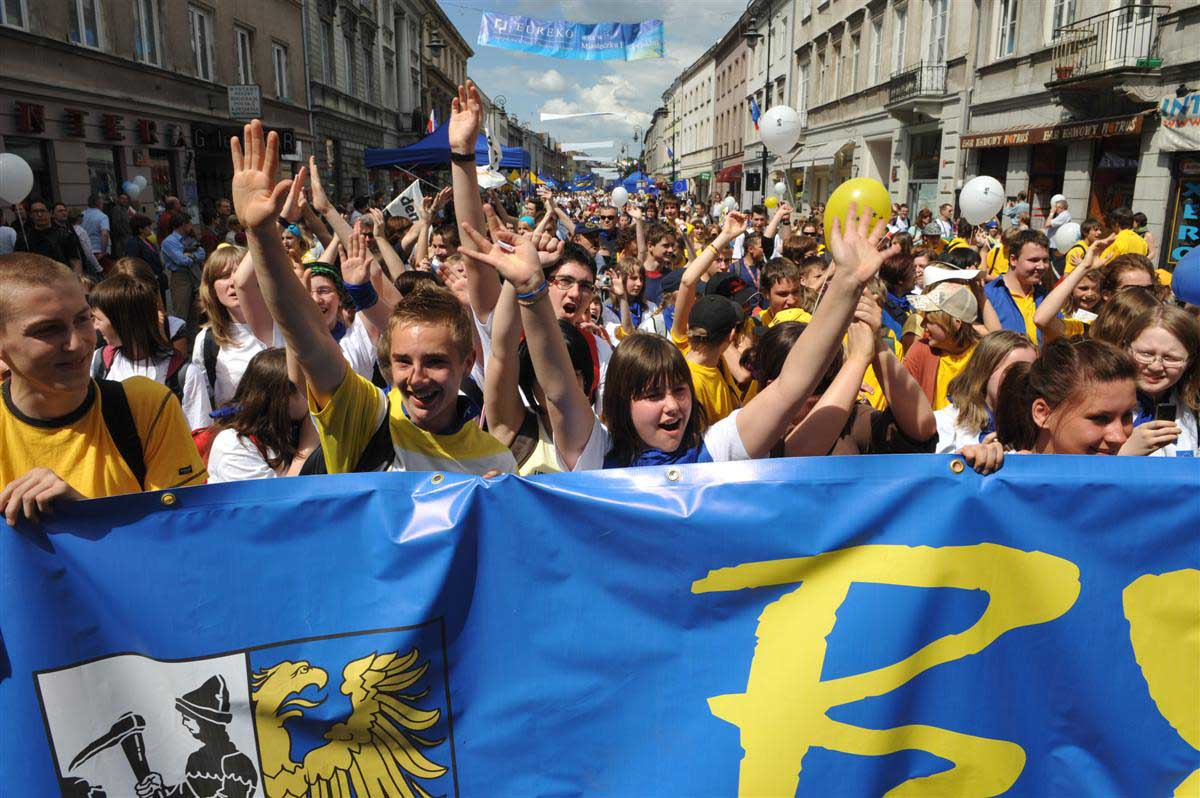
La Journée de l'Europe dans les rues de Varsovie.

Il n'existe pas de jours fériés inscrits dans le droit européen ; cette compétence appartient aux États membres. Dans la plupart des États européens, il existe une dizaine de jours fériés par an. Le jour de l'an, observé par tous les États membres, est la seule fête civile commune à toutes les régions et communautés, car l'ensemble des États membres utilisent le calendrier grégorien. Certaines fêtes religieuses, principalement chrétiennes, sont également communes à de nombreux pays européens. La Journée de l'Europe célèbre depuis 1985 l'anniversaire de la Déclaration Schuman le 9 mai 1950. Elle fait partie des symboles de l'Union européenne, mais n'est un jour férié dans aucun État membre sauf au Luxembourg.
Chaque année, des « capitales européennes » sont désignées dans différentes catégories : culture, jeunesse, environnement, etc. et des projets sur le long terme sont développés (GECT, programmes régionaux) ce qui contribue notamment au renforcement des échanges régionaux. Depuis 1983 et sur le modèle des « années internationales » décrétées par l'ONU, des thématiques communautaires sont mises en valeur ; l'année 2013 est consacrée « Année européenne des citoyens » sur le thème des « droits et avantages concrets qui résultent de la citoyenneté de l'Union européenne », attachés notamment aux « quatre libertés » fondamentales dont les citoyens européens jouissent au quotidien.

### Symboles

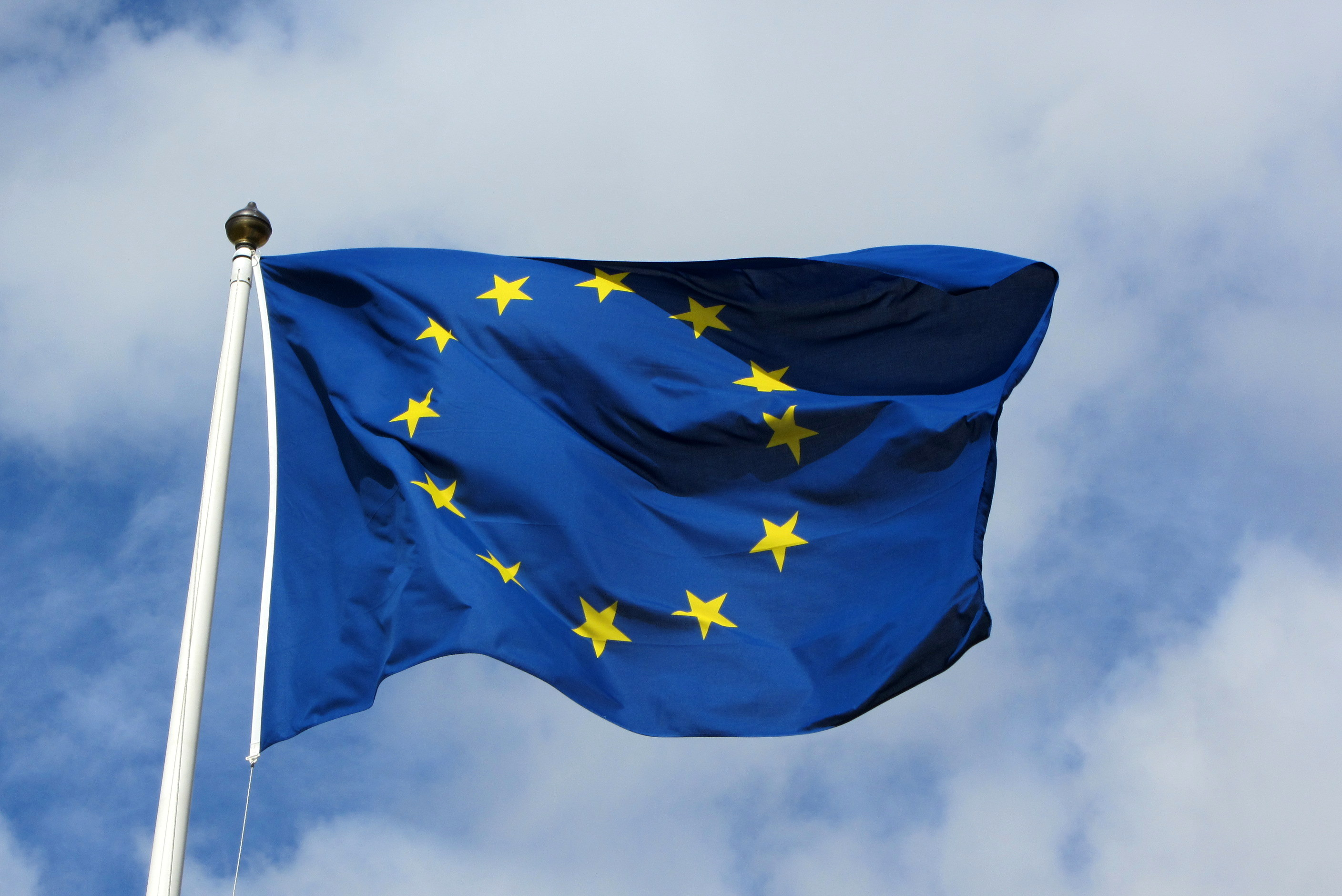
Le drapeau de l'Union européenne.

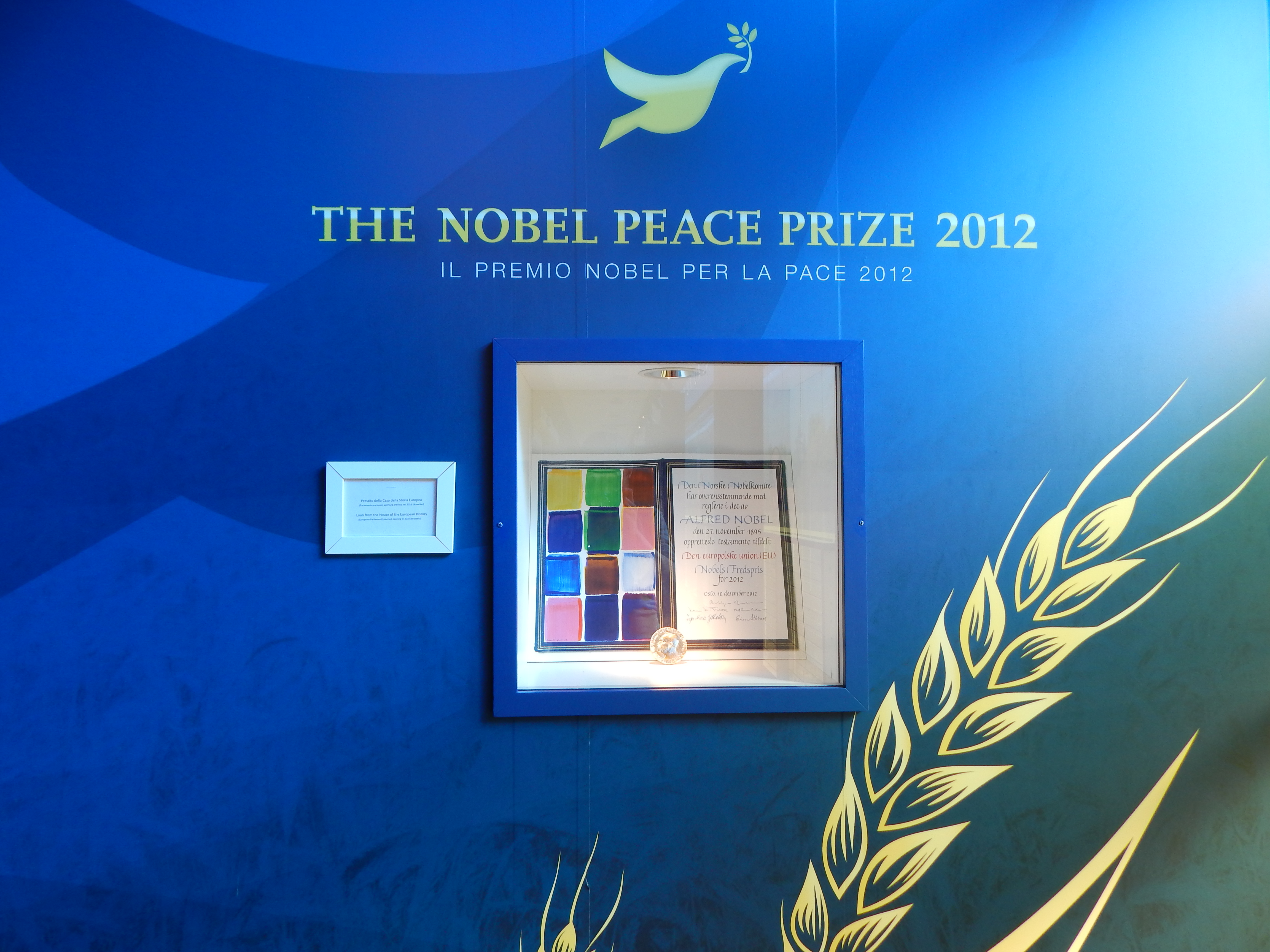
L'Union reçoit en 2012 le prix Nobel de la paix.

- Le drapeau européen, un cercle de douze étoiles d'or sur fond bleu. Les étoiles représentent les peuples d'Europe, et forment un cercle en signe d'union. Elles sont au nombre invariable de douze, symbole de la perfection et de la plénitude dans la tradition grecque antique, et non, comme on pourrait le croire, les douze pays qui faisaient alors partie de la CEE, de 1986 à 1995. D'après son concepteur, il s'agit d'une allusion aux « 12 étoiles qui entourent la couronne de la Vierge Marie »[Note 33]. Le drapeau a été adopté le 8 novembre 1955 par le Comité des ministres du Conseil de l'Europe, exprimant le souhait de voir les autres organisations européennes adopter ce même symbole. Le Parlement européen en prend l'initiative lors d'une proposition de résolution en 1979, à la suite des premières élections du Parlement au suffrage universel direct, alors qu'il siégeait dans des bâtiments du Conseil de l'Europe à Strasbourg où flottait déjà ledit drapeau européen. Cette résolution est adoptée en 1983, confirmée par le Conseil des ministres en juin 1985 et mise en application en 1986, dans toutes les institutions communautaires[293].
- L'hymne européen : l'Ode à la joie, mélodie tirée de la 9e symphonie de Ludwig van Beethoven (1823), dont un arrangement de Herbert von Karajan a été retenu par le Conseil de l'Europe comme hymne européen officiel en 1972[294].
- Le 9 mai, la Journée de l'Europe, qui commémore la déclaration Schuman, le 9 mai 1950, considérée comme l'acte de naissance de la construction européenne[295].
- La devise de l'Union européenne In varietate concordia (expression latine signifiant « Unie dans la diversité ») proclamée devise officielle le 4 mai 2000 par le Parlement européen (ne serait devenue la devise européenne officielle que si le traité de Rome de 2004 avait été ratifié). Elle a été choisie par un regroupement de jeunes européens[296].
- L'euro comme monnaie unique : mis en place par le traité de Maastricht (ratifié en 1992), l'euro est introduit en 1999 comme monnaie immatérielle, puis les pièces et billets en euros sont introduits le 1er janvier 2002 dans les pays remplissant les conditions[Lesquelles ?], avec une distribution commencée en décembre 2001. En 2015, c'est la monnaie commune de dix-neuf des États membres de l'Union européenne et elle est utilisée comme monnaie nationale dans six autres pays.
- Les logotypes, choisis par les États assurant la présidence tournante du Conseil de l'Union européenne et servant généralement de second emblème après le drapeau européen pour représenter l'UE étant donné qu'elle ne possède pas d'armoiries officielles.
- L'Union européenne reçoit en 2012 le prix Nobel de la paix « pour avoir contribué pendant plus de six décennies à promouvoir la paix et la réconciliation, la démocratie et les droits de l'homme en Europe »[297]. Au-delà du prix, ce sont les valeurs et les idéaux des Européens qui sont salués et notamment les principes fondateurs sur lesquels est bâtie l'UE[298],[299]. En 2017, elle est également récompensée par le prix Princesse des Asturies dans la catégorie « Concorde » pour « les valeurs de liberté, de paix, de droits de l'homme et de solidarité qu'elle porte » selon le président du jury et président de la principauté des Asturies, Javier Fernández Fernández[300].